# 成功嶺

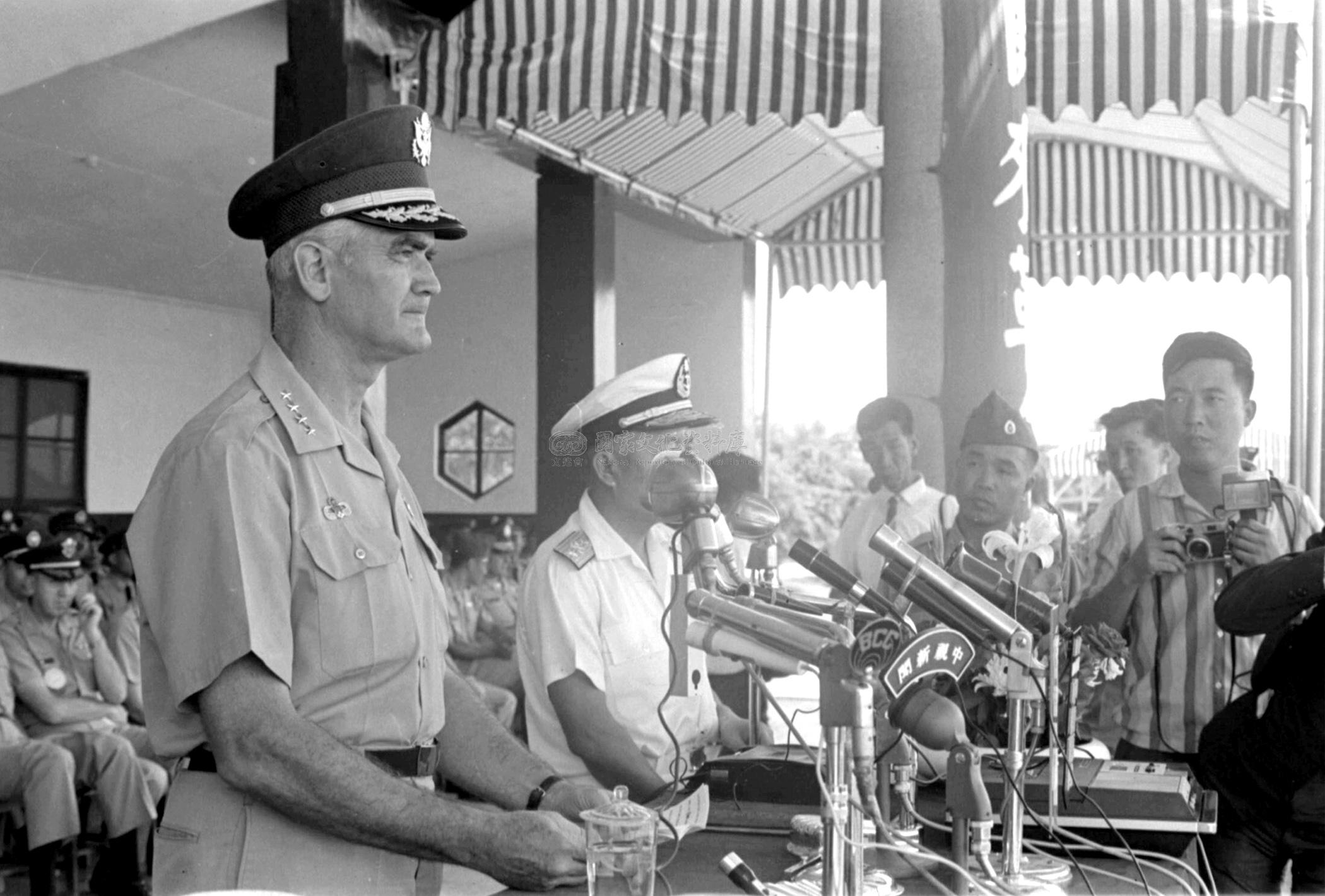
民國59年度暑期大專集訓開訓暨授槍典禮，在陸軍成功嶺訓練基地舉行，時任美國陸軍參謀長魏摩蘭上將（William Westmoreland）應邀向集訓學生講話（1970年7月18日）

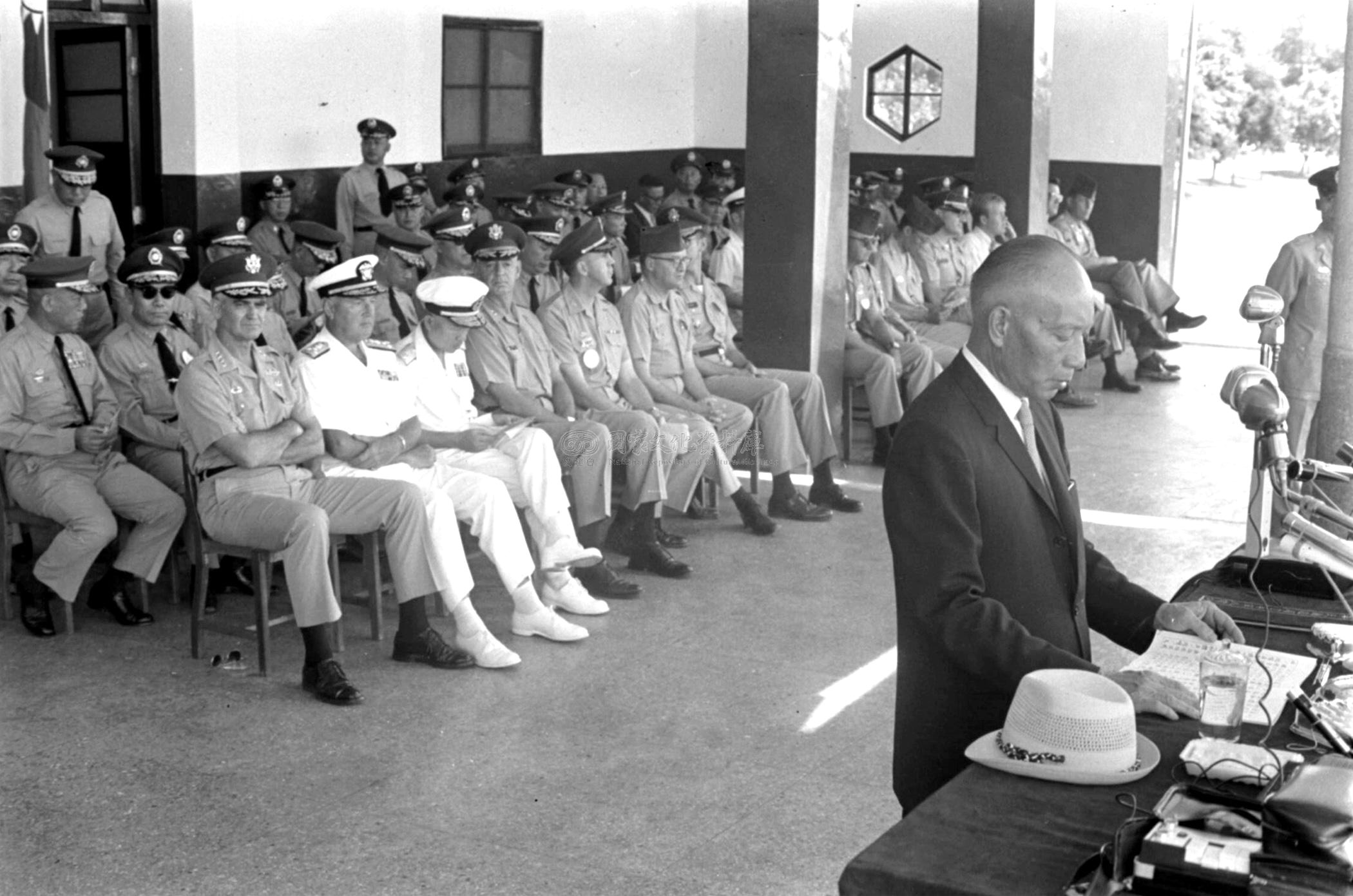
時任中華民國國防部部長黃杰在民國59年度暑期大專集訓開訓暨授槍典禮上致詞（1970年7月18日）

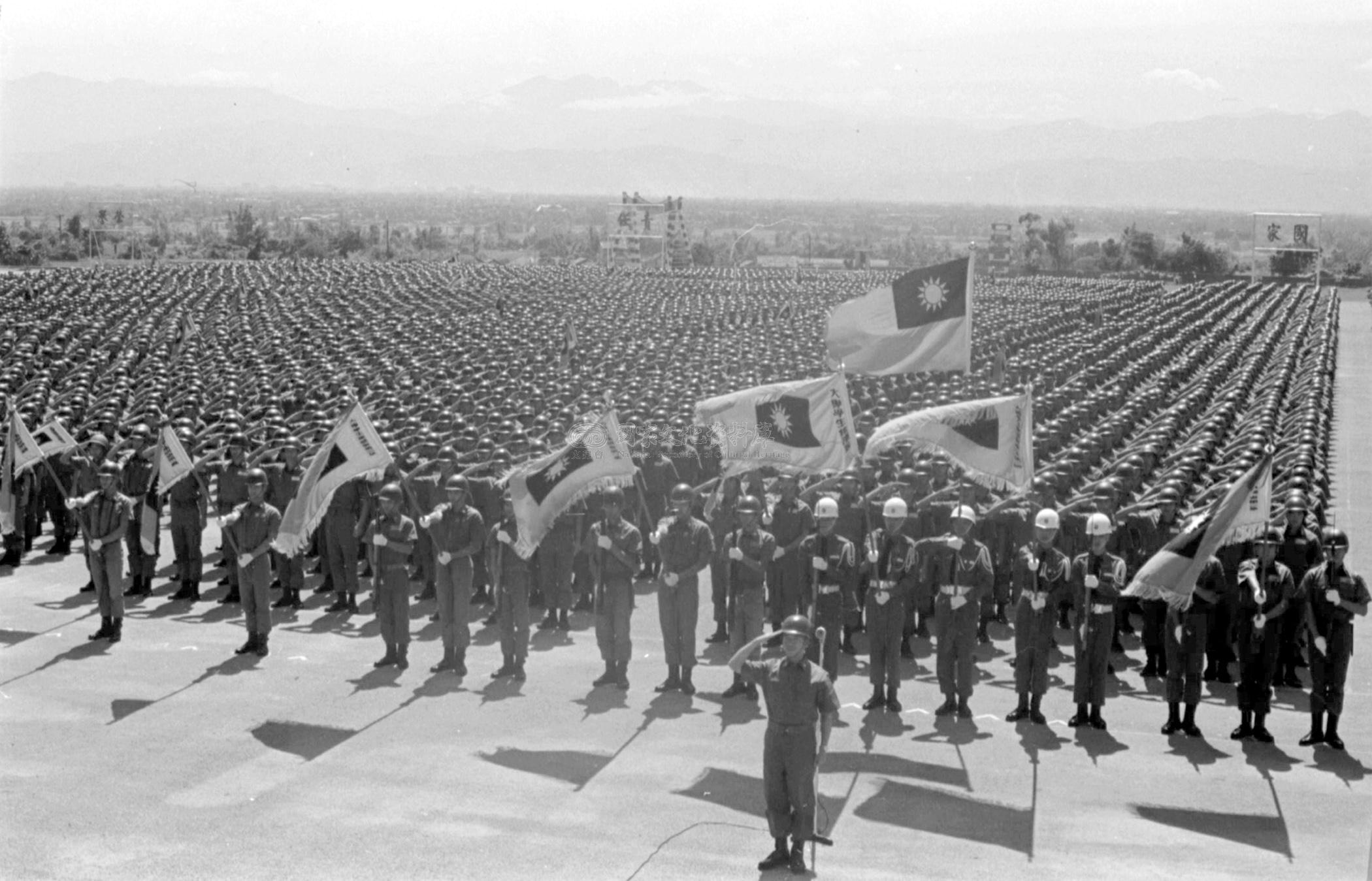
民國59年大專集訓開訓暨授槍典禮，在陸軍成功嶺營區舉行

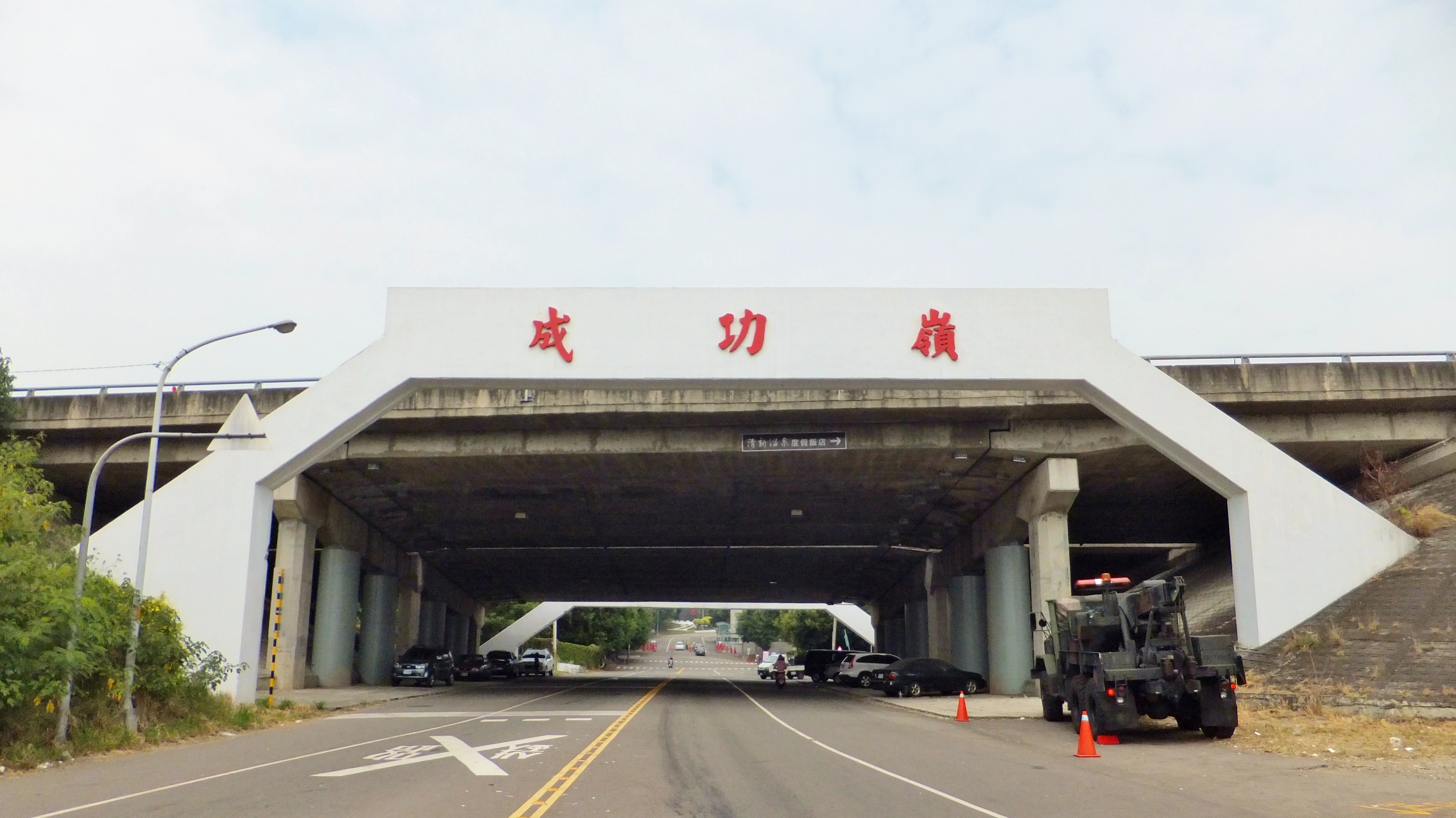
Arch sign with Access road

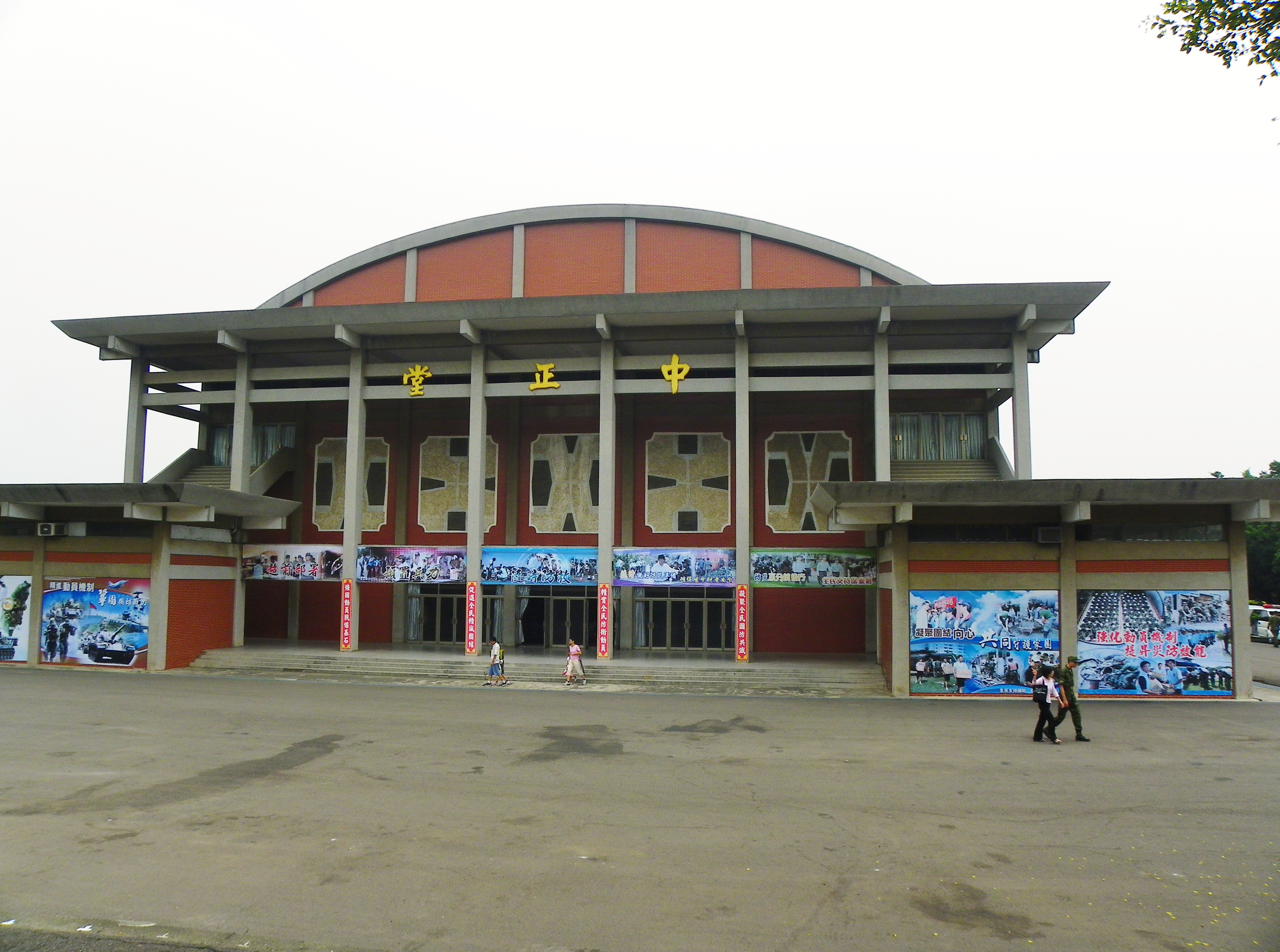
Zhongzhengtang

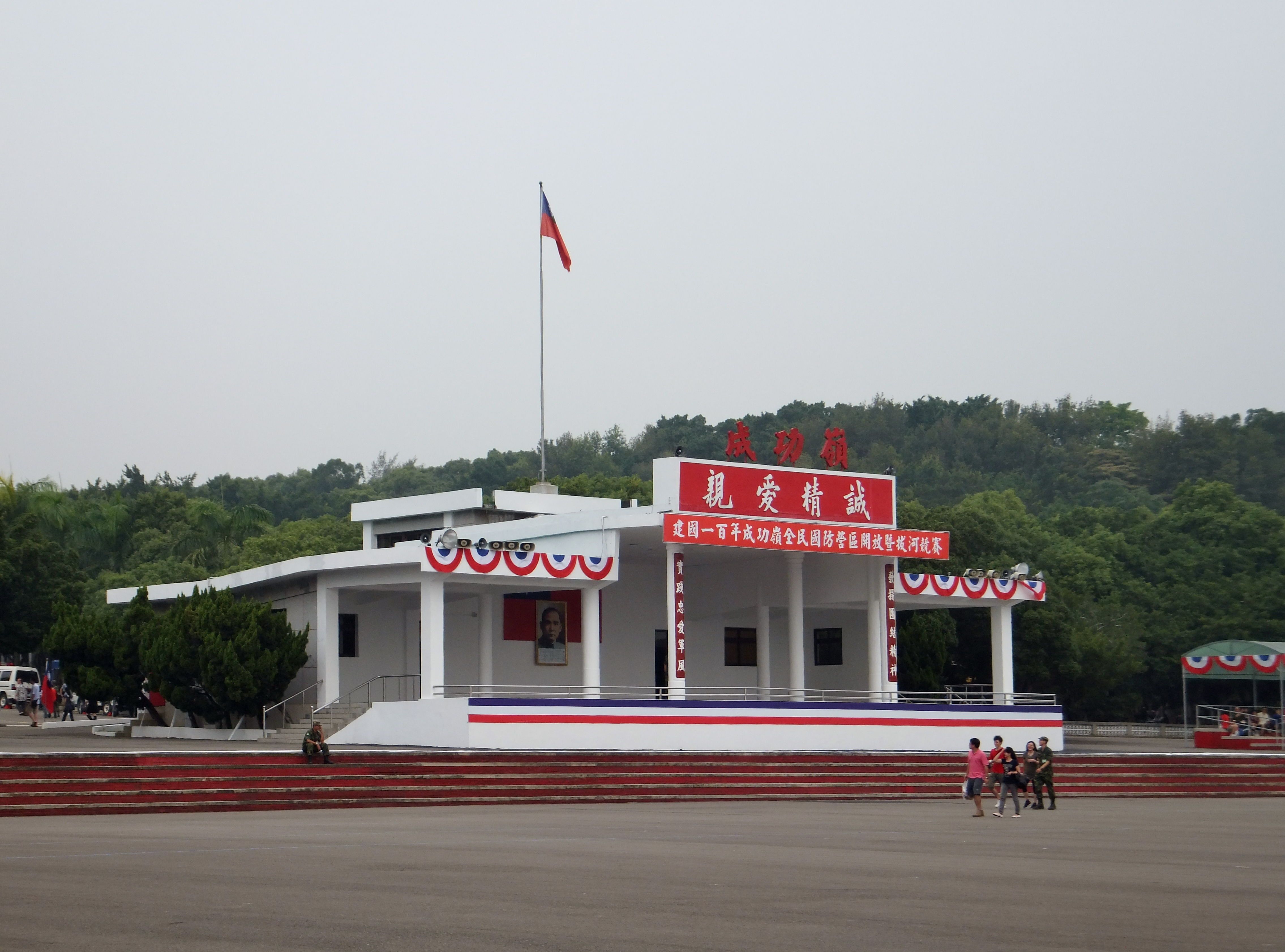
Reviw Stand

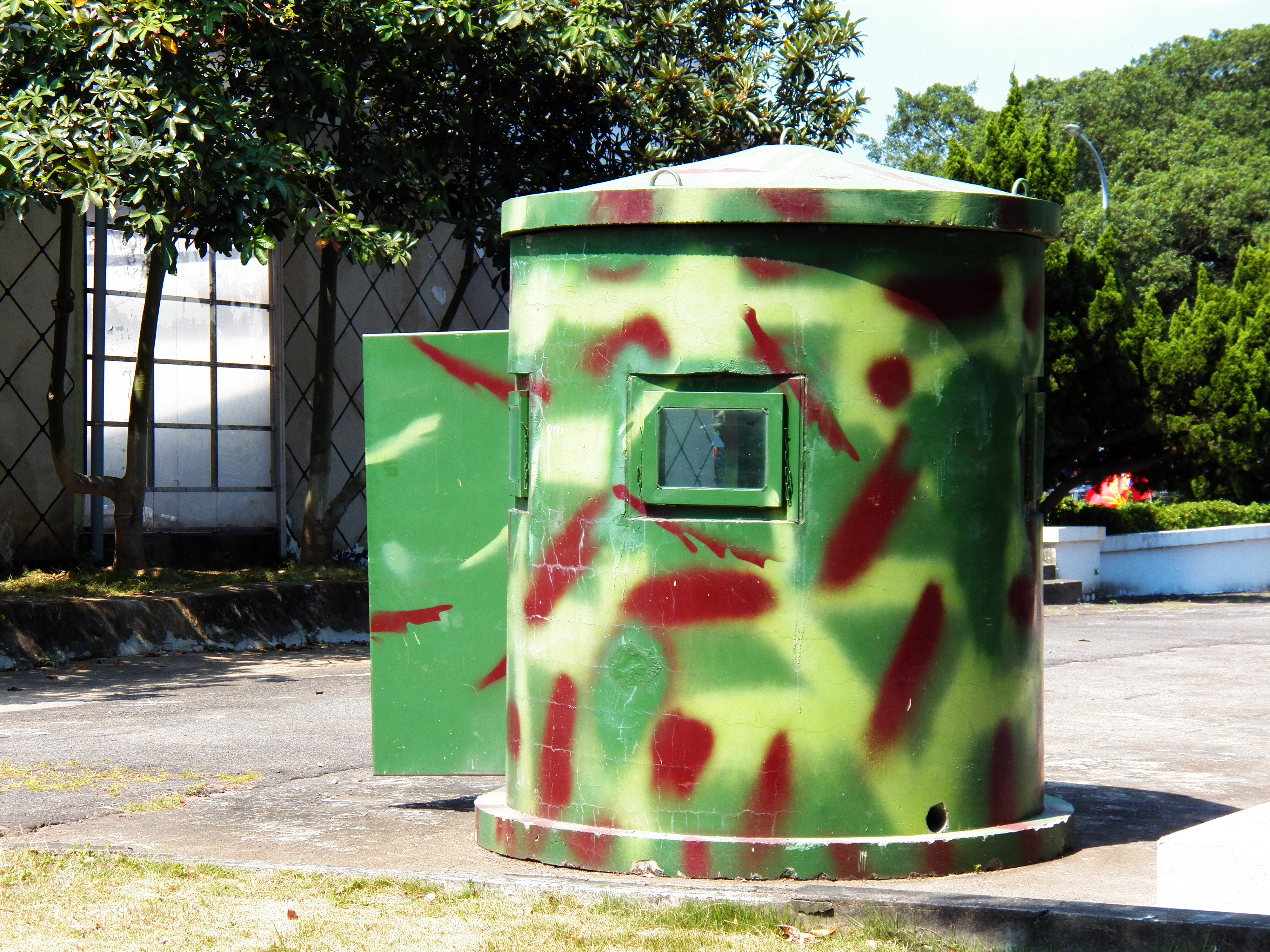
Reviw Stand

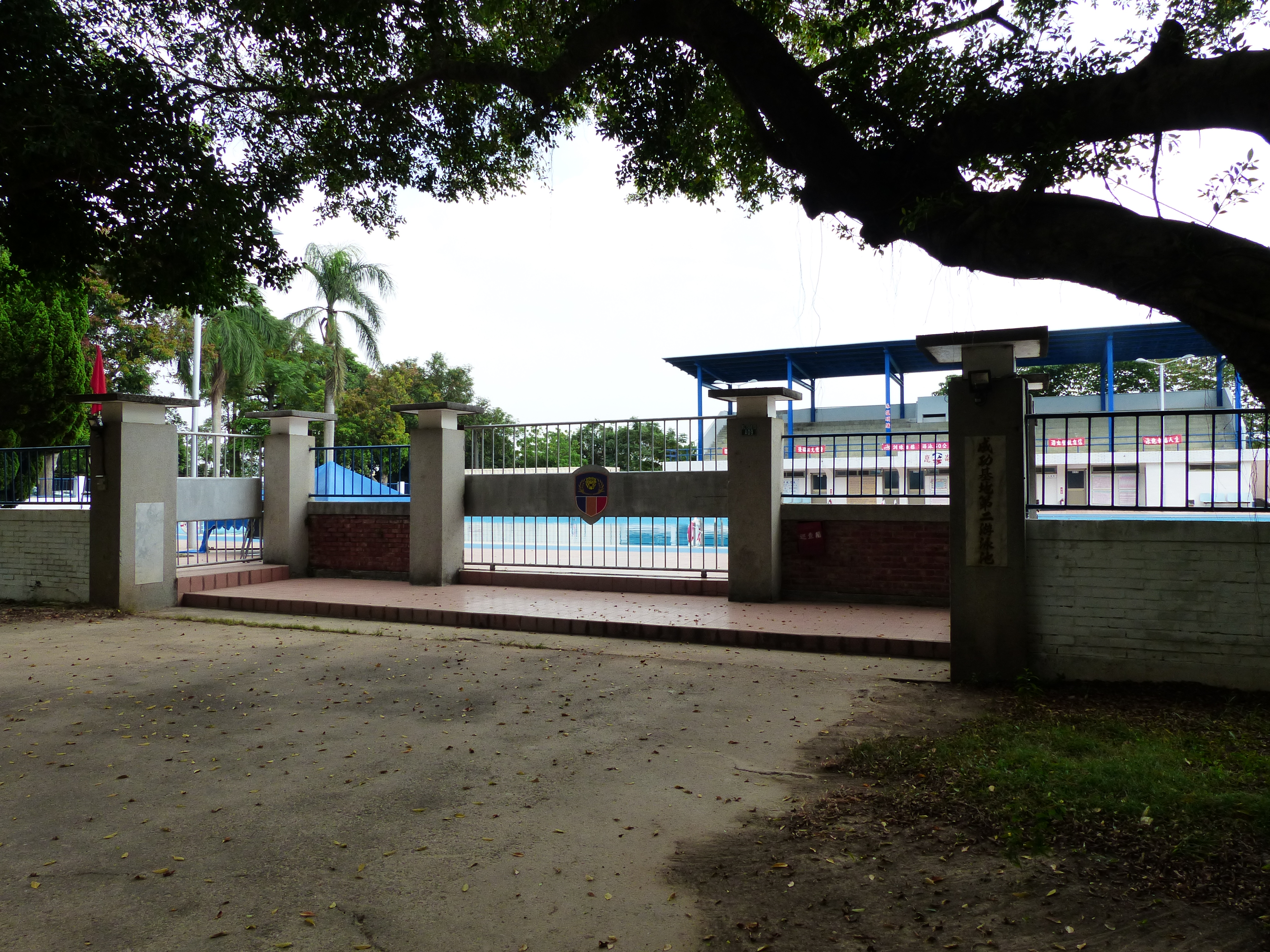
游泳池入口

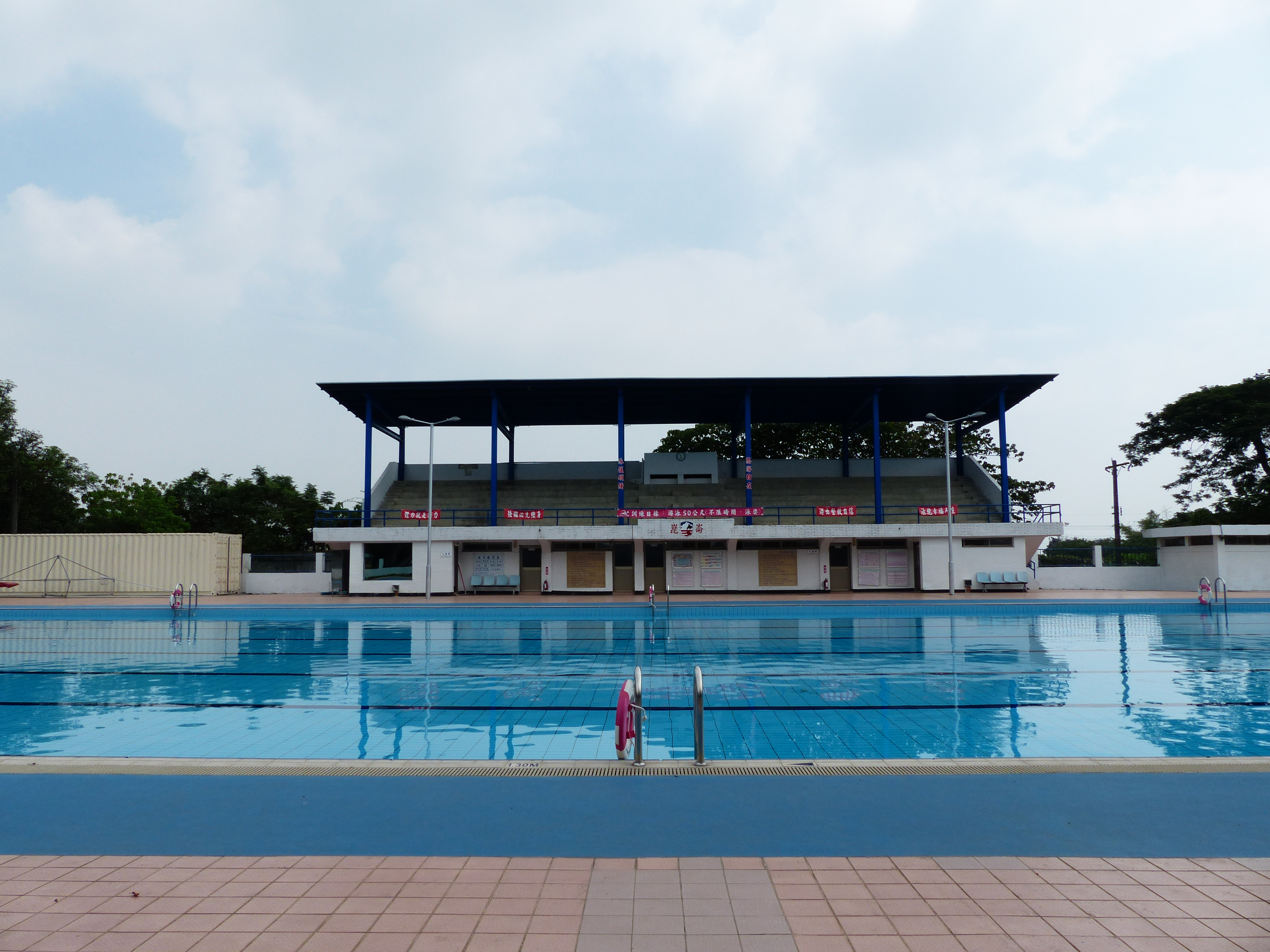
游泳池與看臺

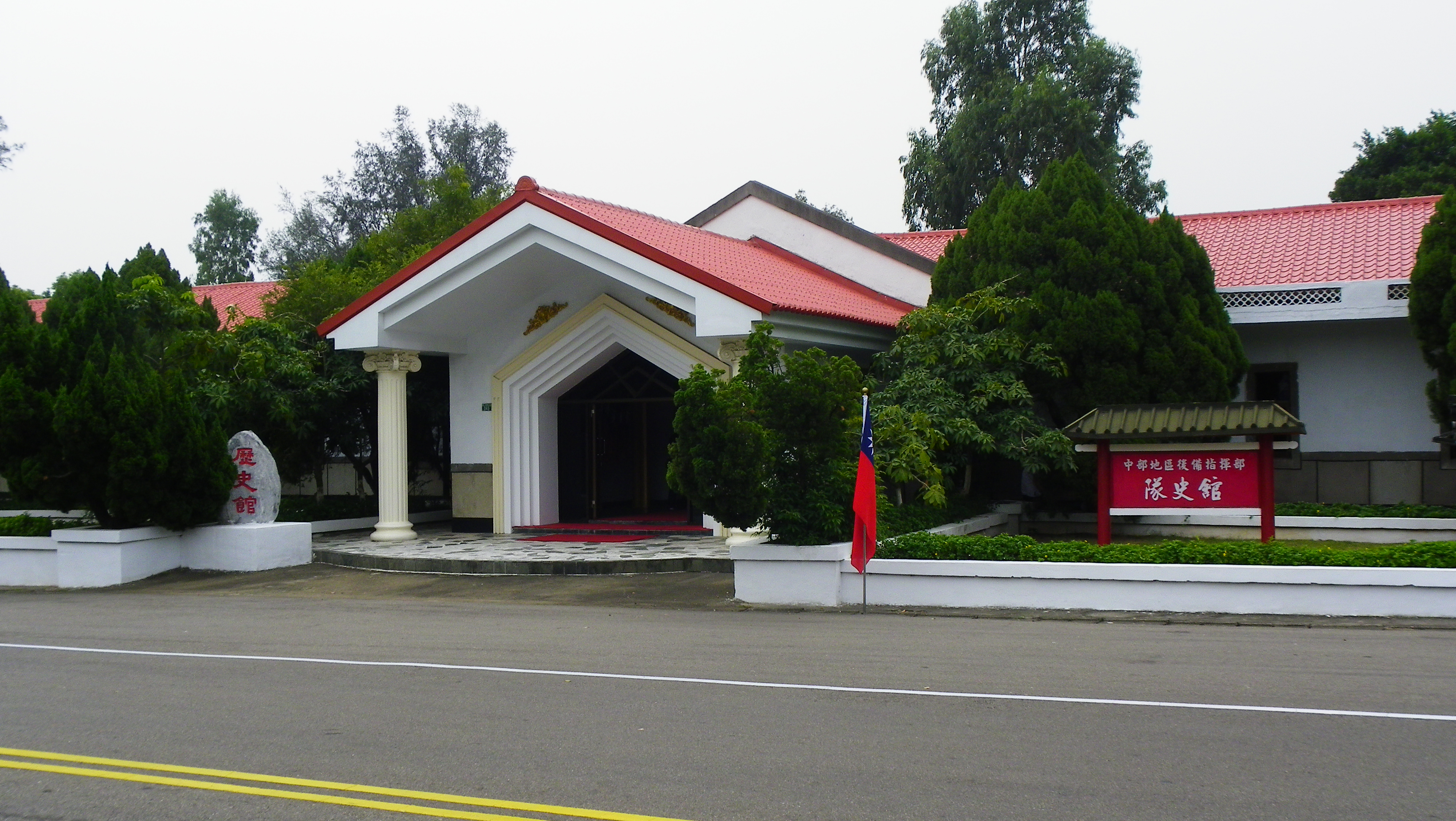
成功嶺歷史館

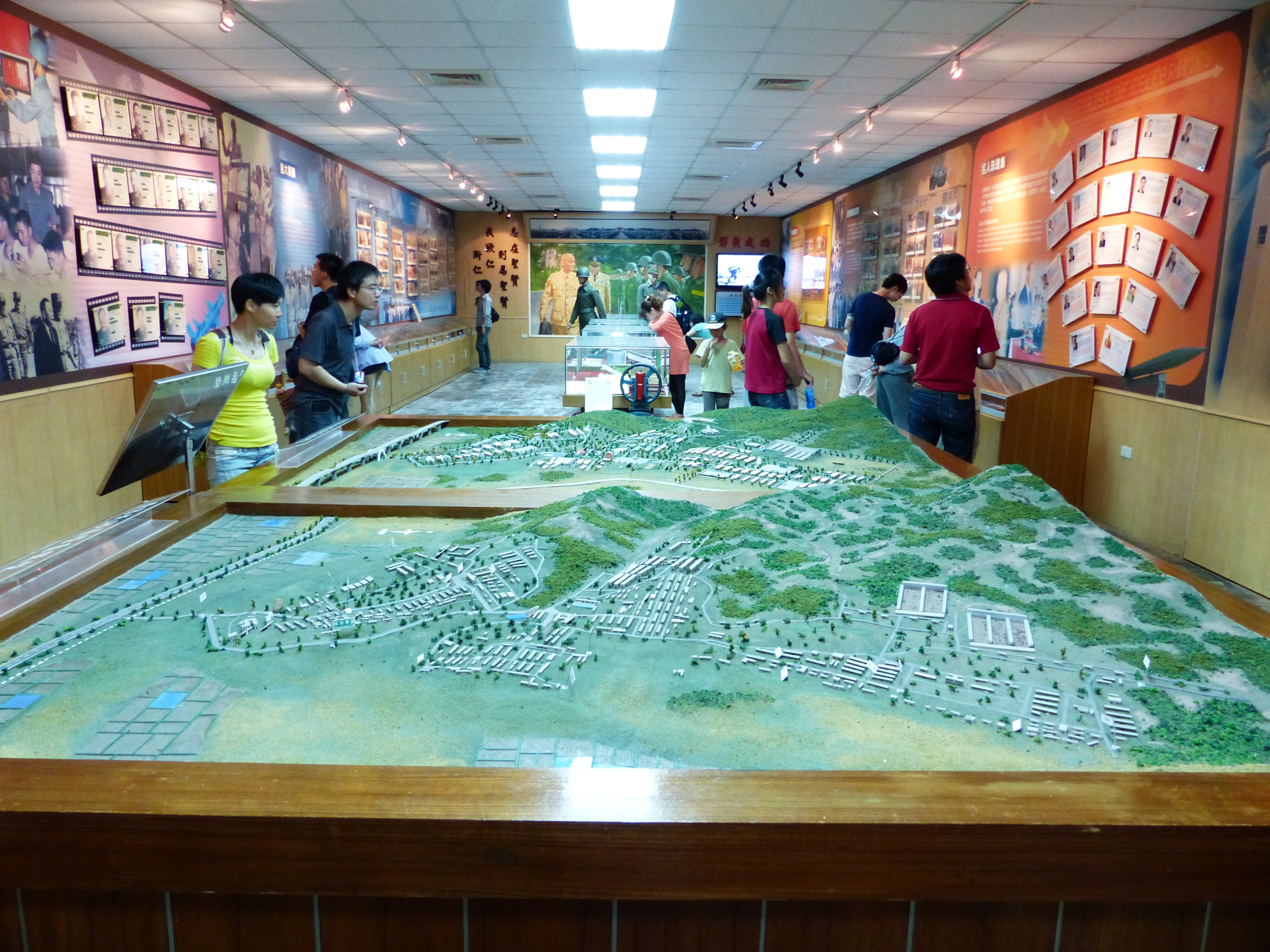
成功嶺歷史館展示的沙盤

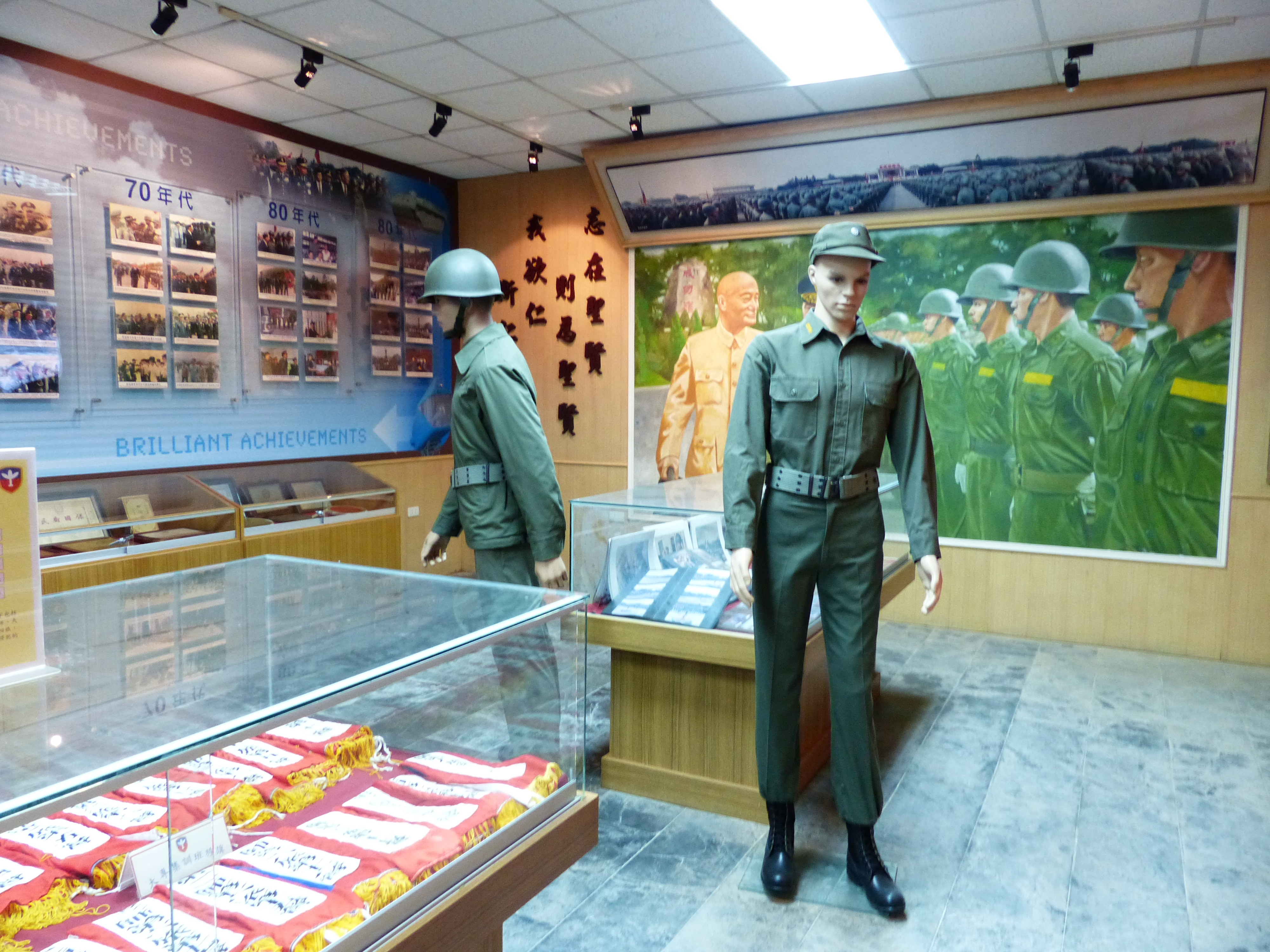
成功嶺歷史館展示的大專集訓制服

成功嶺營區，為中華民國國軍於臺灣臺中市烏日區大肚臺地設置的軍事基地，為國防部全民防衛動員署後備指揮部中部地區後備部隊訓練中心、陸軍步兵第一〇四旅（常山部隊）、陸軍步兵第三〇二旅（虎威部隊）、陸軍步兵第一〇一旅（堅實部隊）、陸軍第五地區支援指揮部衛生營、彈藥分庫以及內政部役政司替代役訓練班構成的營區。

## 歷史
- 日治時期，成功嶺原為日本賽馬場（競馬場）及高爾夫球場[1]。
- 1934年（昭和9年）12月1日，設立「遊園地前車站」，僅停汽油車。
- 1942年（昭和18年），因太平洋戰爭時汽油短缺，汽油車停駛。
- 臺灣戰後時期，中華民國國民政府接收為成功基地，之後成為「成功嶺訓練中心」，是中華民國陸軍新兵入伍訓練與大專學生集訓的地方；大專集訓為臺灣1980年代以前出生的男大專生共同回憶。40年間，曾有130多萬名大專生在此接受軍事洗禮[2]。
- 1970年1月，中華民國國防部執行「嘉禾二號專案」，陸軍步兵第四十一師（常山部隊）移駐成功嶺營區，改編為陸軍預備第四師（學一師），執行大專生集訓與入伍新兵訓練任務[3][4]。
- 1976年8月11日，陸軍預備第四師改編為陸軍步兵第一〇四師[3]。
- 1984年，執行「陸精四號專案」陸軍步兵第一五一師（黃龍部隊）移駐成功嶺營區，此時成功嶺營區有二個師。
- 1986年，因防衞任務調整，陸軍步兵第一五一師與陸軍步兵第三〇二師，部隊不動番號軍旗互換（黃龍部隊改稱虎威部隊）。[5][6]
- 1999年大專集訓廢除後，成功嶺以負責陸軍新兵訓練的工作為主。在大專集訓的空檔時間與大專集訓廢除後，成功嶺均負責陸軍新兵訓練的工作，即所謂「新兵訓練中心」。在臺灣各處有都有類似的陸軍新訓中心，如：宜蘭金六結、新竹關西、苗栗斗煥坪、嘉義中坑、臺南官田、臺南大內以及花蓮北埔等。一般新訓中心僅為一個旅的編制，惟成功嶺佔地比一般新訓中心廣大，所以當時設有二個師，分別是陸軍步兵第一〇四師（常山部隊，隊徽為獅頭，下轄步兵第三一○、三一一、三一二旅及砲兵指揮部）和陸軍步兵第三〇二師（虎威部隊，隊徽為虎頭，下轄步兵第九〇四、九〇五、九○六旅及砲兵指揮部）。
- 1999年8月1日，因應「精實案」配合「精簡高層，充實基層」政策執行，師級單位裁編成旅級單位，陸軍步兵第三〇二師解編成陸軍步兵第一〇二旅，陸軍步兵第一〇四師解編成陸軍步兵第一〇四旅[7]。
- 2004年4月1日，因應「精進案」配合「國防二法」實施，「常後分立」政策啟動，「常備打擊、後備守土」，陸軍步兵第一〇二旅改銜為後備第九〇四旅，陸軍步兵第一〇四旅改銜為後備第九〇五旅，移編至國防部後備司令部。
- 2006年8月9日，國防部後備司令部設立中部地區後備部隊訓練中心，於成功嶺營區舉行整編成軍授旗典禮。
- 2008年，中華民國內政部實施《替代役實施條例》，內政部役政署設立替代役訓練班。
- 2008年1月3日，因應「精進案」配合精簡後勤單位，業務外包交由民間業者經營，許可便利商店進駐成功嶺營區，為國軍營區內首家便利商店（目前已有2間分店進駐）。

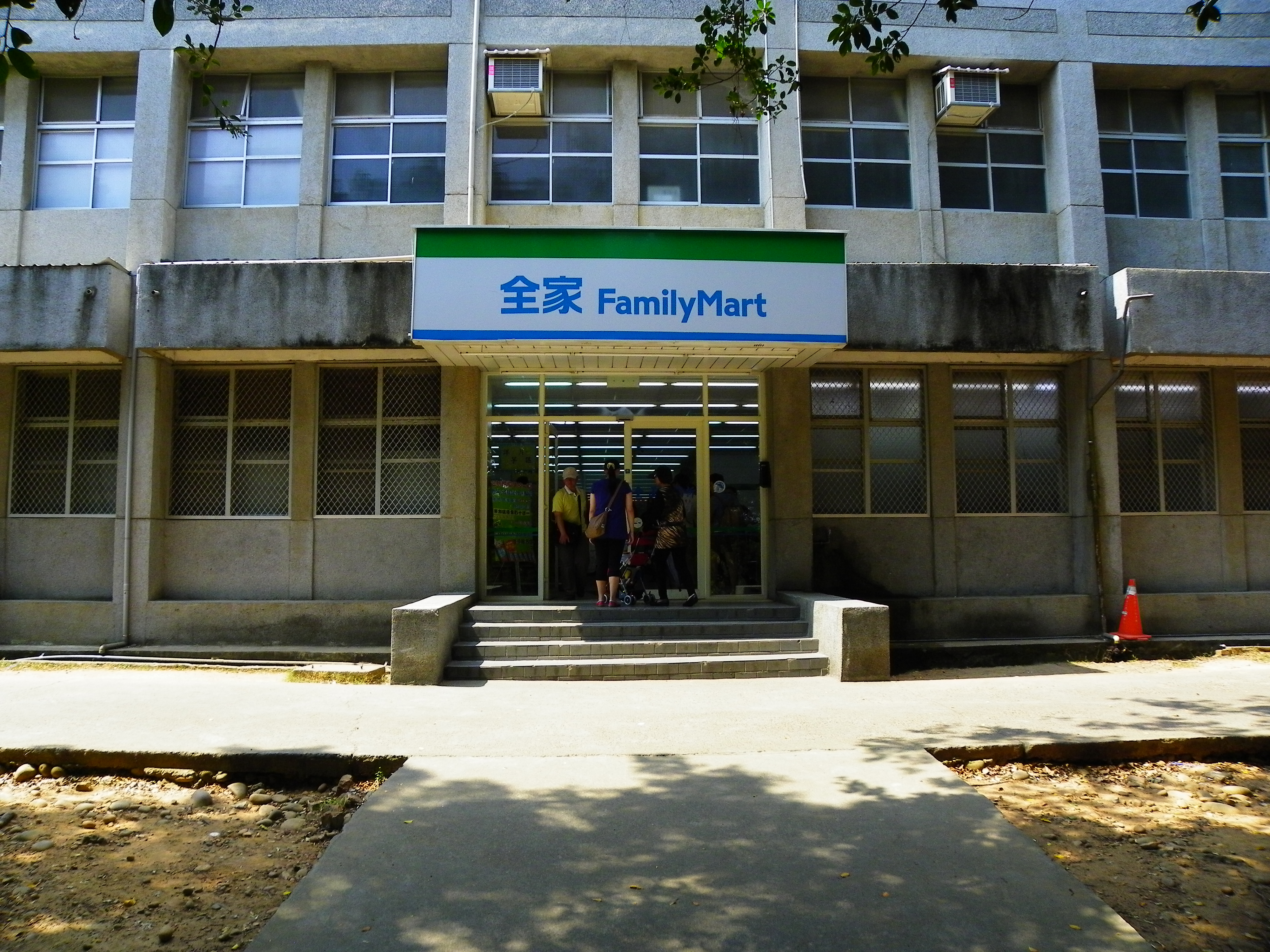
成功嶺國軍188營站東側的全家便利商店入口（現已由ok便利商店承租）

- 2010年3月4日，中部地區後備指揮部「模擬訓練館」正式啟用。
- 2013年1月8日，因應「精粹案」，配合「國防組織六法」實施，國防部後備司令部裁編為國防部後備指揮部，原先所屬後備新訓旅全部移編至陸軍，後備第九〇五旅改銜為陸軍步兵第一〇四旅，後備第九〇四旅改銜為陸軍步兵第三〇二旅，移編至國防部陸軍司令部 [8]。

## 營區設施

### 營門
- 一號門：烏日區中山路三段，旁邊有OK便利商店左轉到底就是一號門。
- 二號門：一號門前右轉成功東路到底就是二號門。
- 三號門：烏日區學田路，旁邊有全家便利商店和臺糖加油站。
- 四號門：南屯區同安西巷，旁邊有成功副供站，由陸軍步兵第三〇二旅第三營管理（不對外開放）。

### 歷史文物
營內各處皆有陳列退役或除役的兵器，軍史館內，除珍藏的歷史兵器之外，更有丹陽號（雪風號）的遺品和雷達、反坦克炮、榴彈炮、高射炮、艦炮、多管火箭炮、魚雷發射管、魚雷、水雷、半履帶車、裝甲車、兩棲車輛、戰車、驅逐戰車、自走炮、自行防空系統、地對空飛彈、空對空飛彈、反艦飛彈、干擾火箭、教練機、攻擊機、戰鬥機、機械化登陸艇等，進去參觀須在一號門換證件。

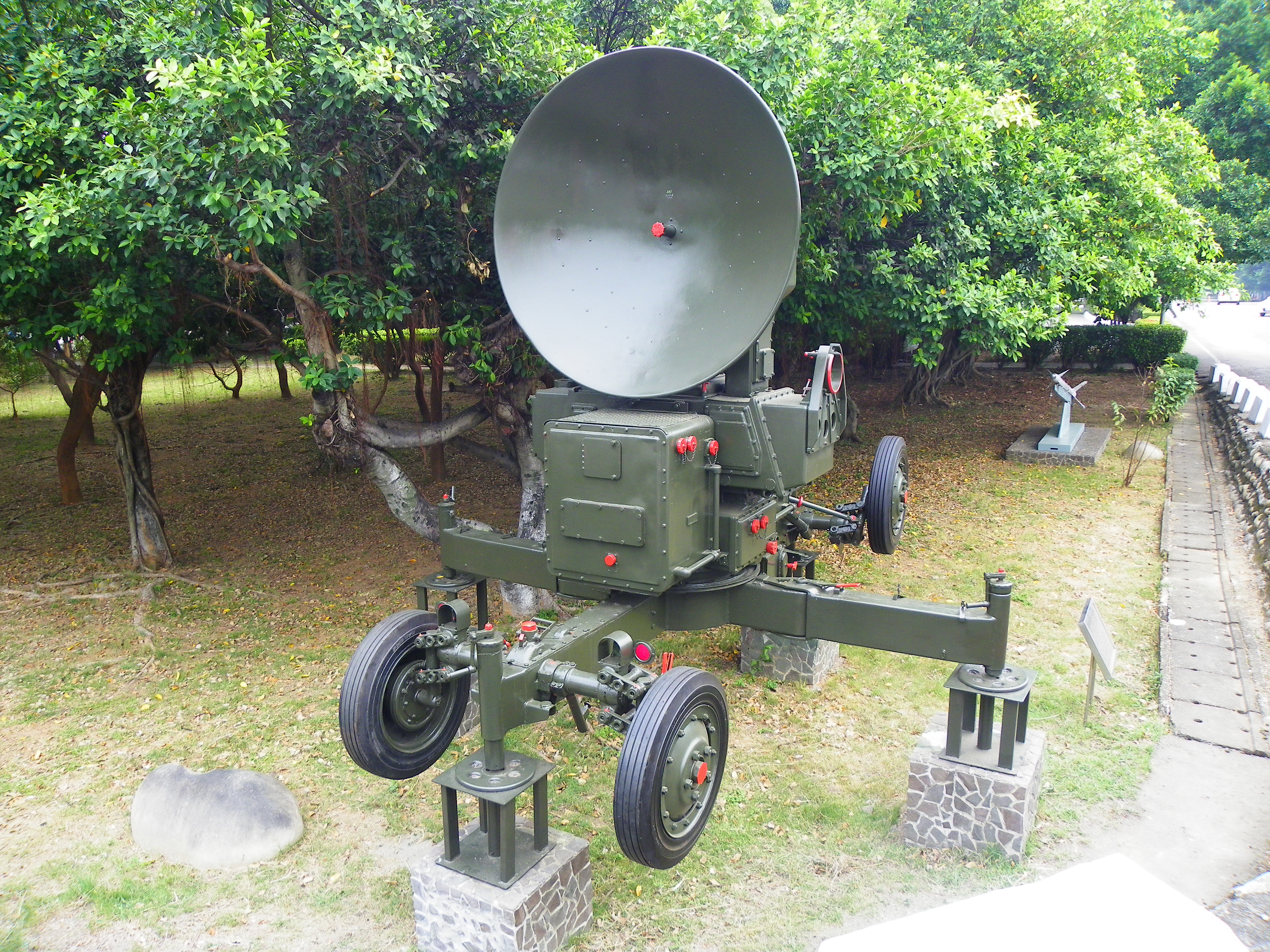
固定於成功嶺展示的陸軍AN MPQ-10高機動搜索雷達
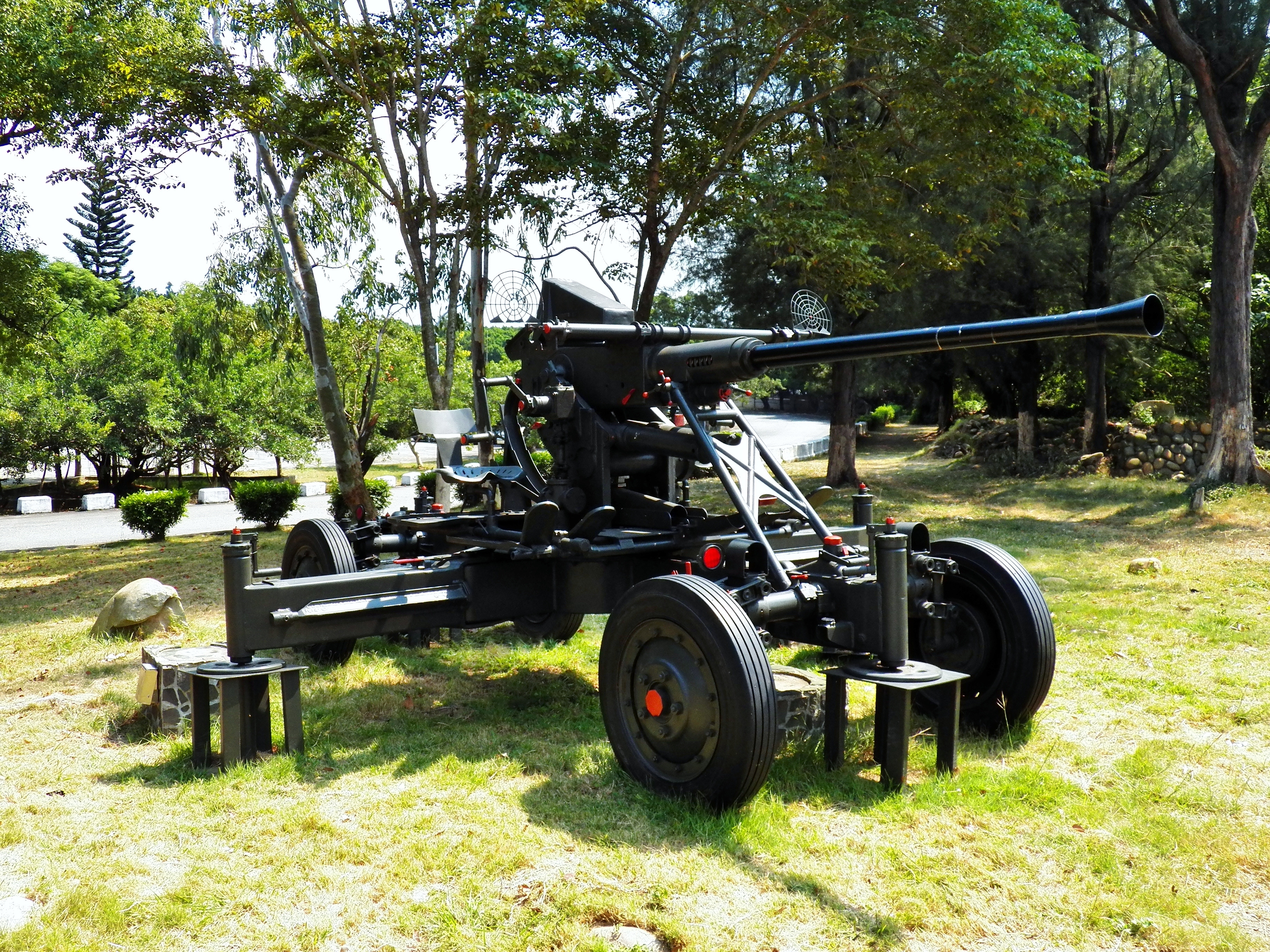
固定於成功嶺展示的陸軍波佛斯40公釐高射砲
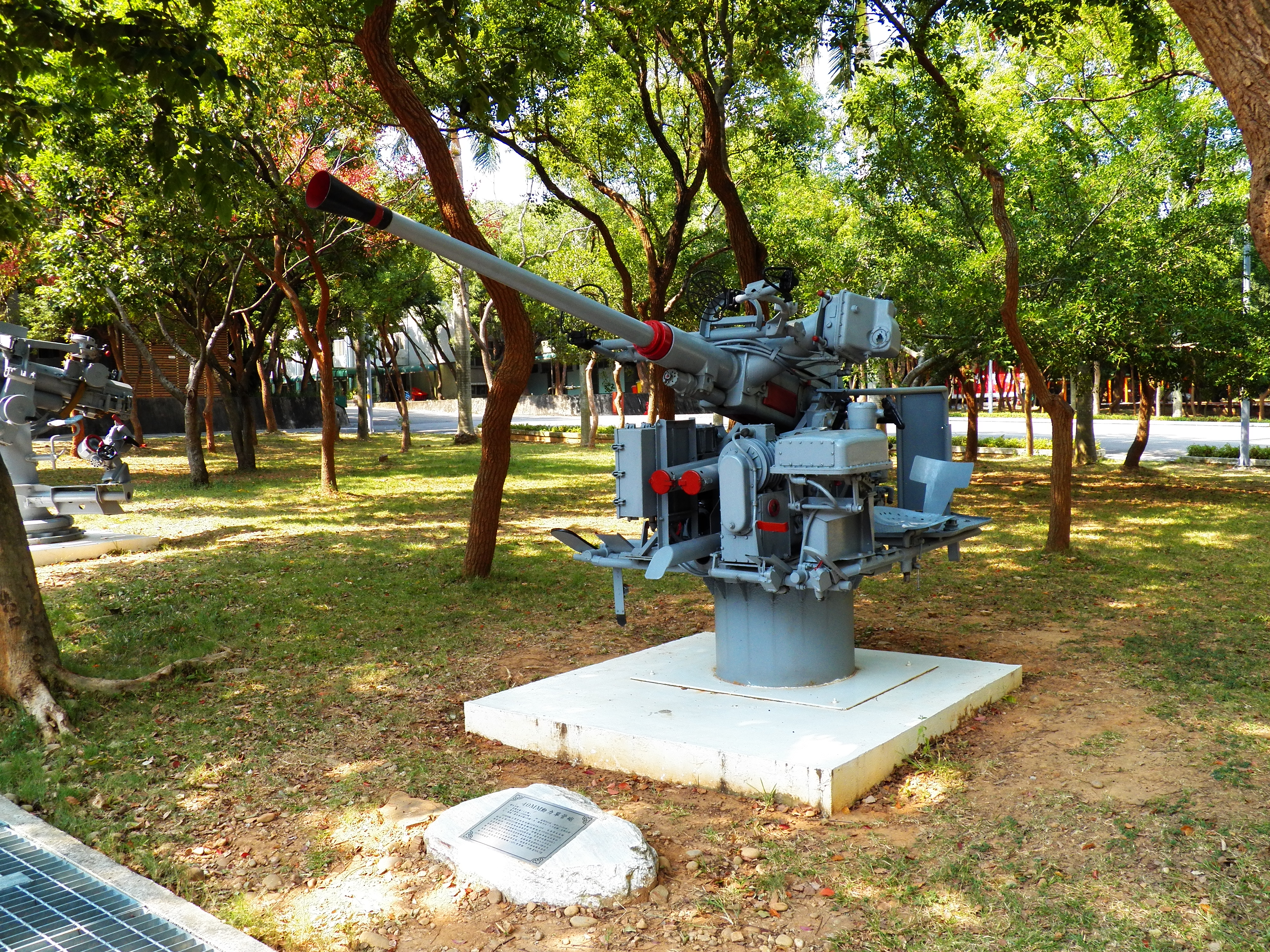
固定於成功嶺展示的海軍Mk 3單管式高射炮，旁為海軍Mk22艦炮（英语：3"/50 caliber gun）
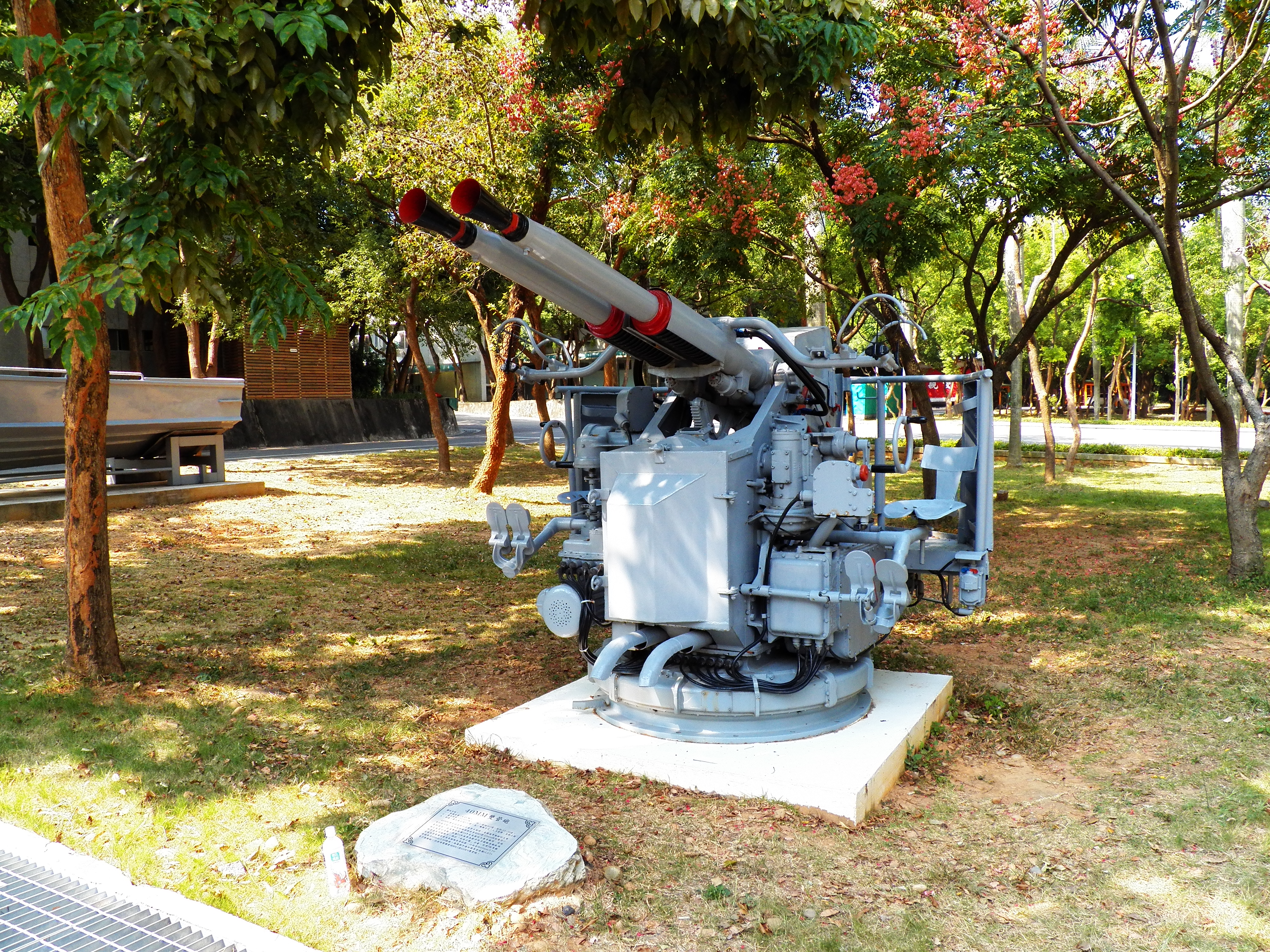
固定於成功嶺展示的海軍Mk 1雙管式高射炮，旁為海軍M12小型快艇
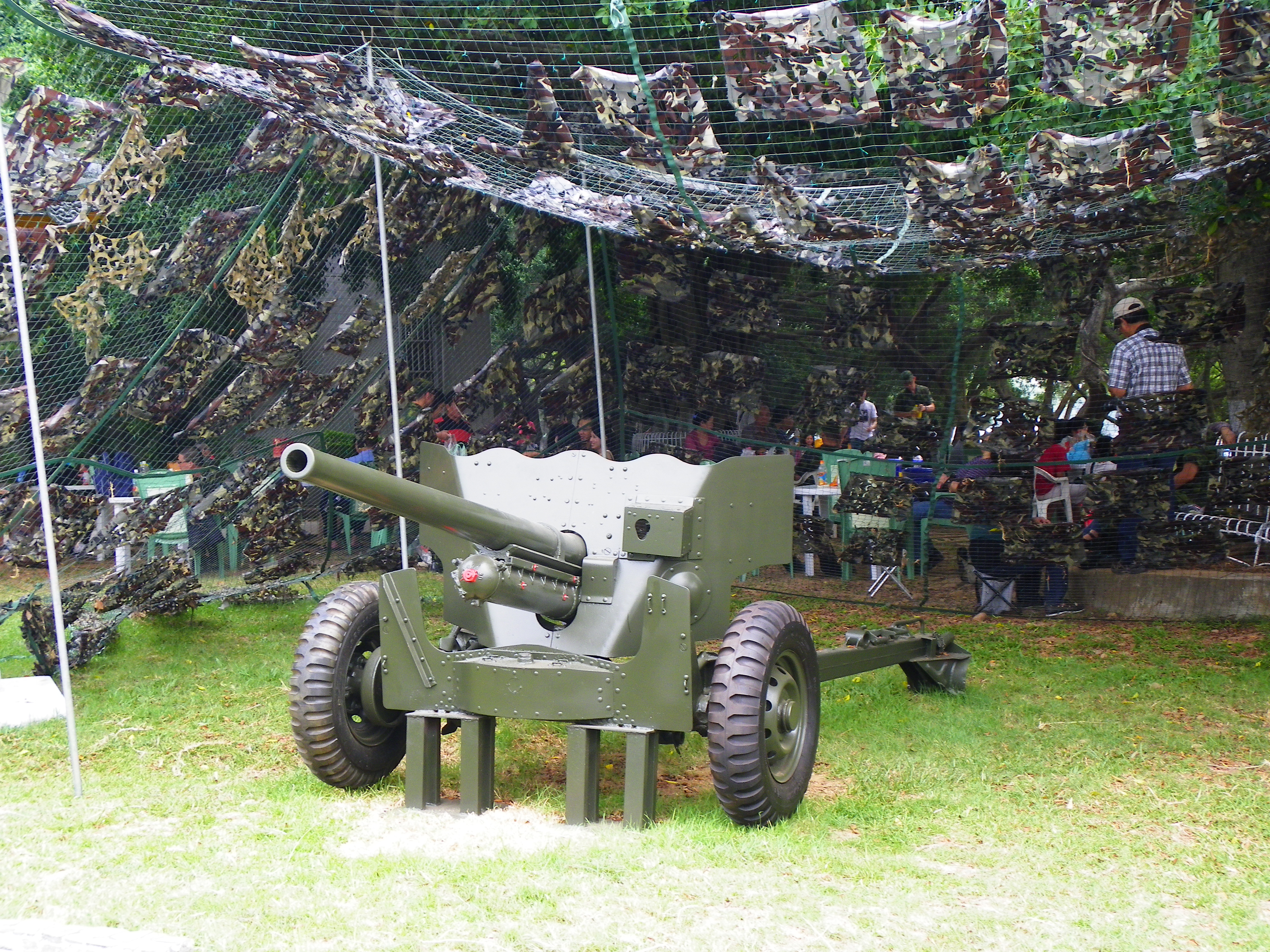
固定於成功嶺野戰炮兵陣地展示的陸軍M1反坦克炮
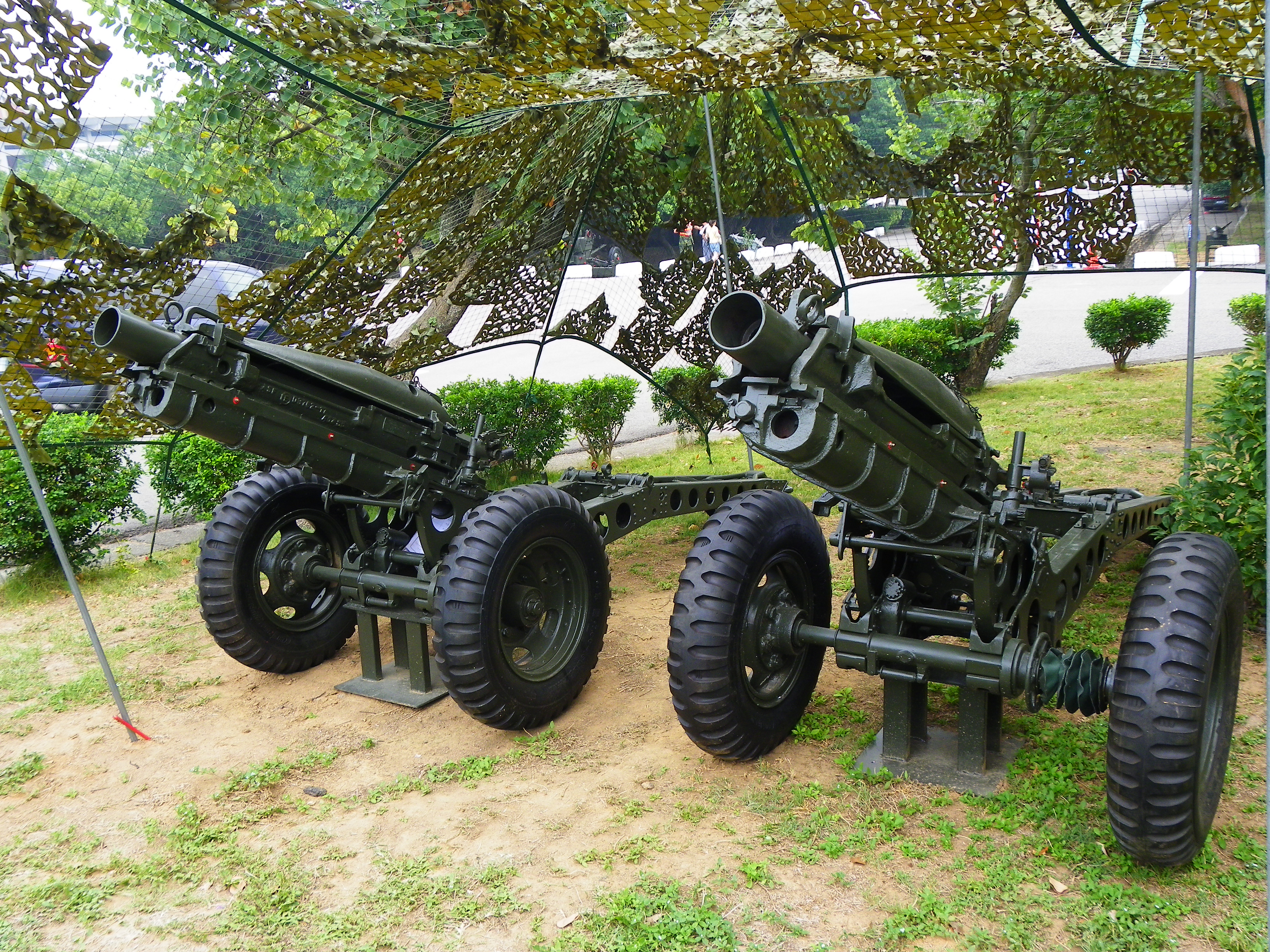
固定於成功嶺野戰炮兵陣地展示的陸軍M116榴彈炮
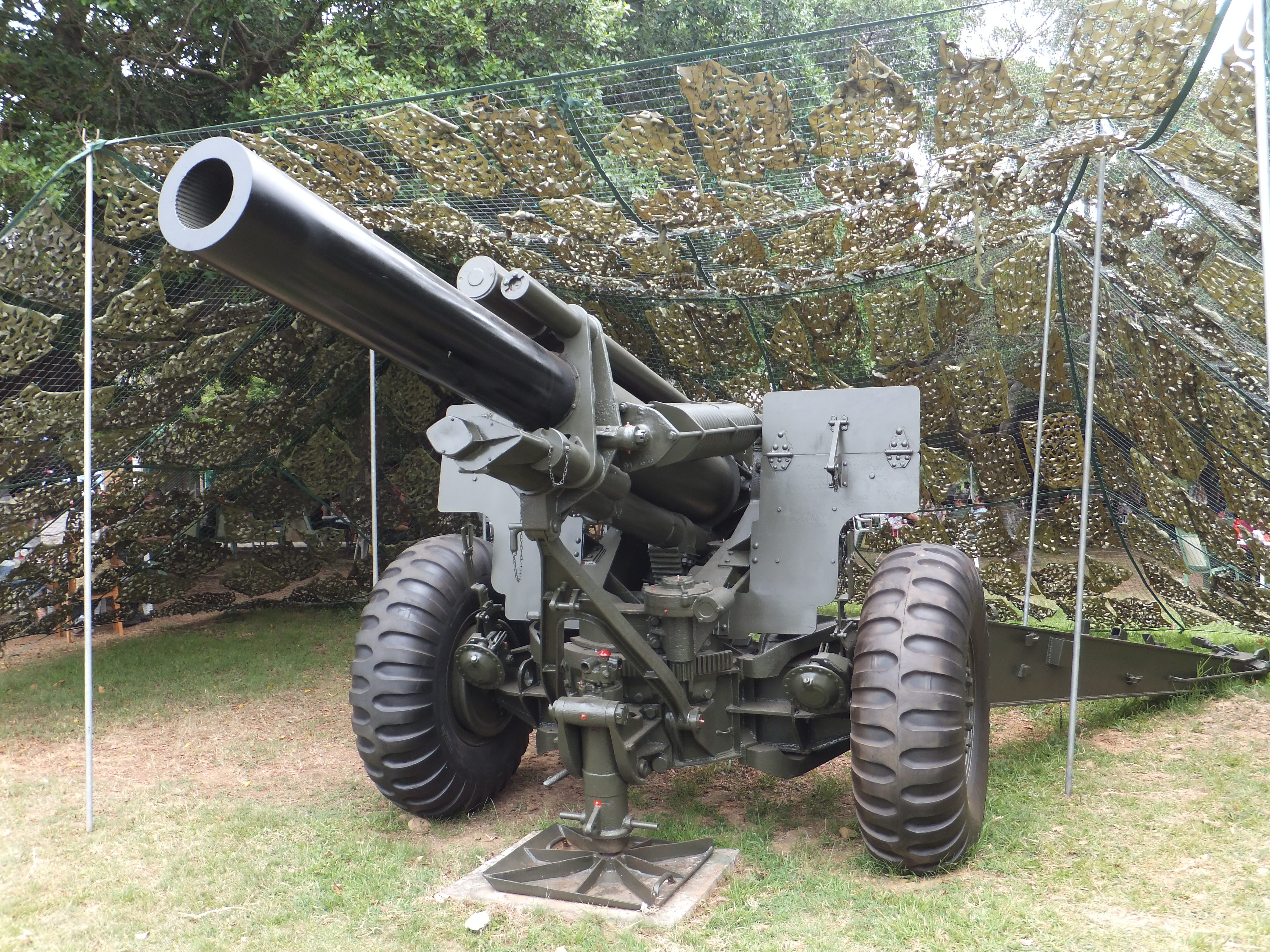
固定於成功嶺野戰炮兵陣地展示的陸軍T-65榴彈炮
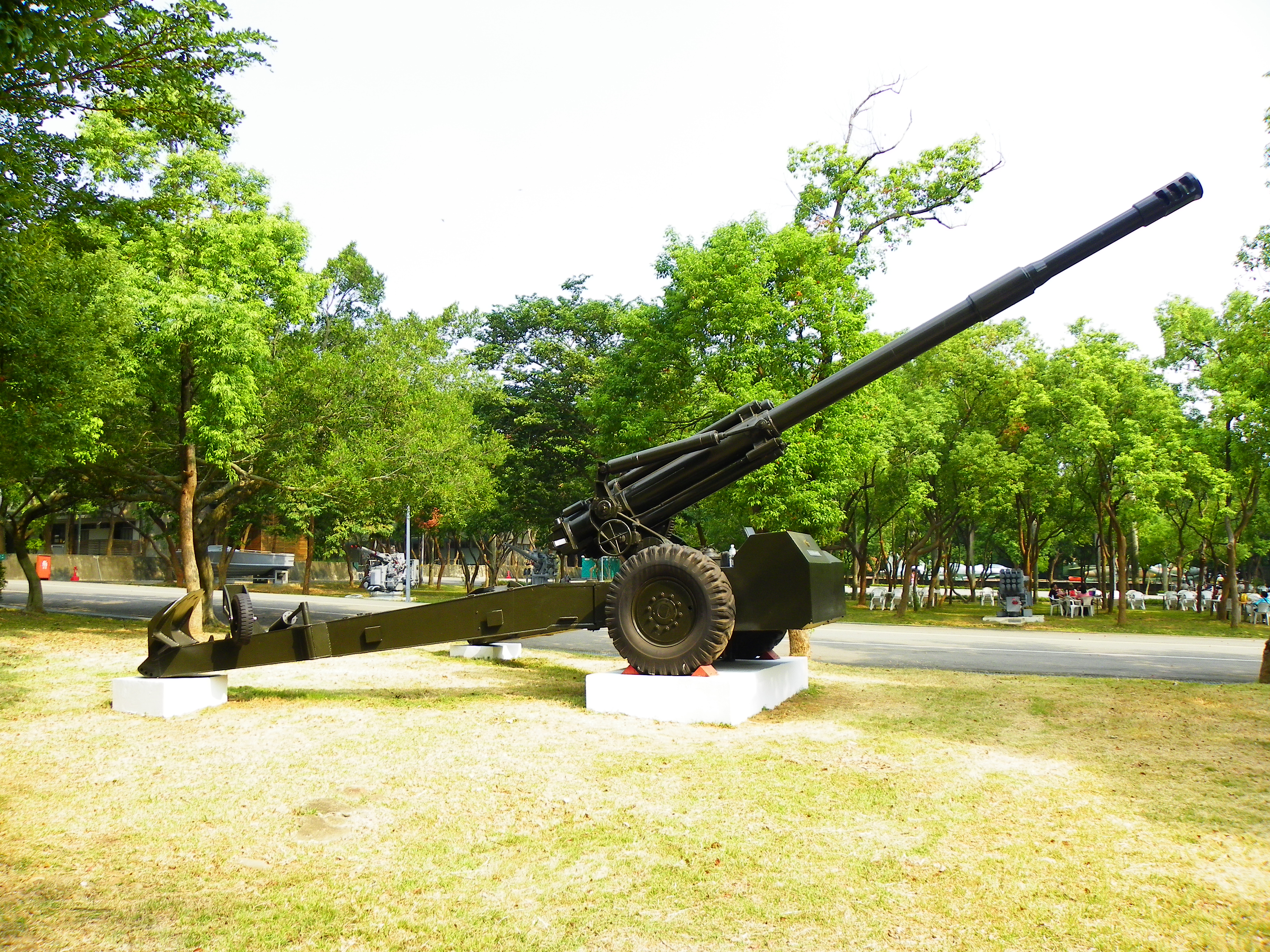
固定於成功嶺展示的陸軍XT-69榴彈炮，旁為海軍CR-201干擾火箭、Mk22艦炮（英语：3"/50 caliber gun）、波佛斯40公釐高射砲與M12快速小艇
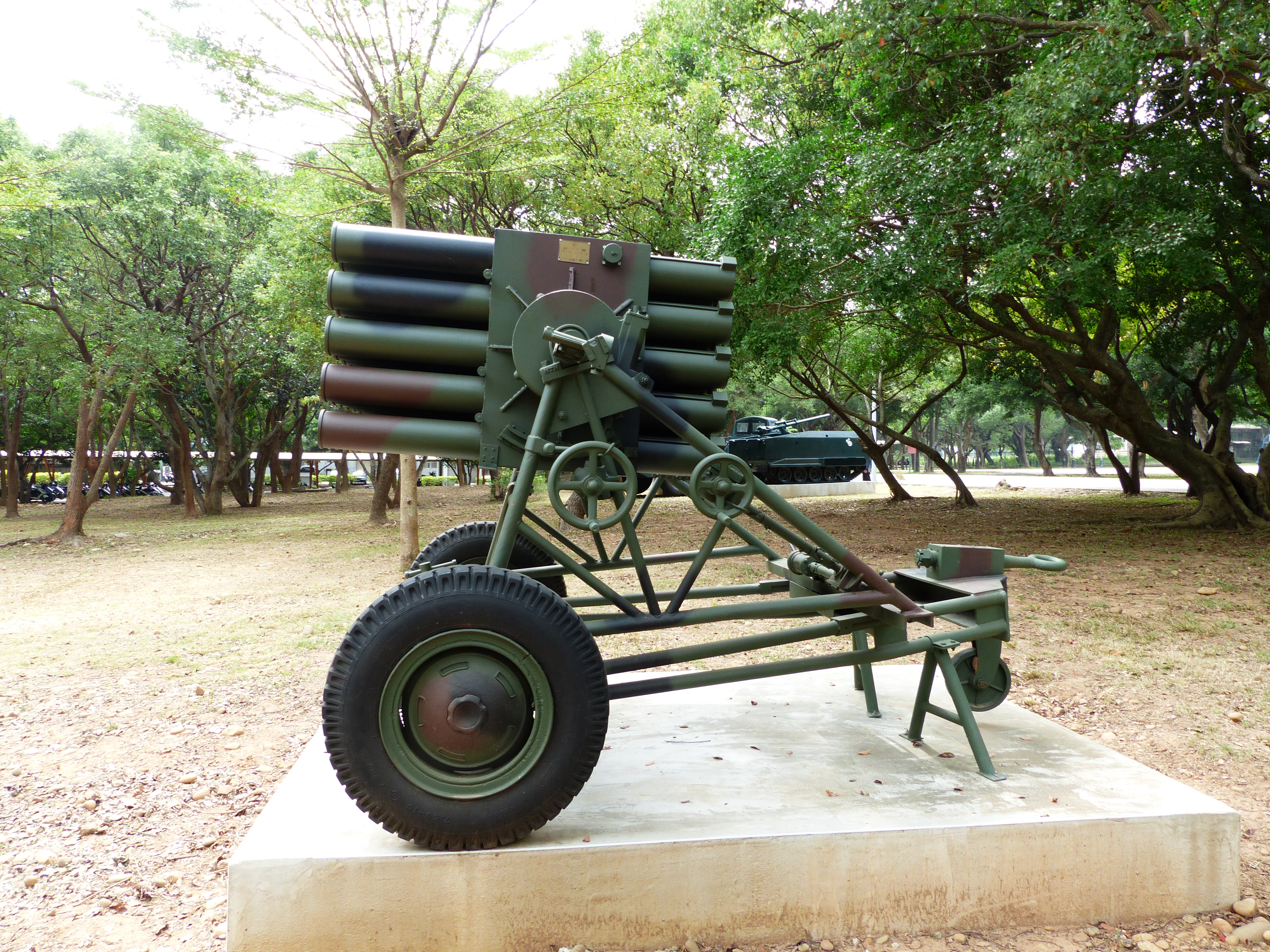
固定於成功嶺展示的陸軍工蜂四型多管火箭，旁為海軍陸戰隊M733兩棲裝甲車，裝備一門51式106公釐無後座力砲
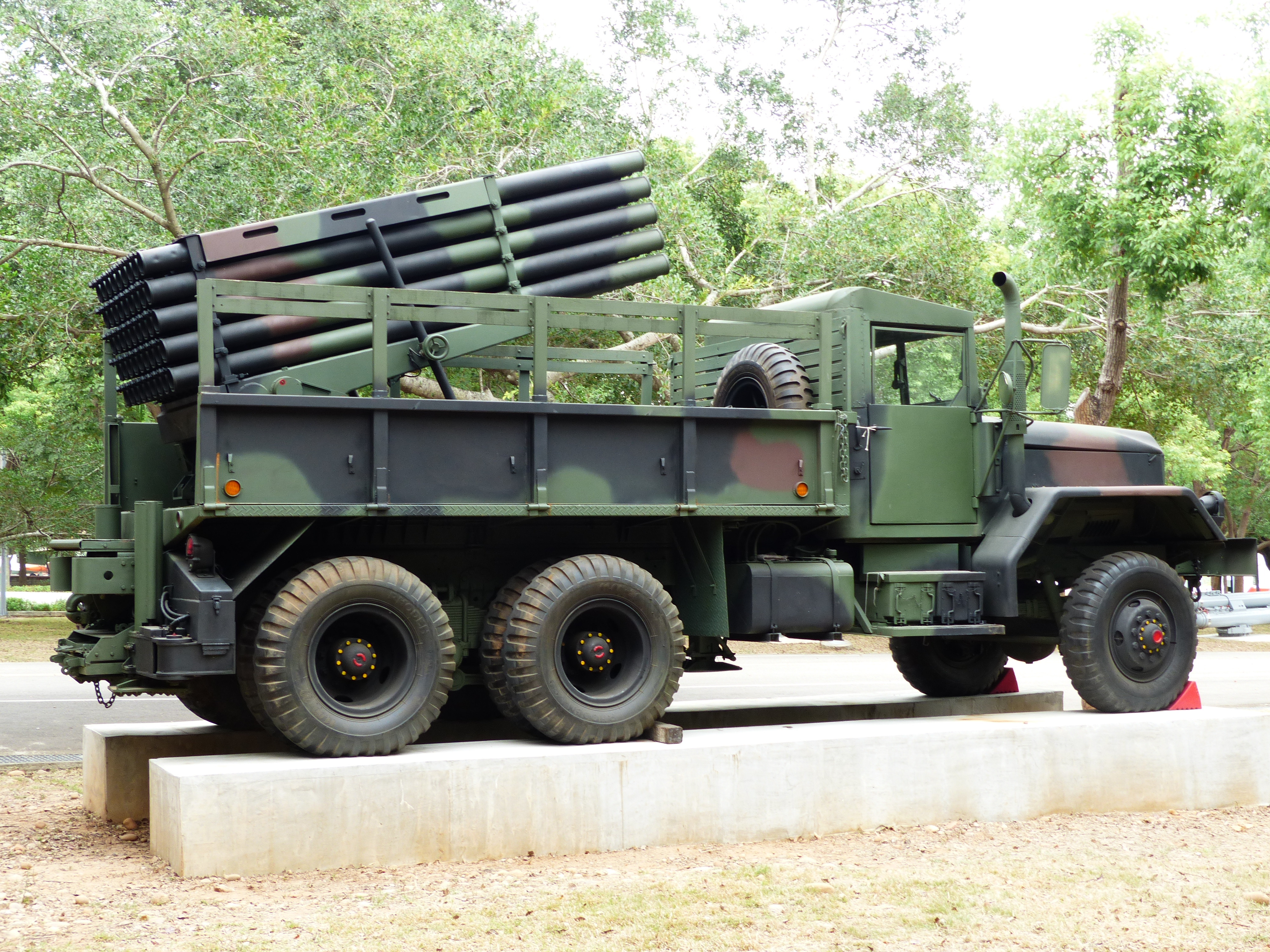
固定於成功嶺展示的陸軍工蜂六型多管火箭
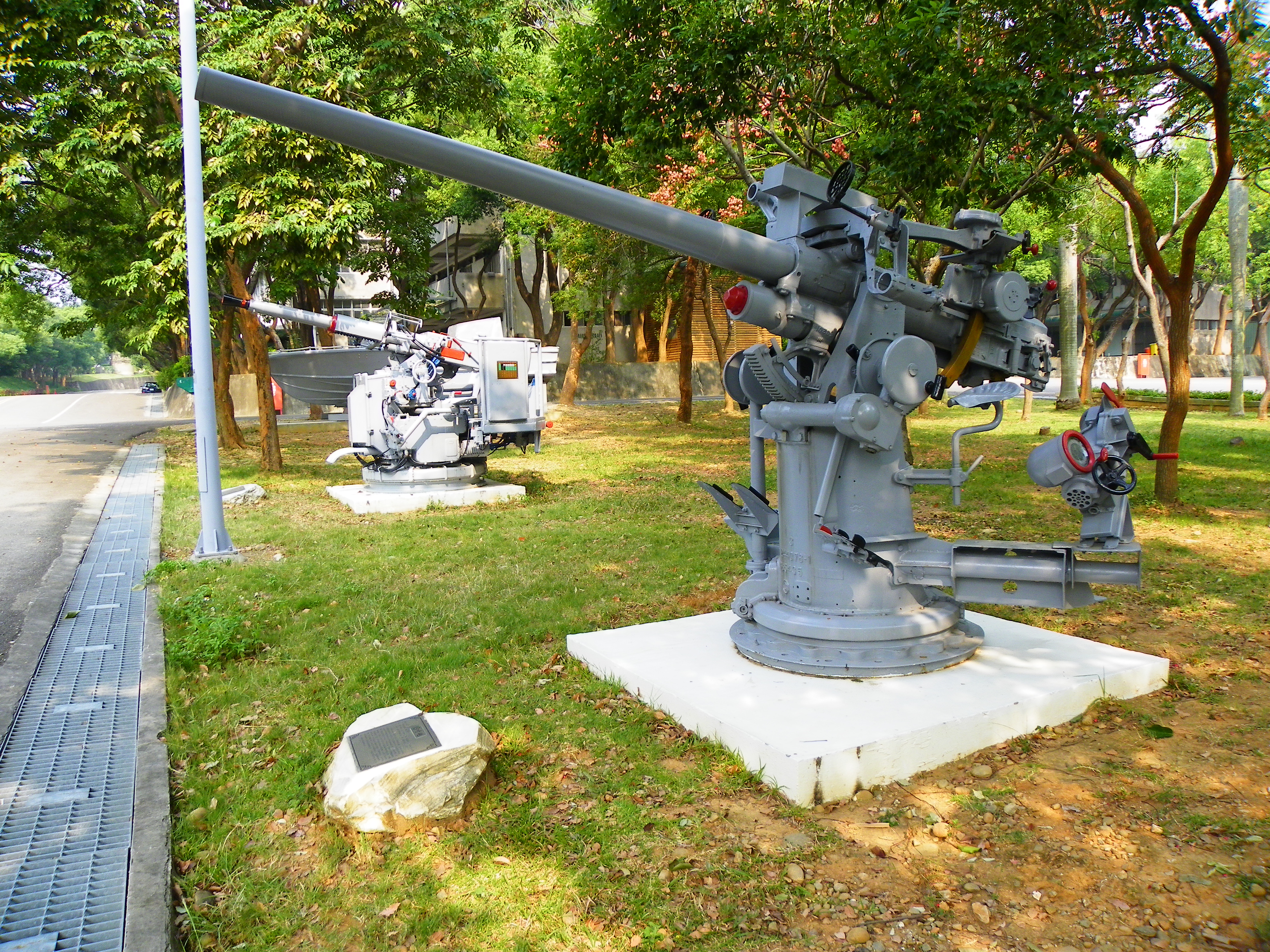
固定於成功嶺展示的海軍Mk22艦炮（英语：3"/50 caliber gun），旁為海軍波佛斯40公釐高射砲
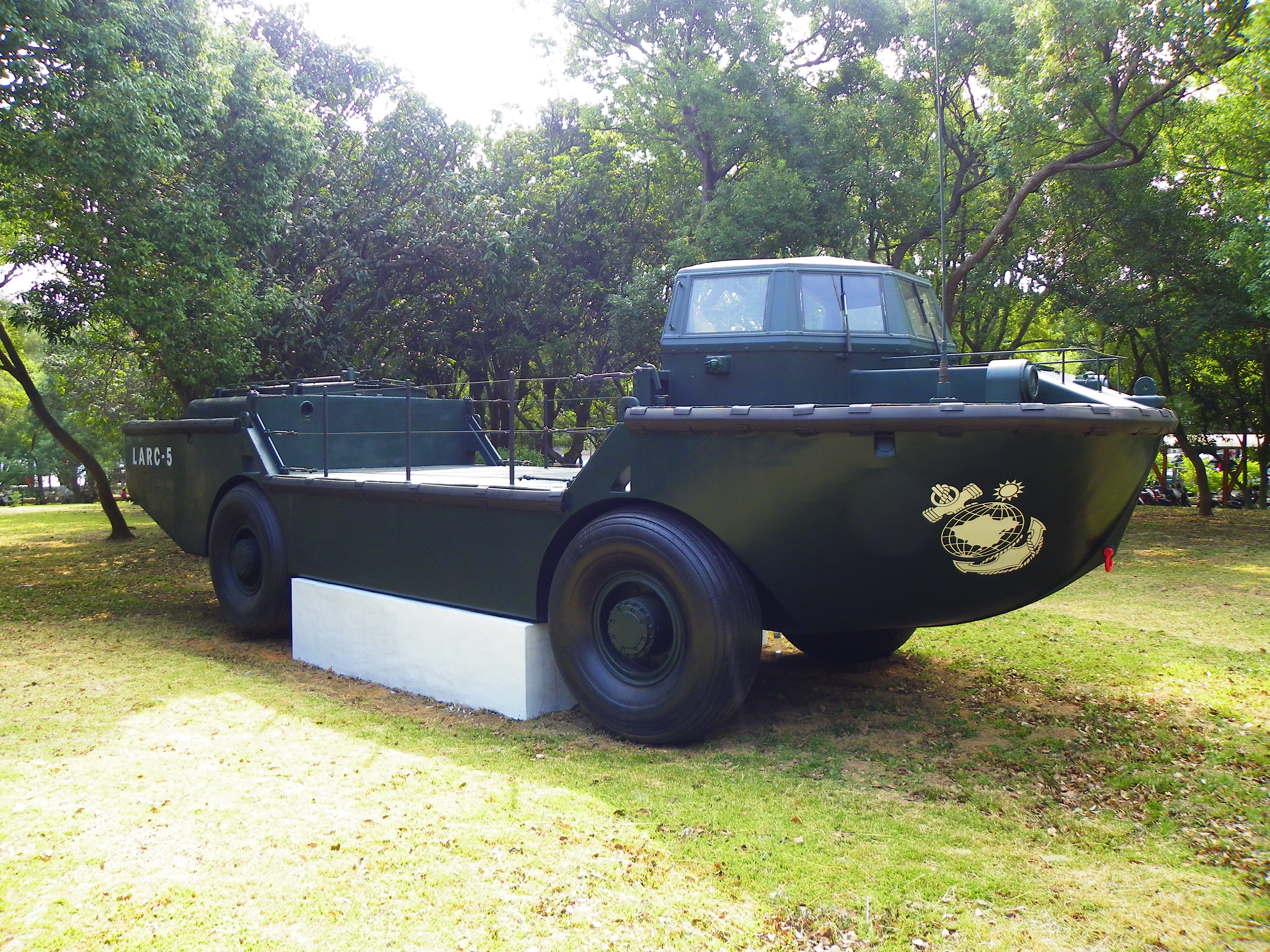
固定於成功嶺展示的海軍陸戰隊LARC-V兩棲運輸車（英语：LARC-V）
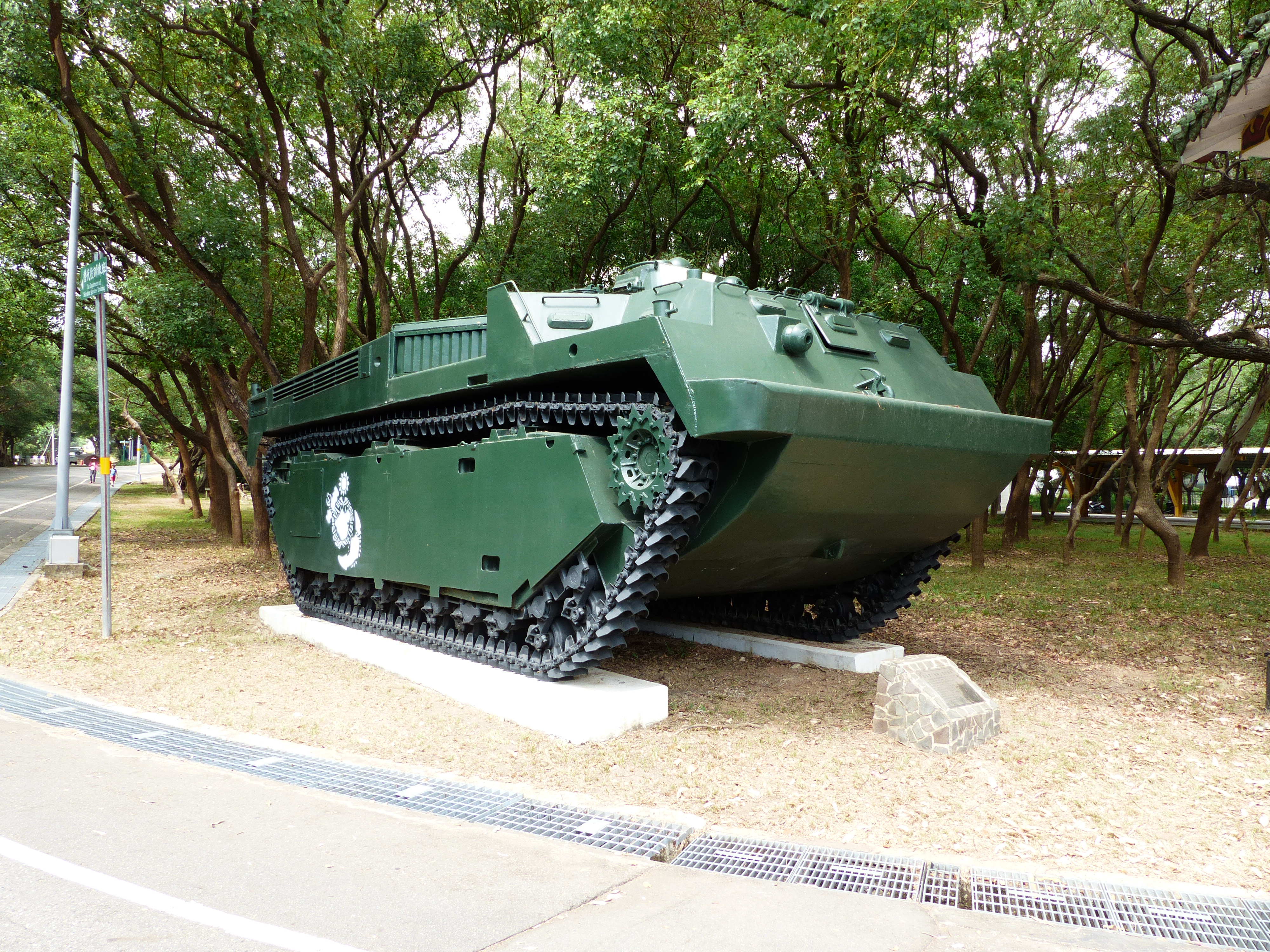
固定於成功嶺展示的海軍陸戰隊LVT-3C兩棲裝甲車
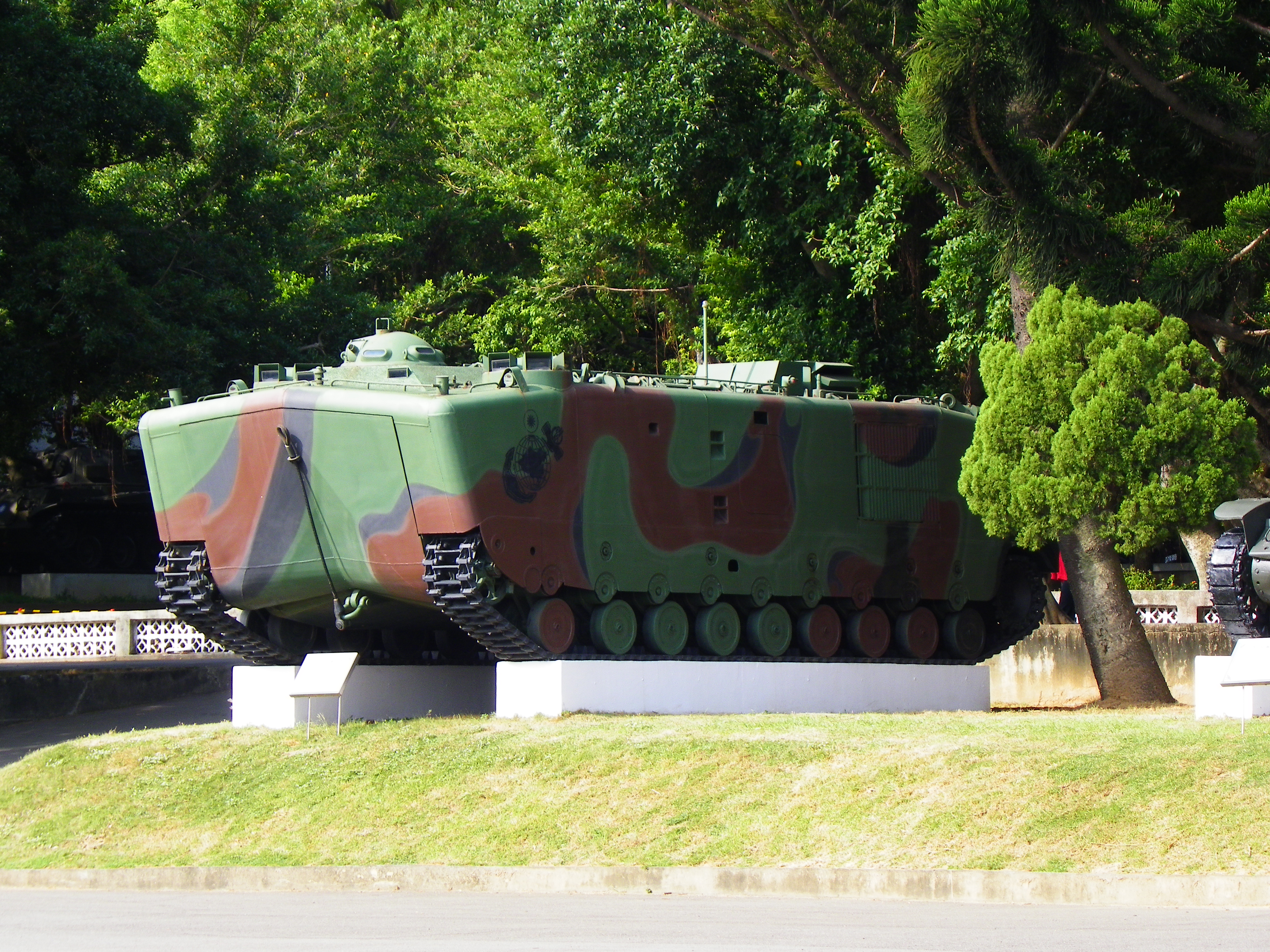
固定於成功嶺中正堂旁展示的海軍陸戰隊LVTP-5兩棲裝甲車，旁為陸軍M5A1斯圖亞特輕戰車
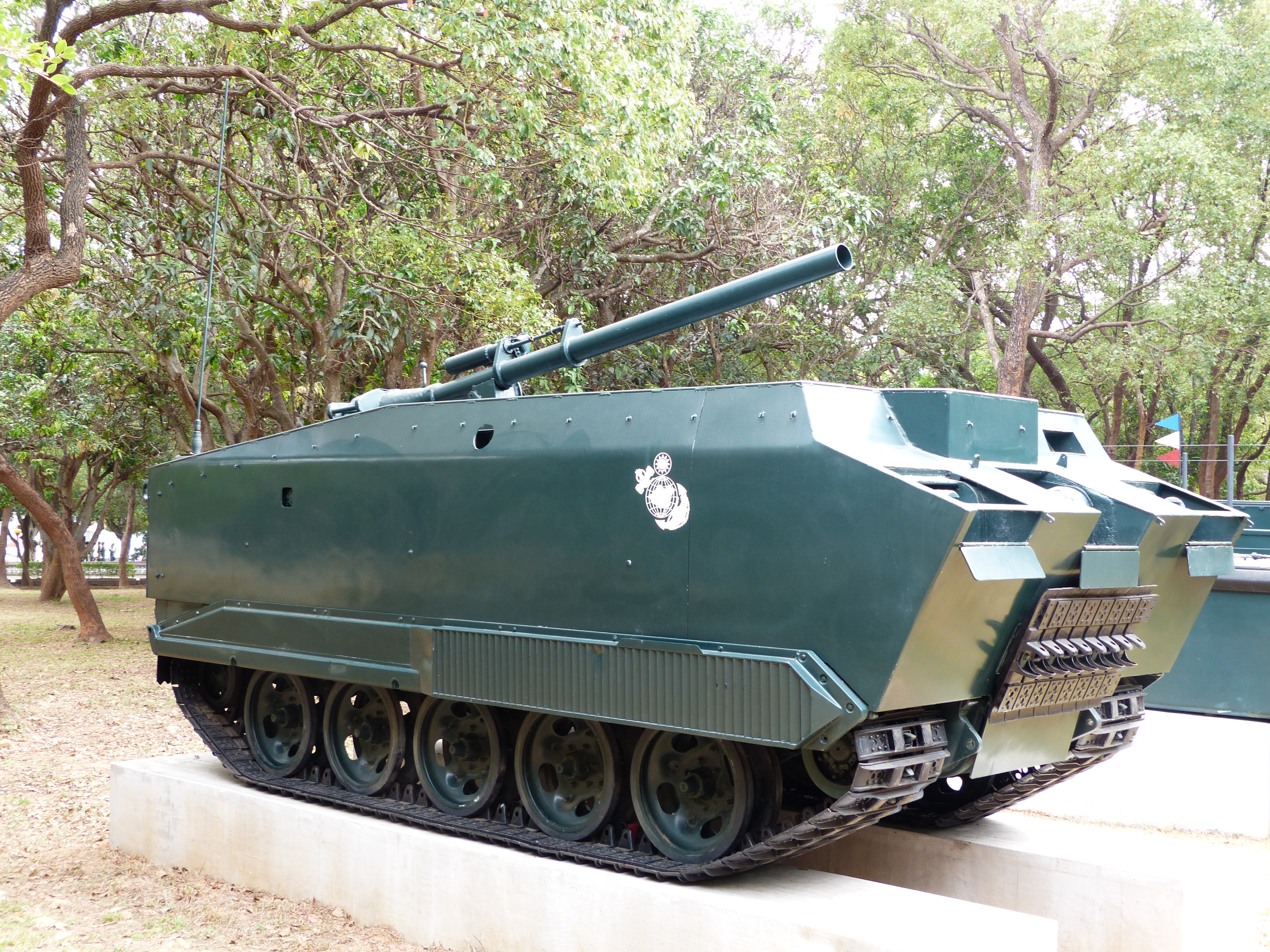
固定於成功嶺中正堂旁展示的海軍陸戰隊M733兩棲裝甲車（英语：M116 Husky），裝備一門51式106公釐無後座力砲
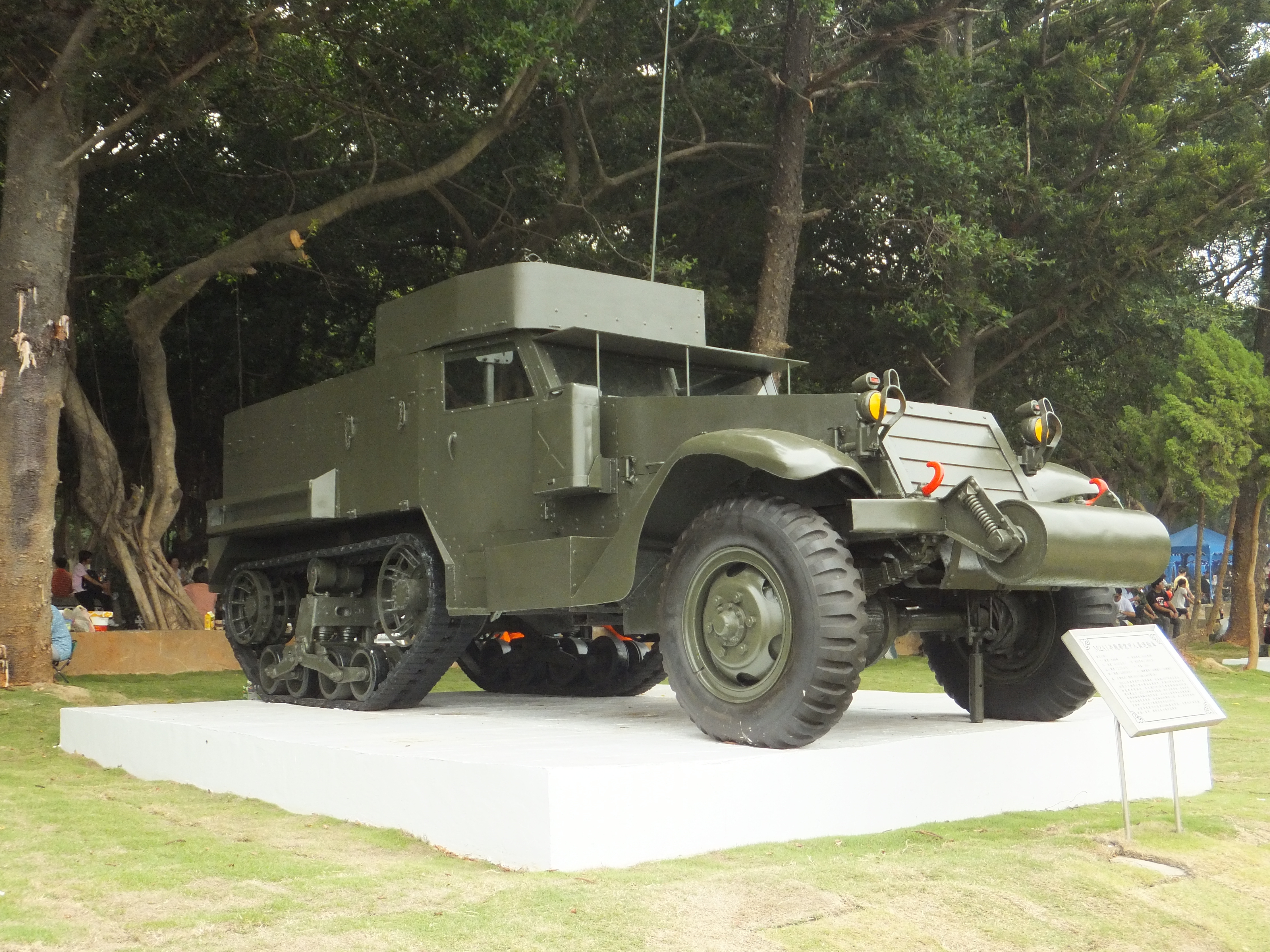
固定於成功嶺展示的陸軍M2半履帶車
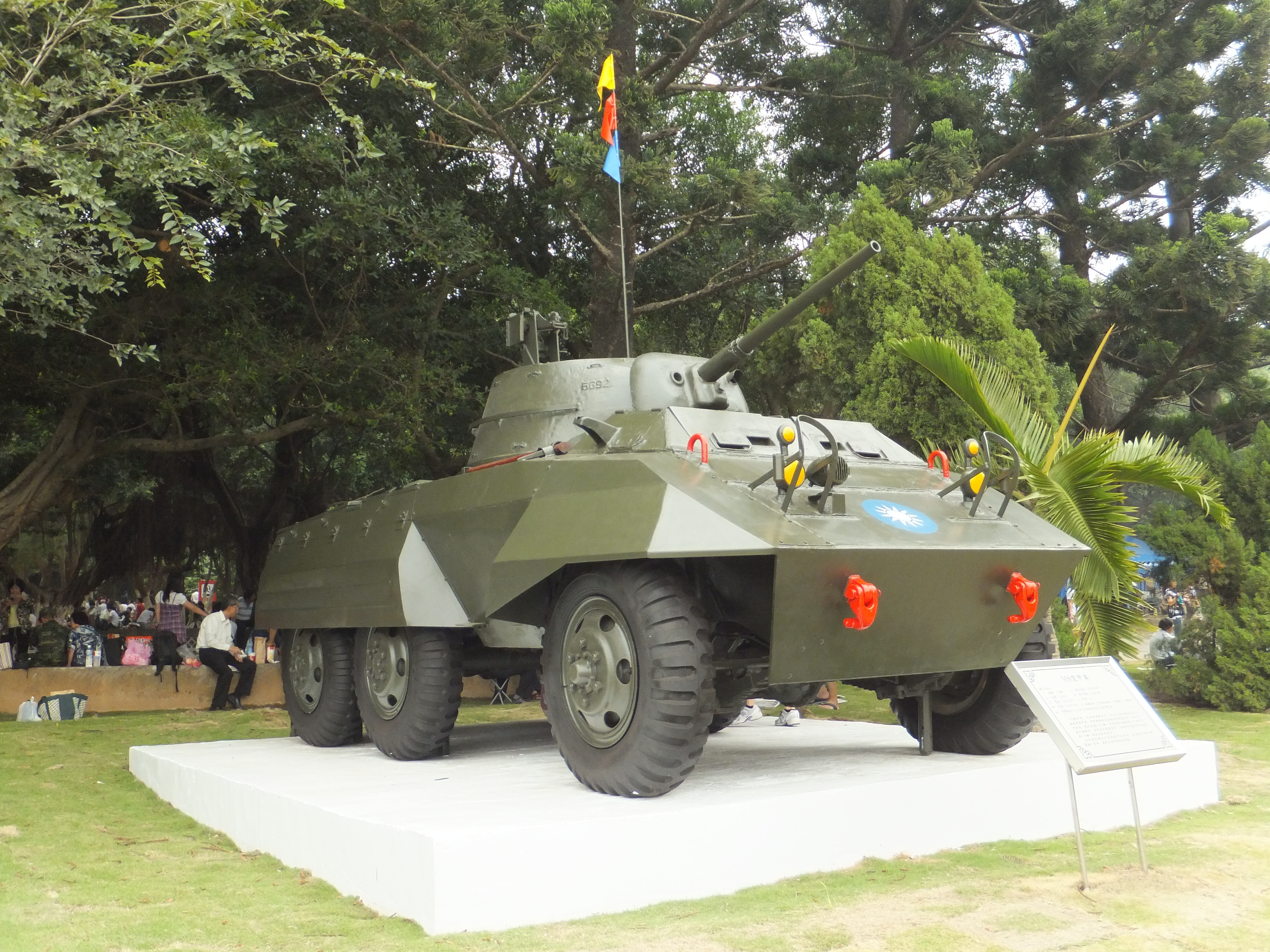
固定於成功嶺展示的陸軍M8裝甲車
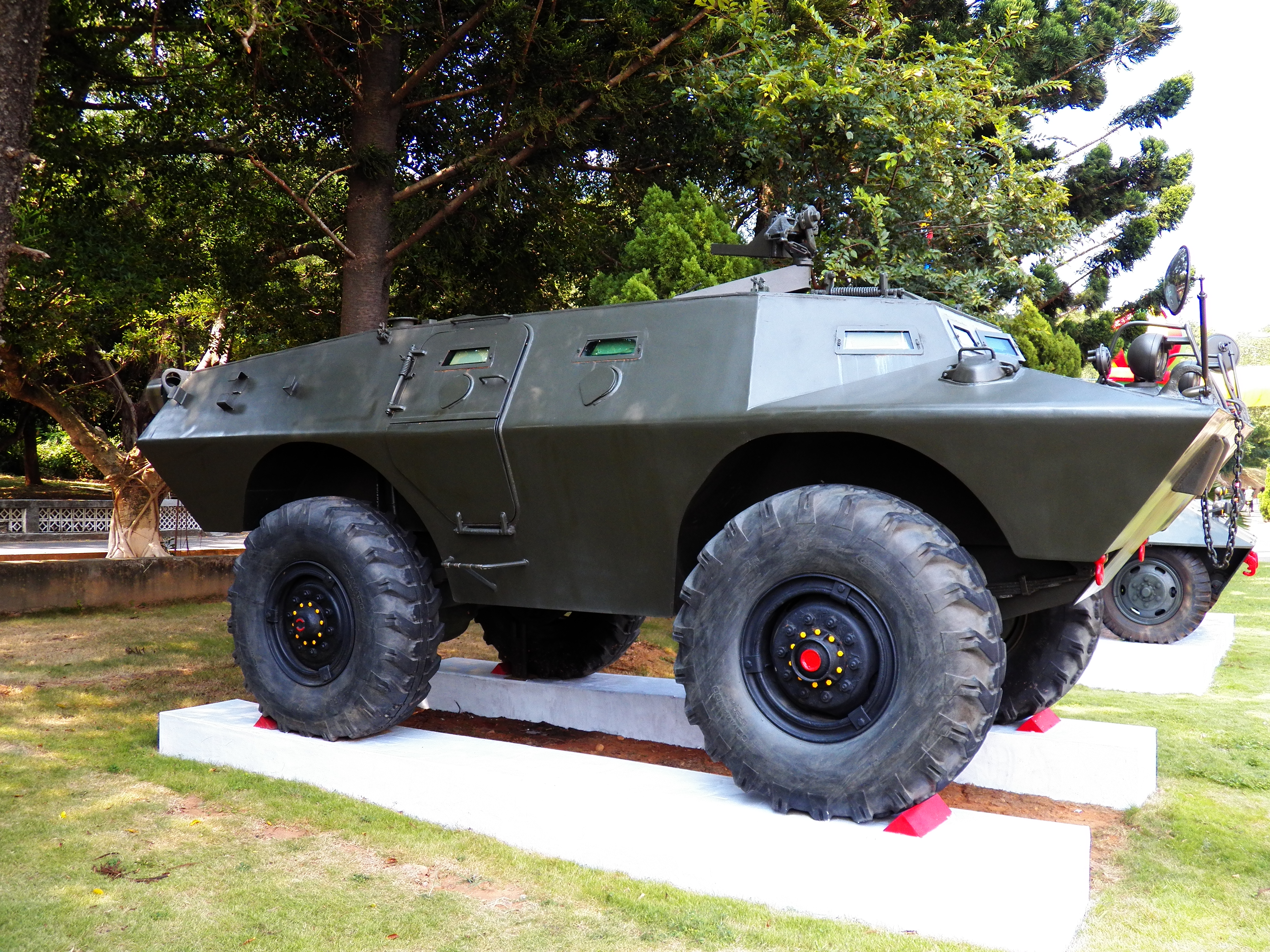
固定於成功嶺展示的陸軍V-150裝甲車，旁為陸軍M8裝甲車
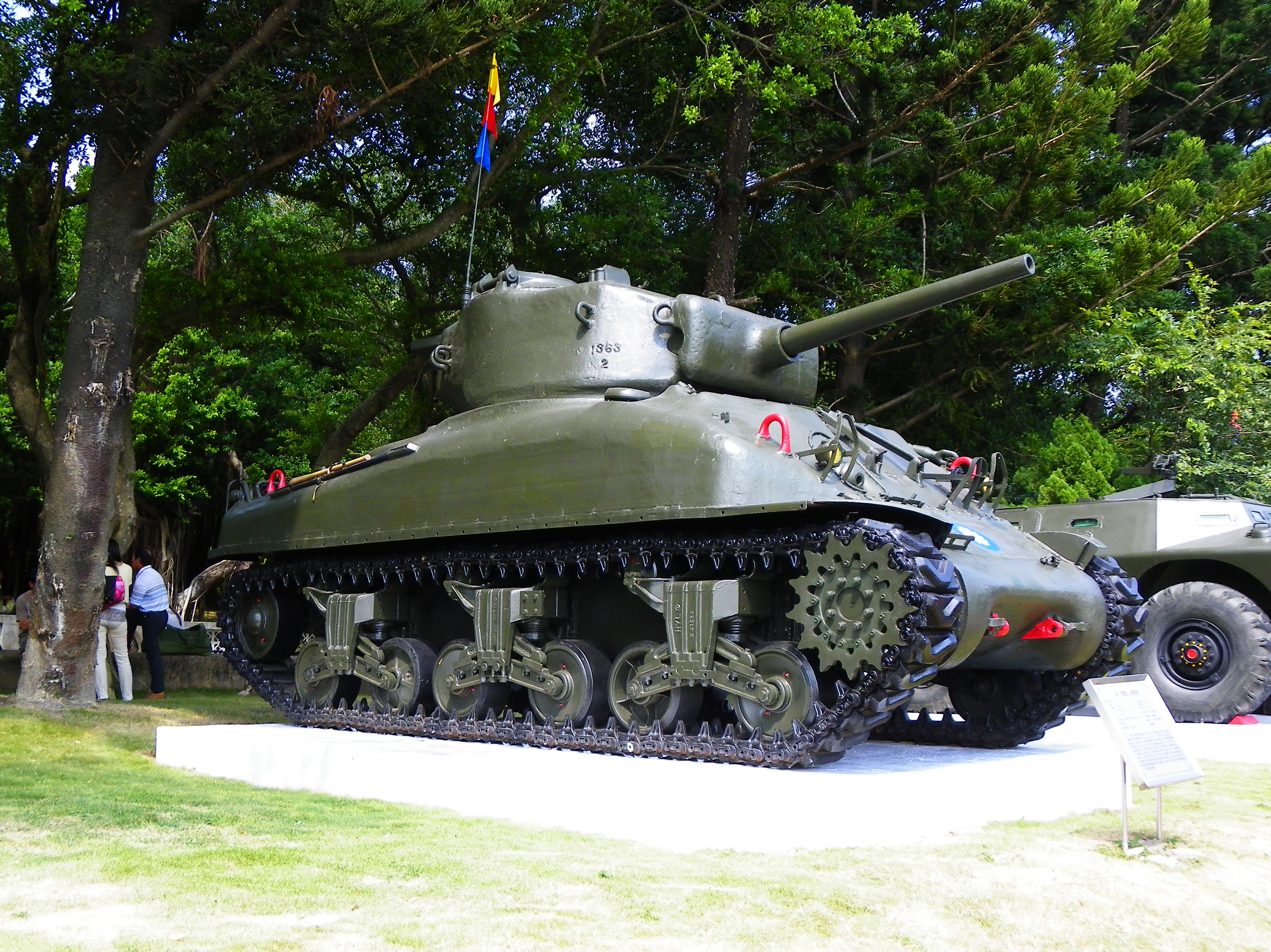
固定於成功嶺展示的陸軍M4雪曼戰車，旁為陸軍V-150裝甲車
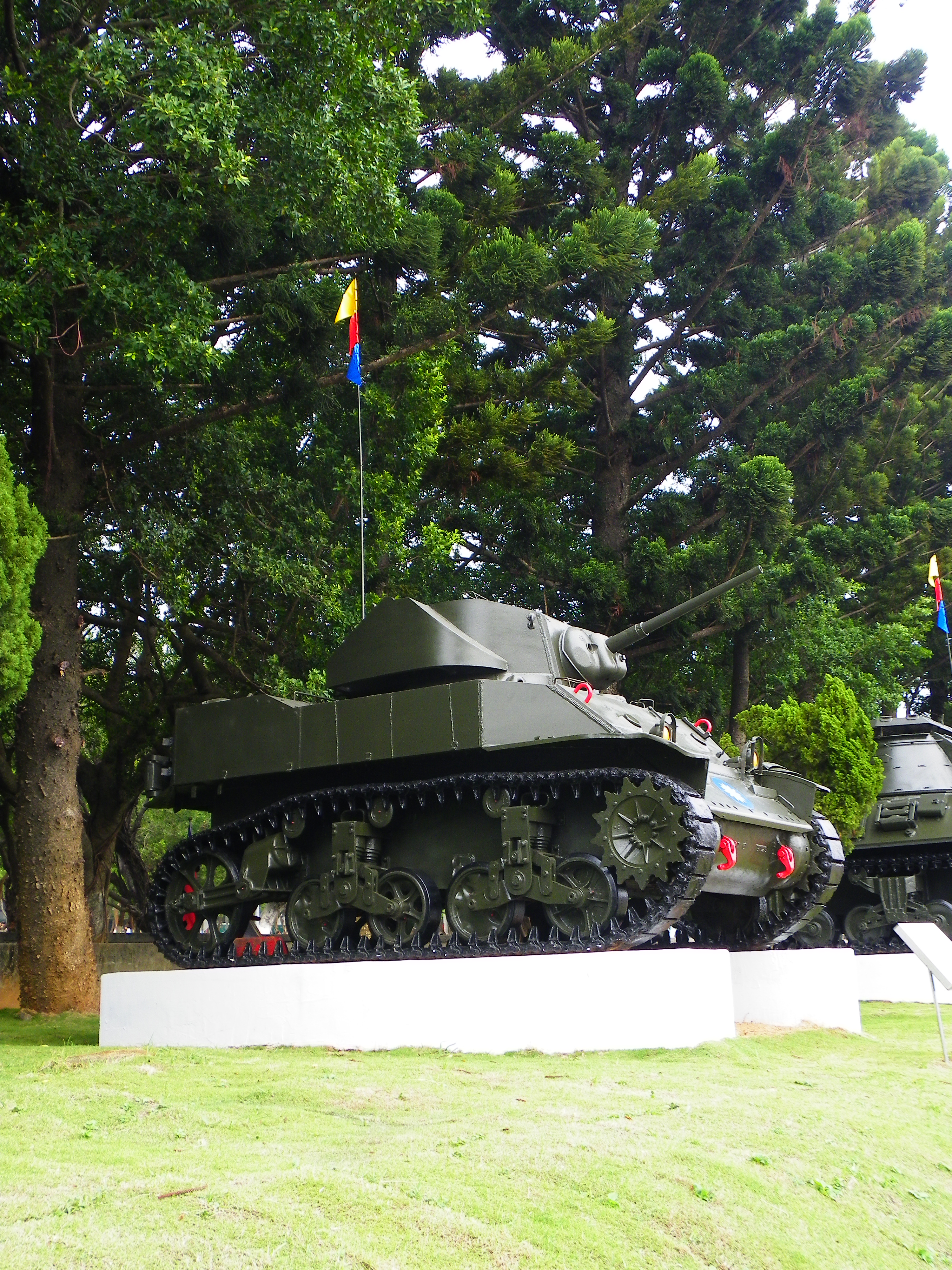
固定於成功嶺展示的陸軍M5A1斯圖亞特輕戰車，旁為陸軍M36驅逐戰車
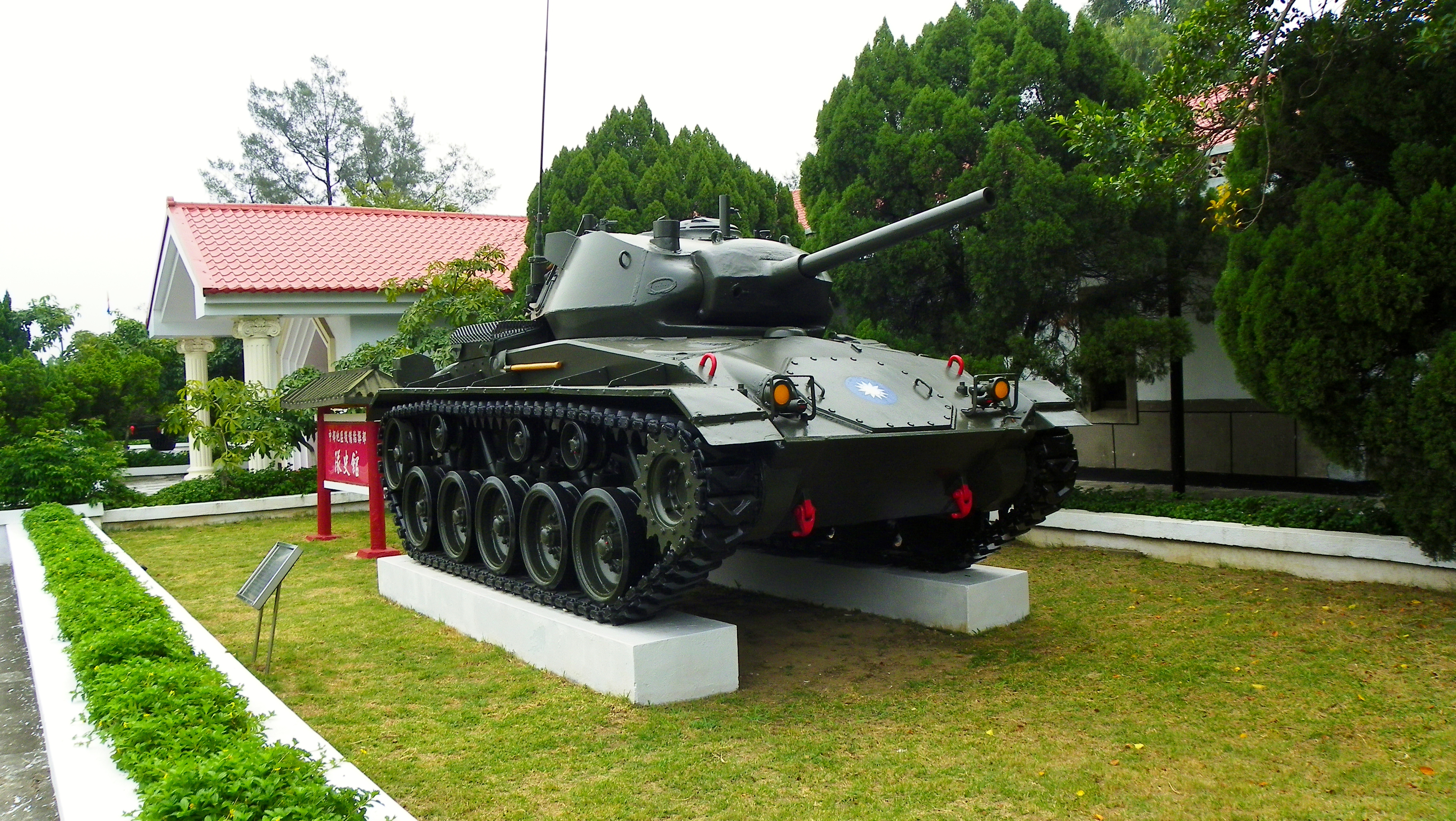
固定於成功嶺歷史館旁展示的陸軍M24霞飛戰車
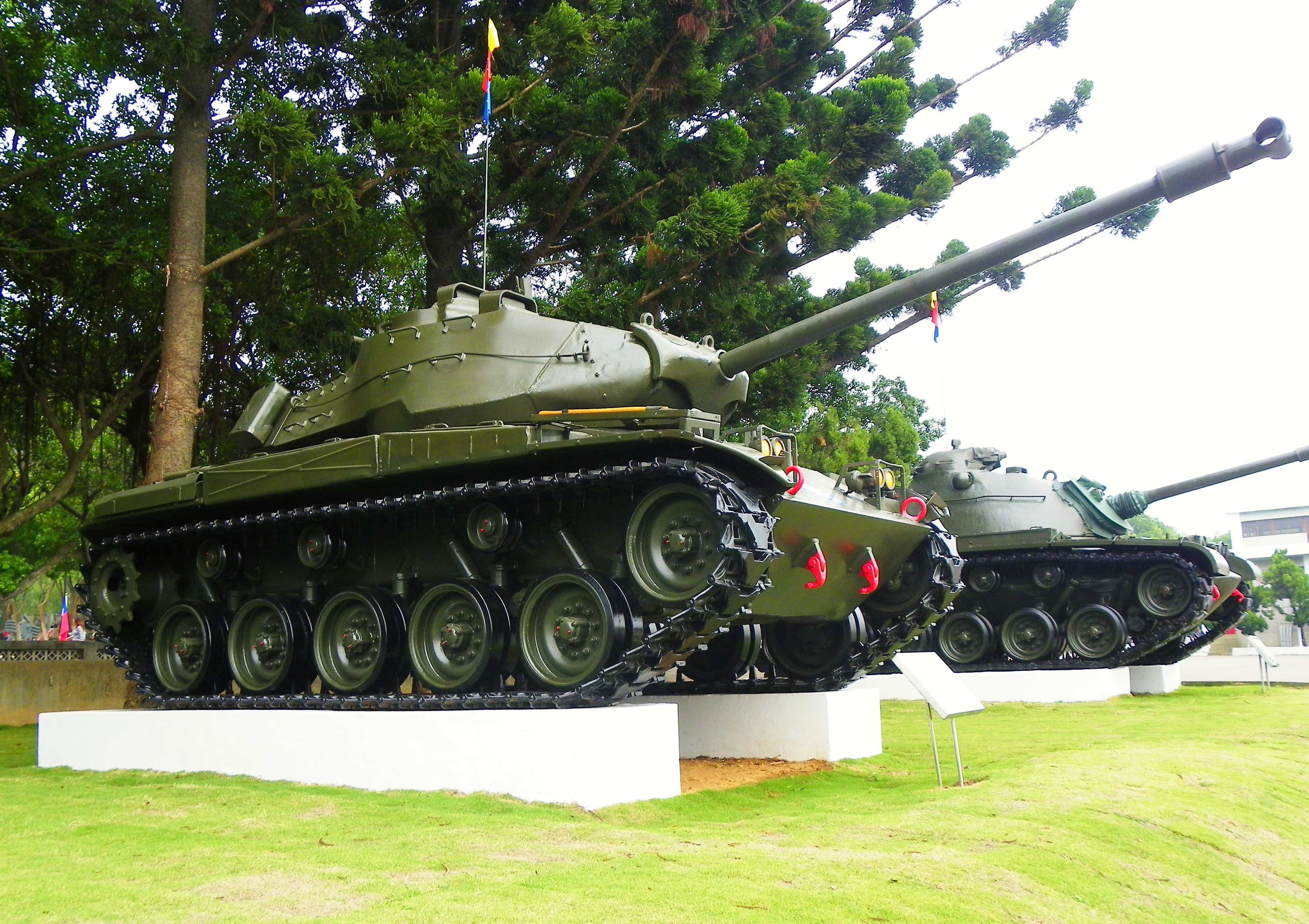
固定於成功嶺展示的陸軍M41輕戰車，旁為陸軍M48巴頓戰車
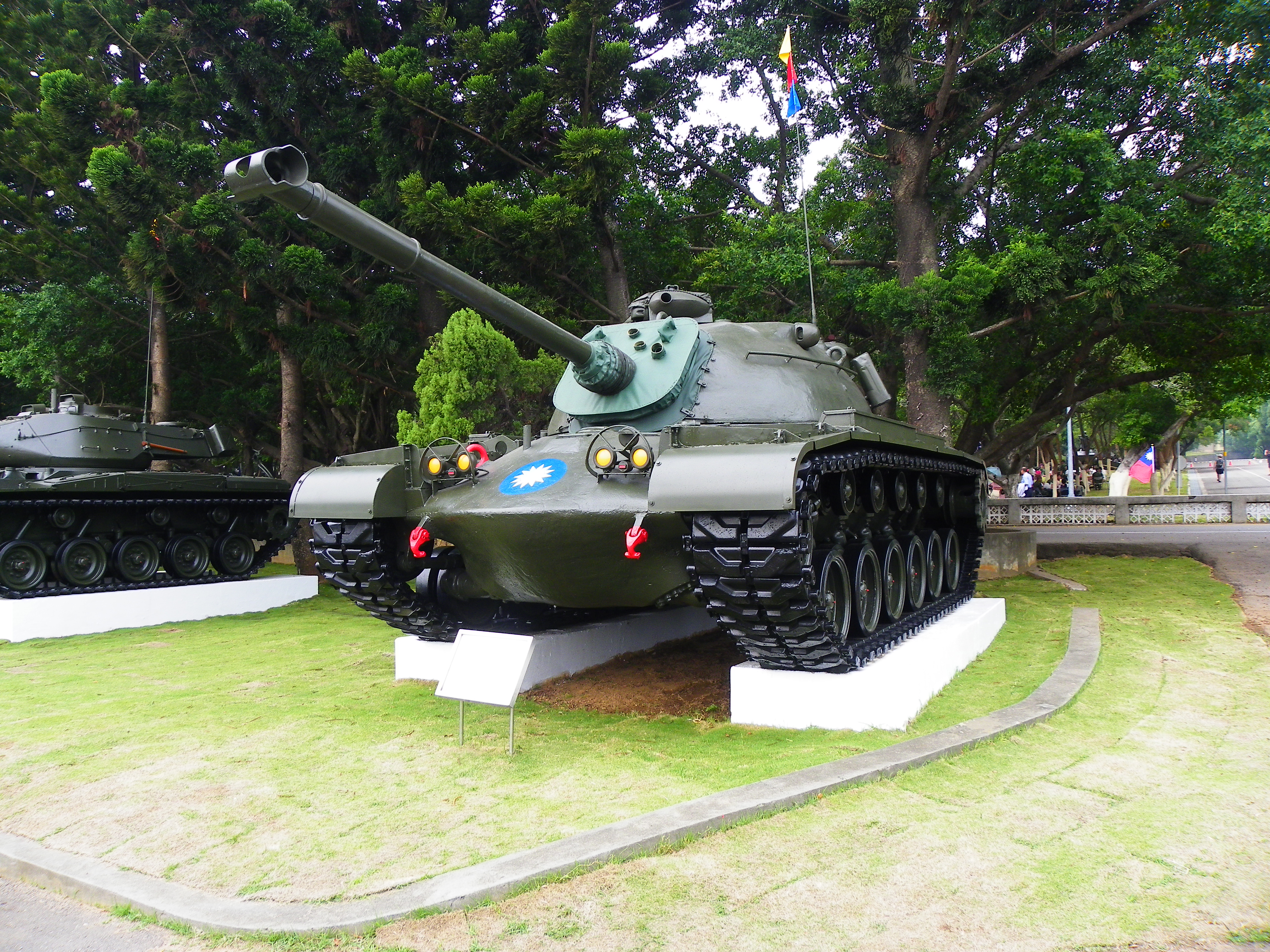
固定於成功嶺展示的陸軍M48巴頓戰車，旁為陸軍M41輕戰車
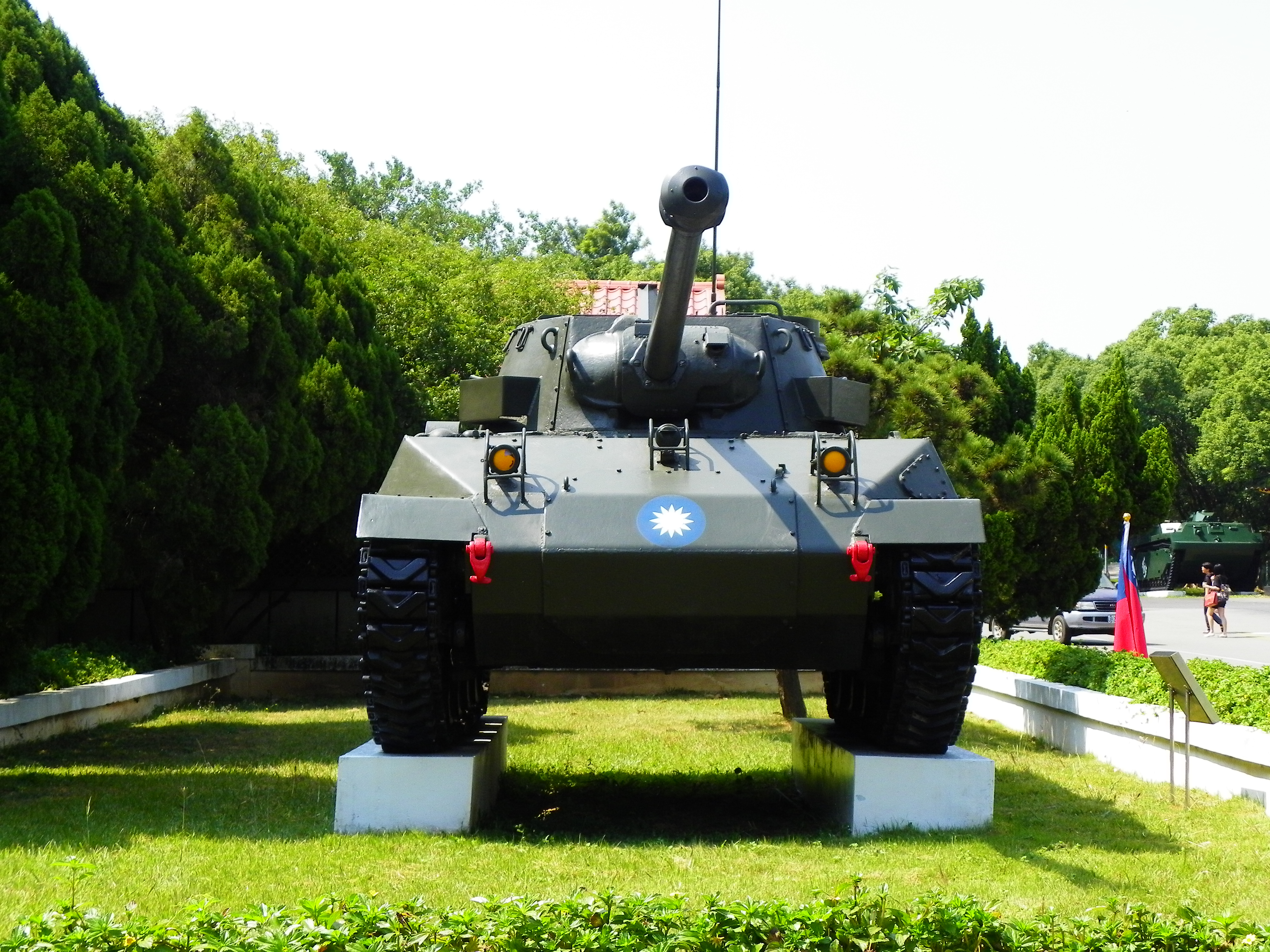
固定於成功嶺歷史館旁展示的陸軍M18驅逐戰車，旁為海軍陸戰隊履帶登陸車
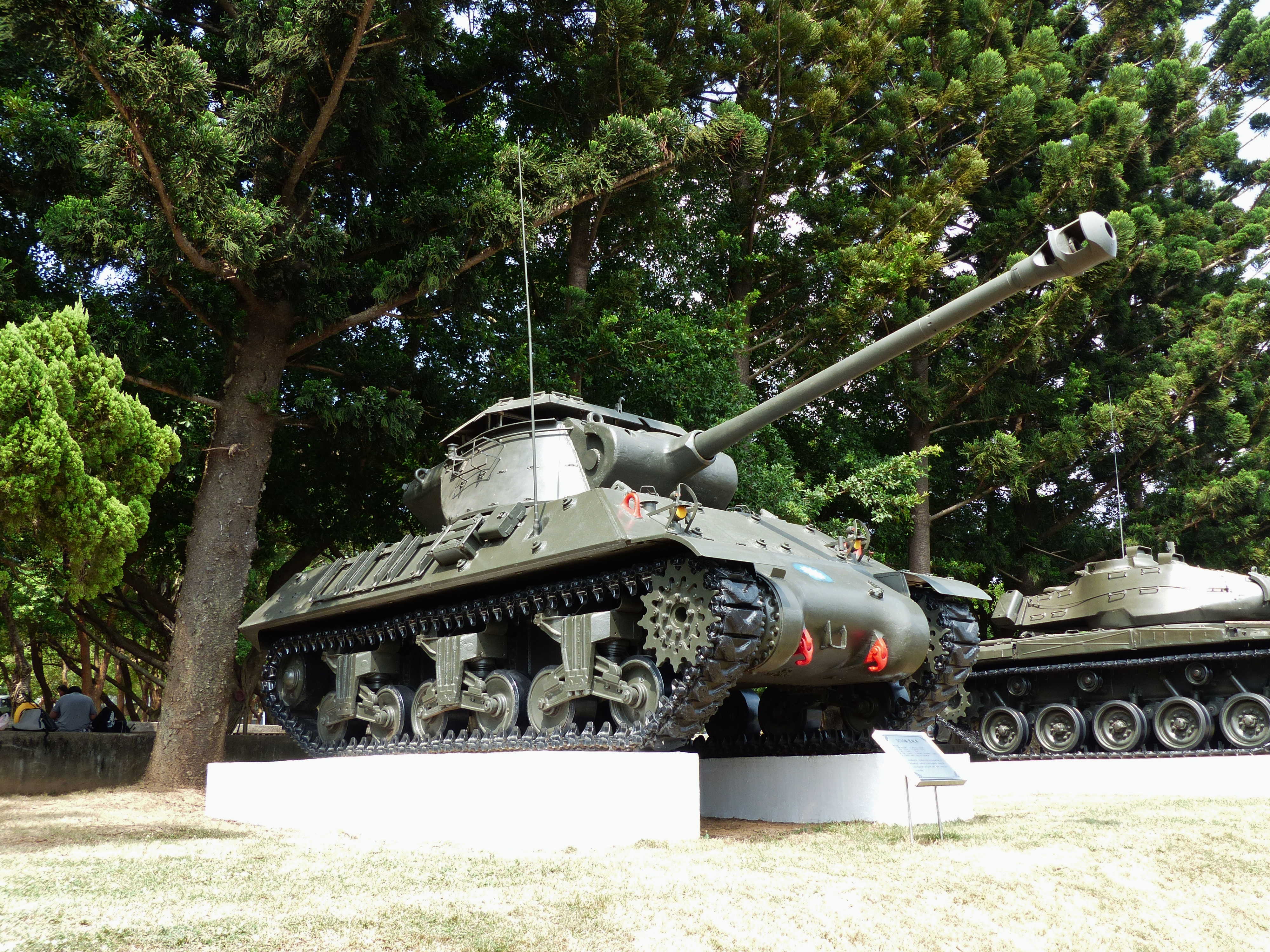
固定於成功嶺展示的陸軍M36驅逐戰車，旁為陸軍M41輕戰車
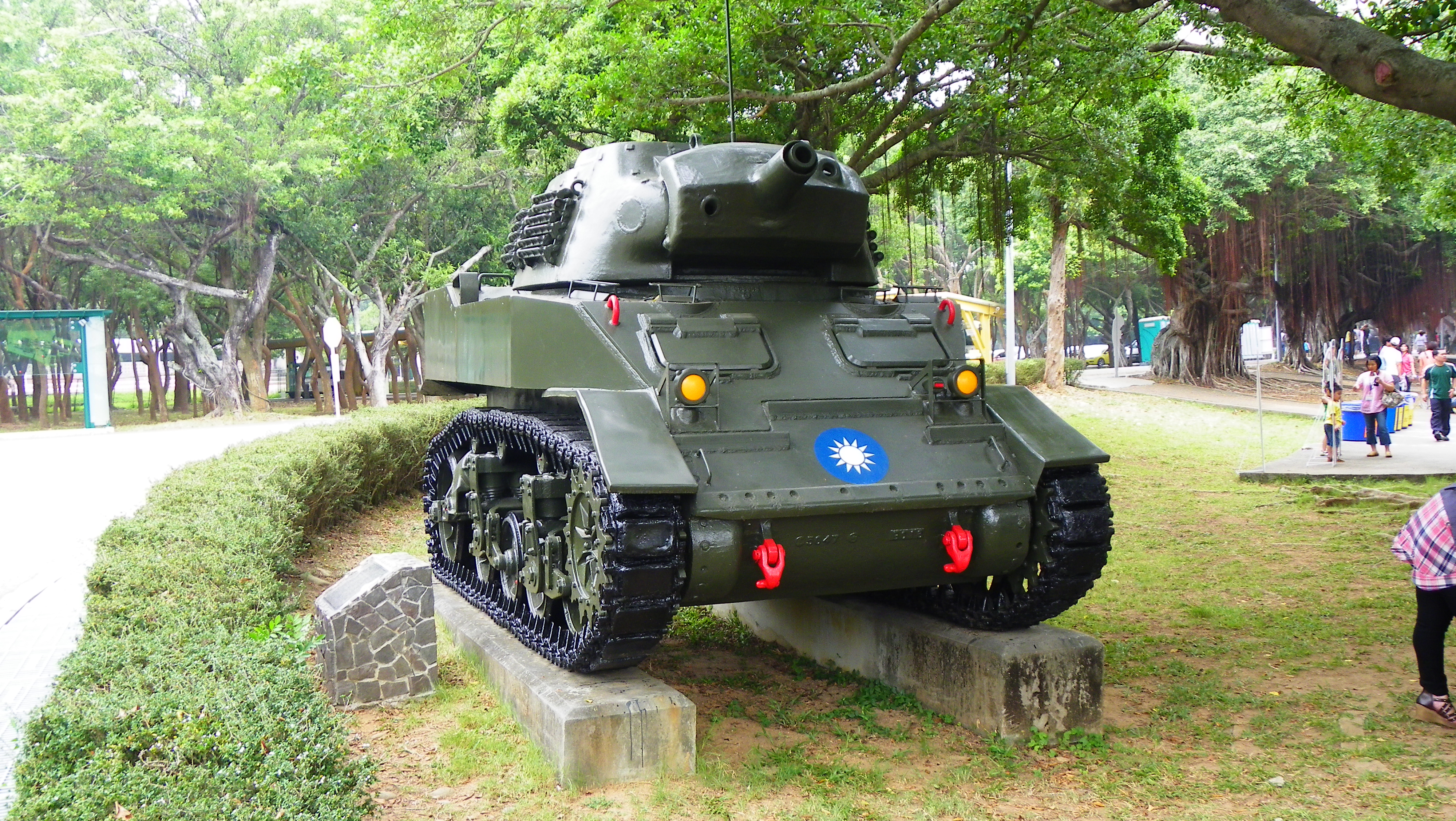
固定於成功嶺展示的陸軍M8自走炮，炮塔炮盾已改為M24霞飛戰車的炮塔炮盾
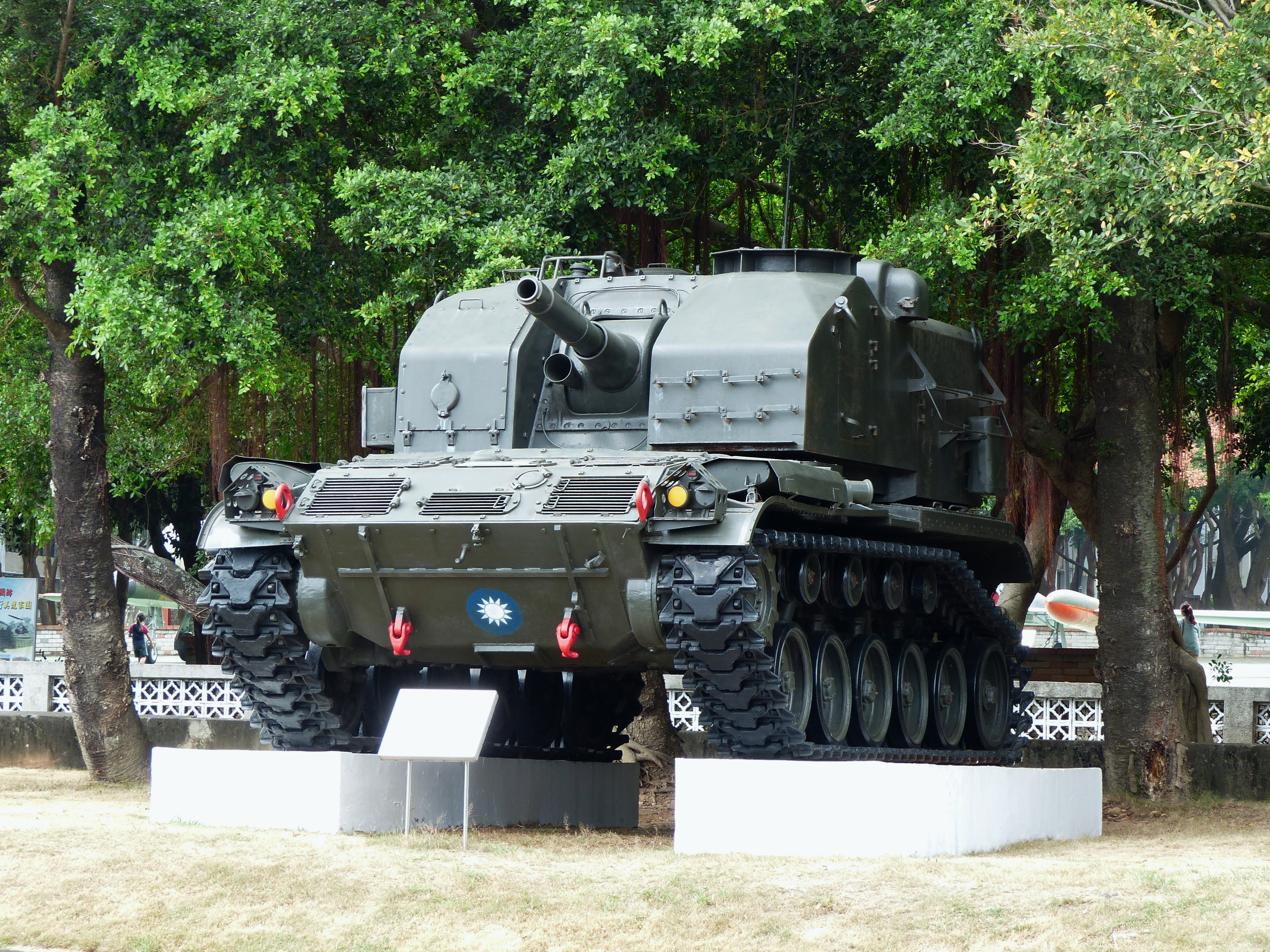
固定於成功嶺介壽臺旁展示的陸軍M52自走炮
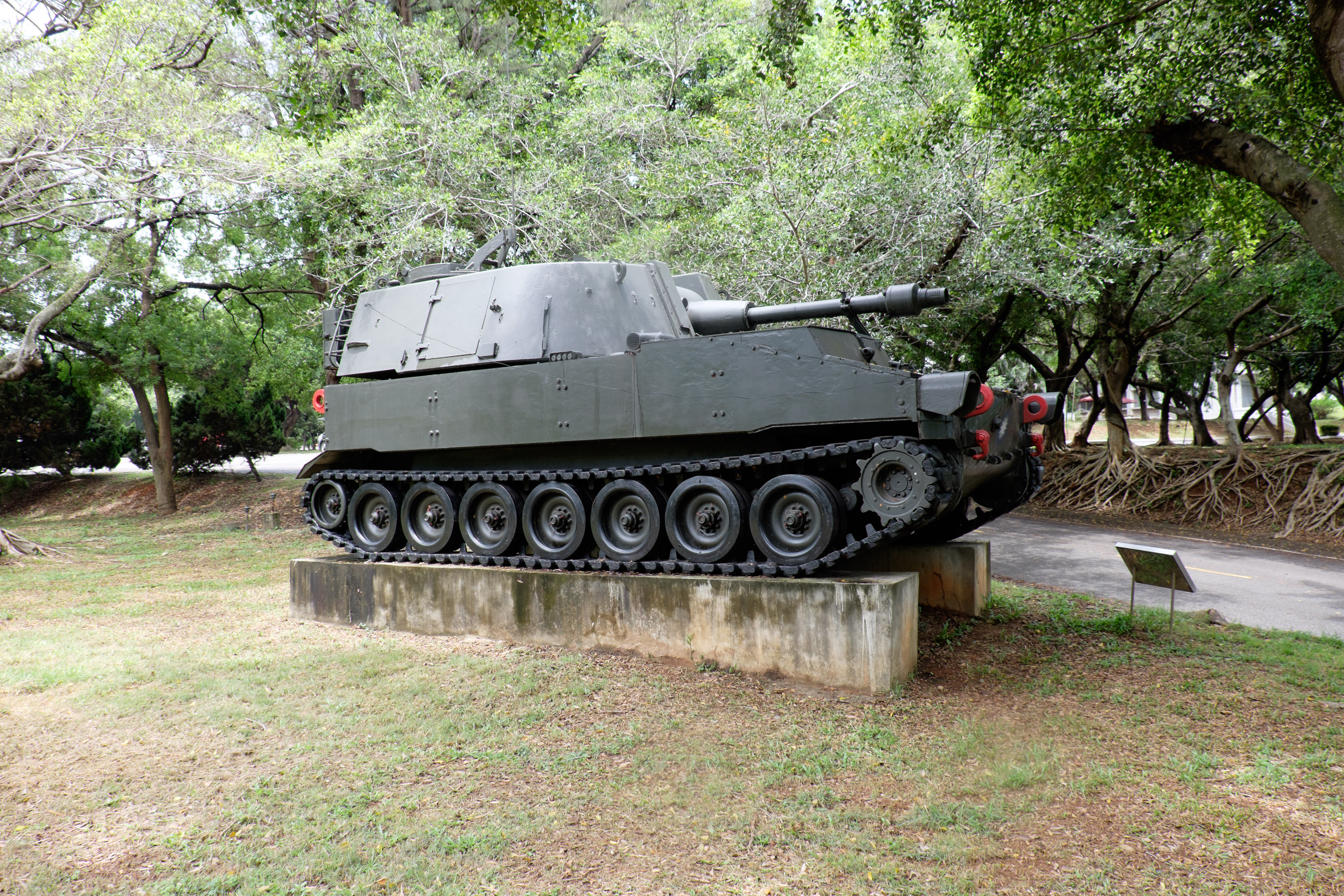
固定於成功嶺展示的陸軍M108自走砲
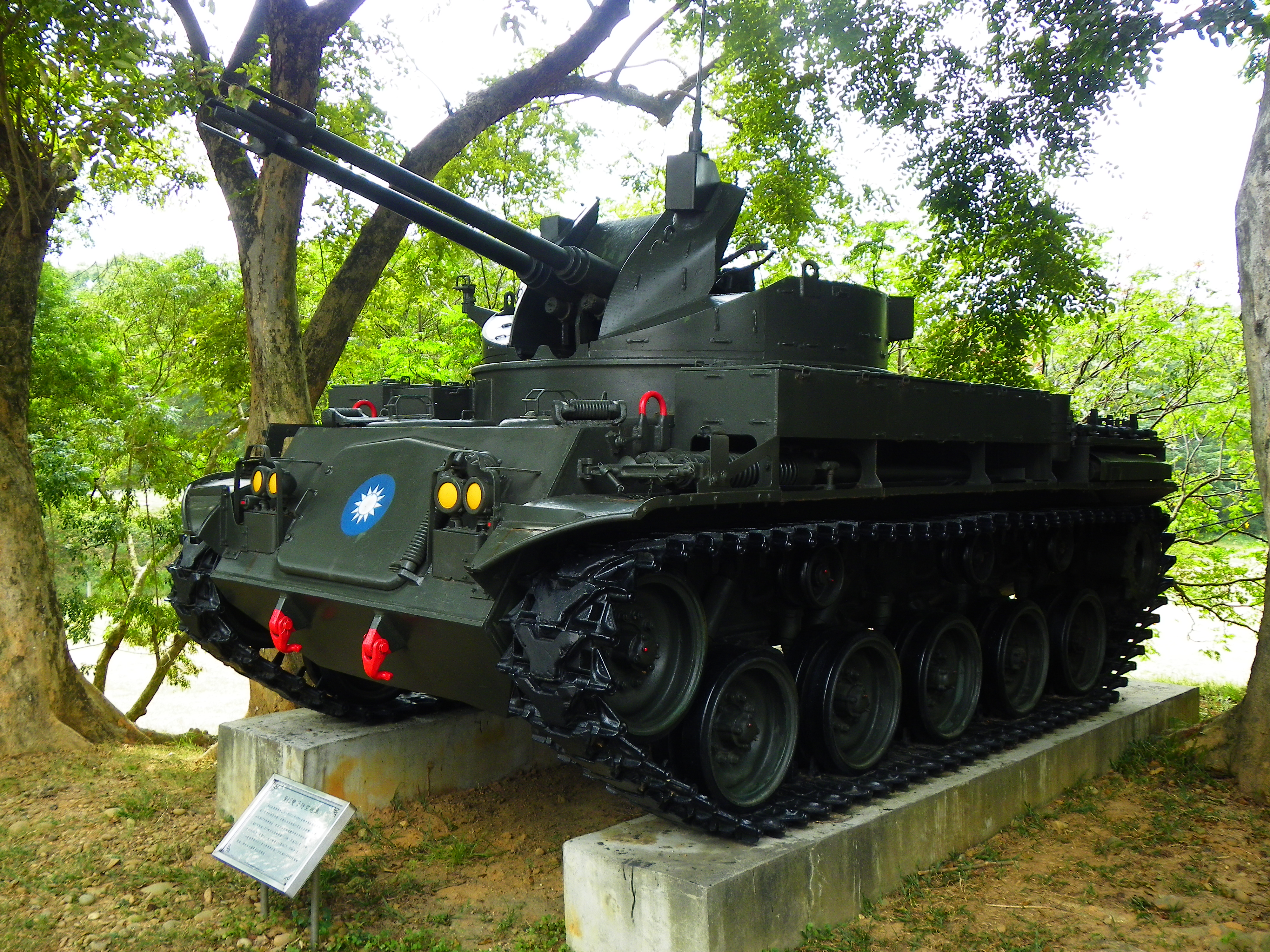
固定於成功嶺展示的陸軍M42防空砲車
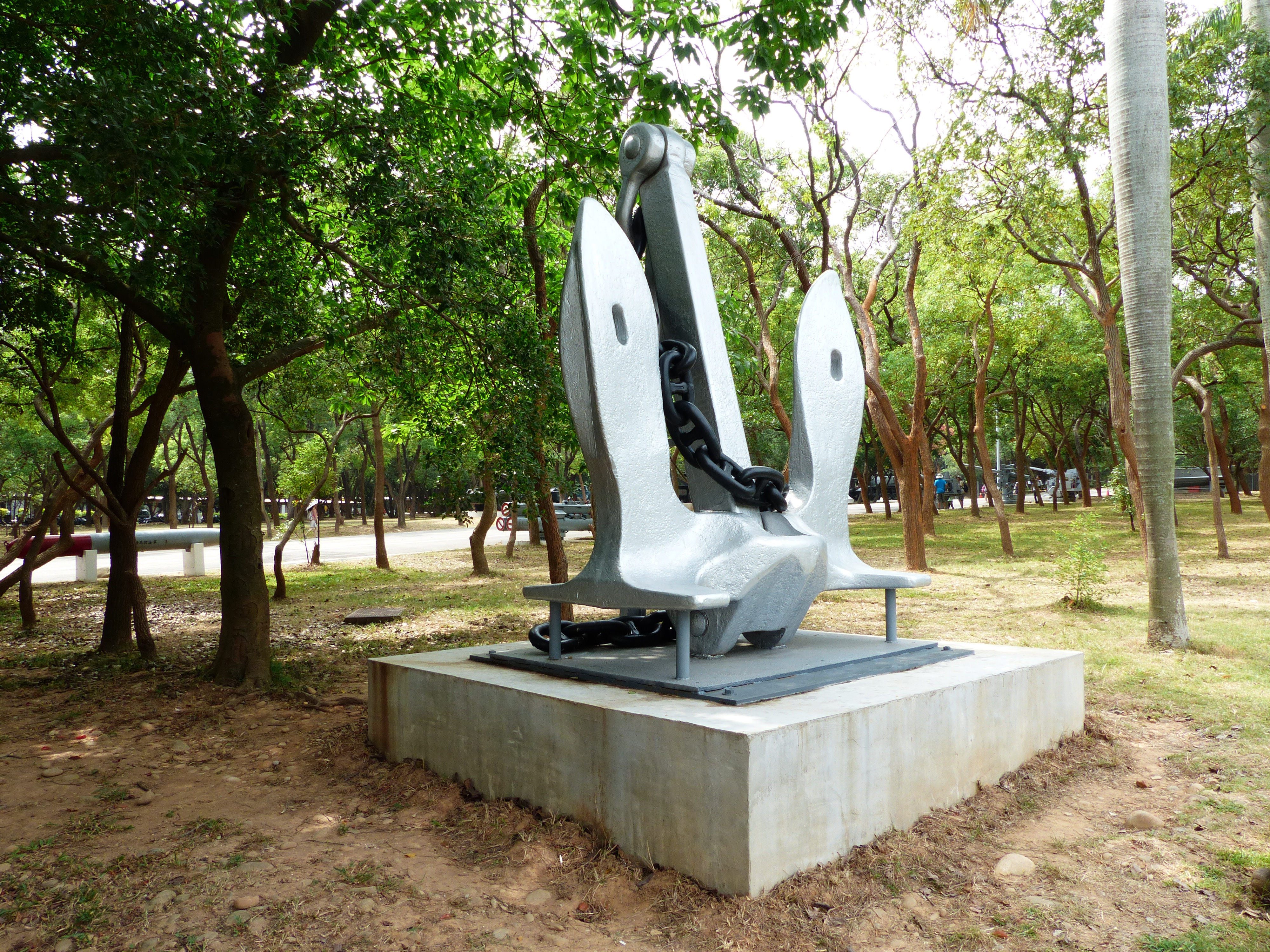
固定於成功嶺展示的海軍中正號船塢登陸艦(二代，191)（英语：USS Comstock (LSD-19)）艦艏錨
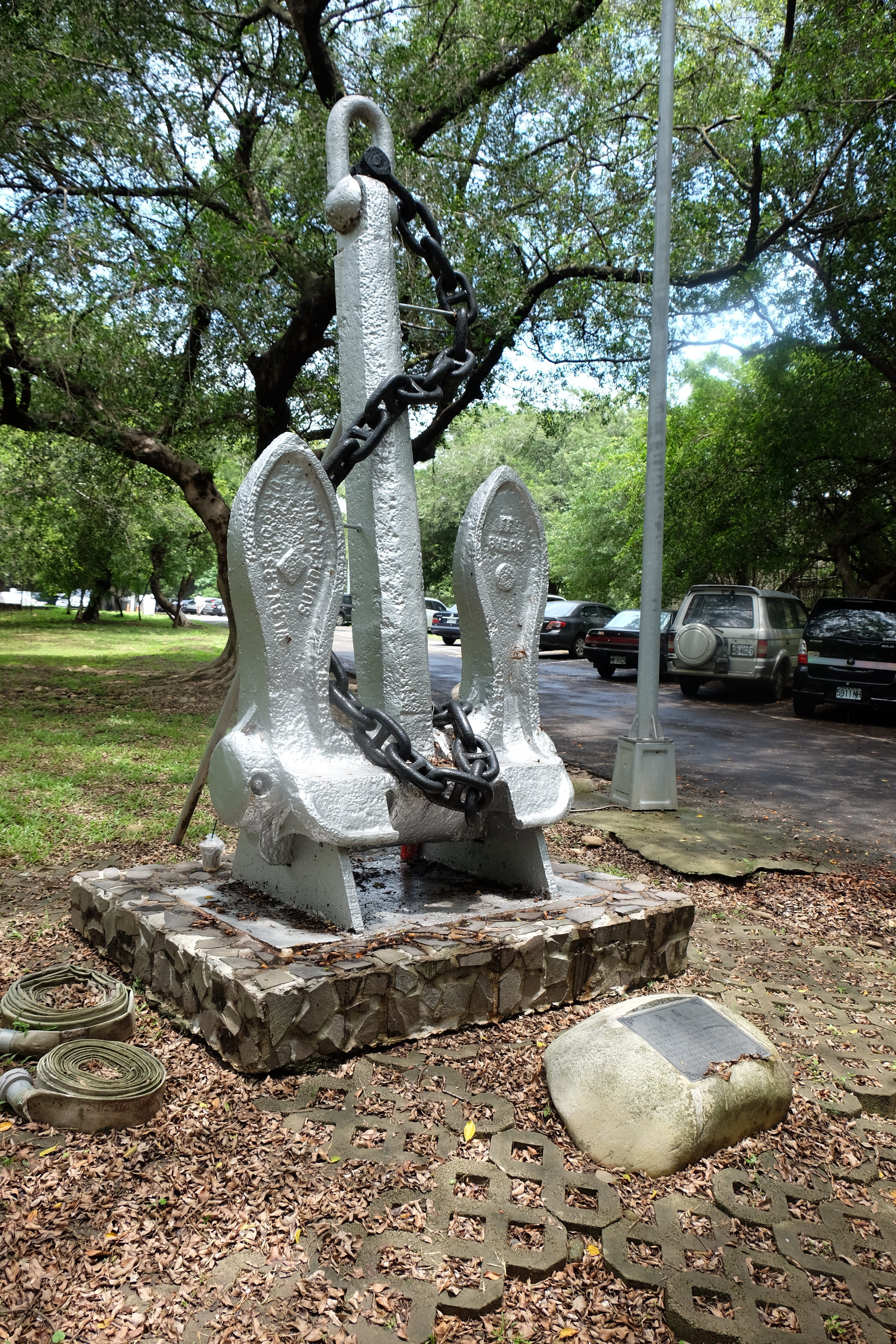
固定於成功嶺展示的海軍天竺號補給艦（AK-313）艦艏錨
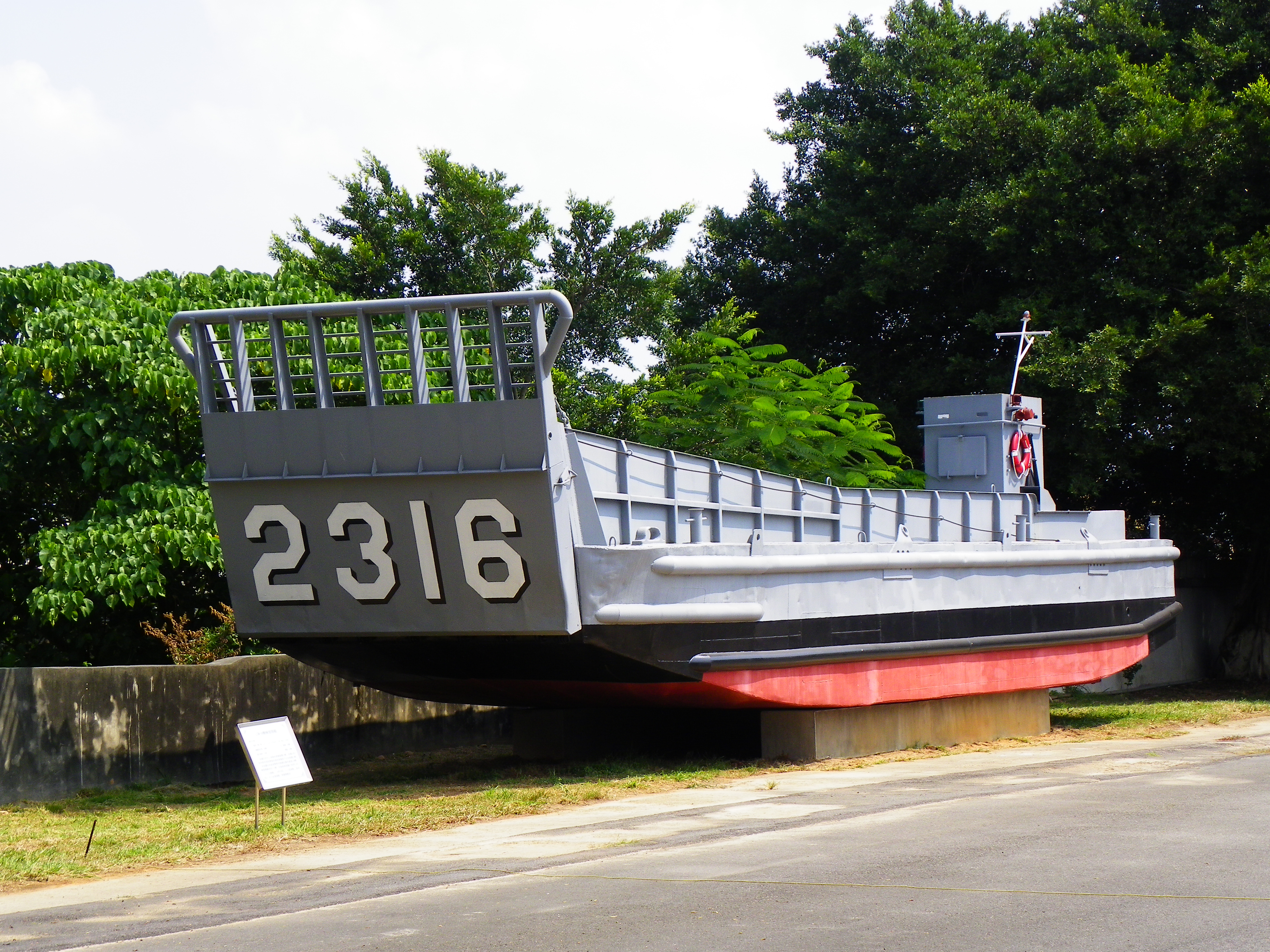
固定於成功嶺介壽臺旁展示的海軍LCM-6機械化登陸艇
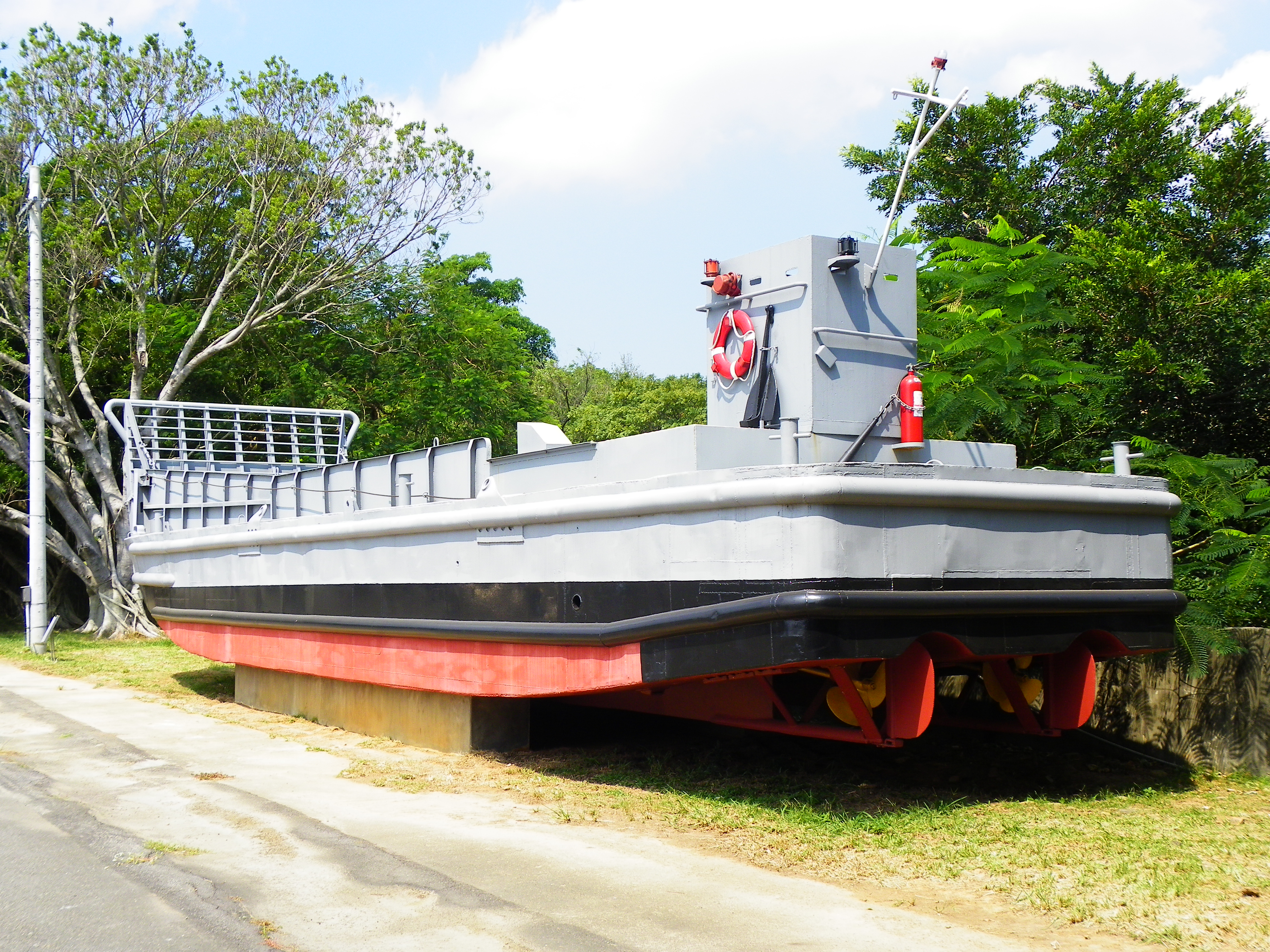
固定於成功嶺介壽臺旁展示的海軍LCM-6機械化登陸艇
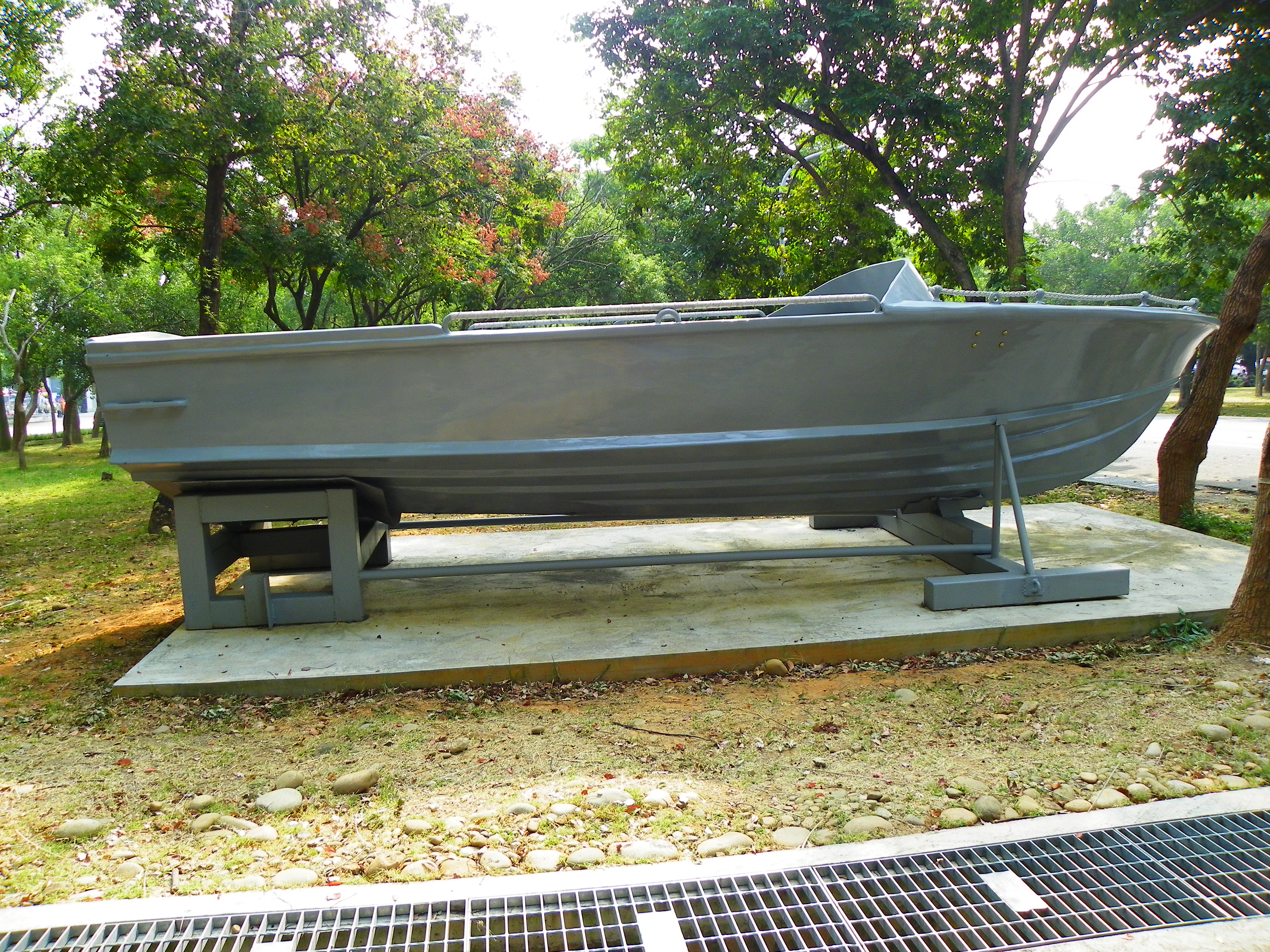
固定於成功嶺展示的海軍M12小型快艇
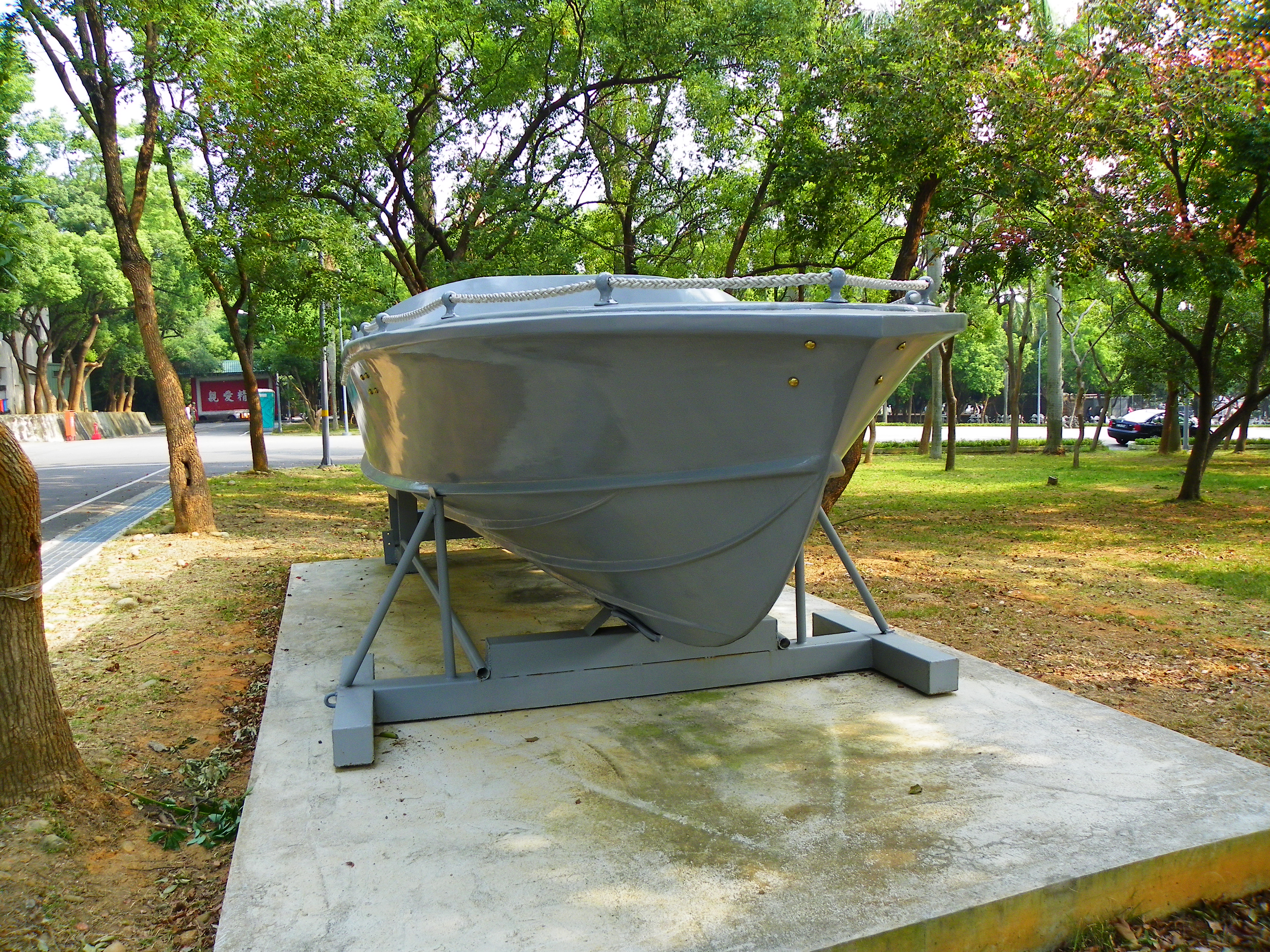
固定於成功嶺展示的海軍M12小型快艇
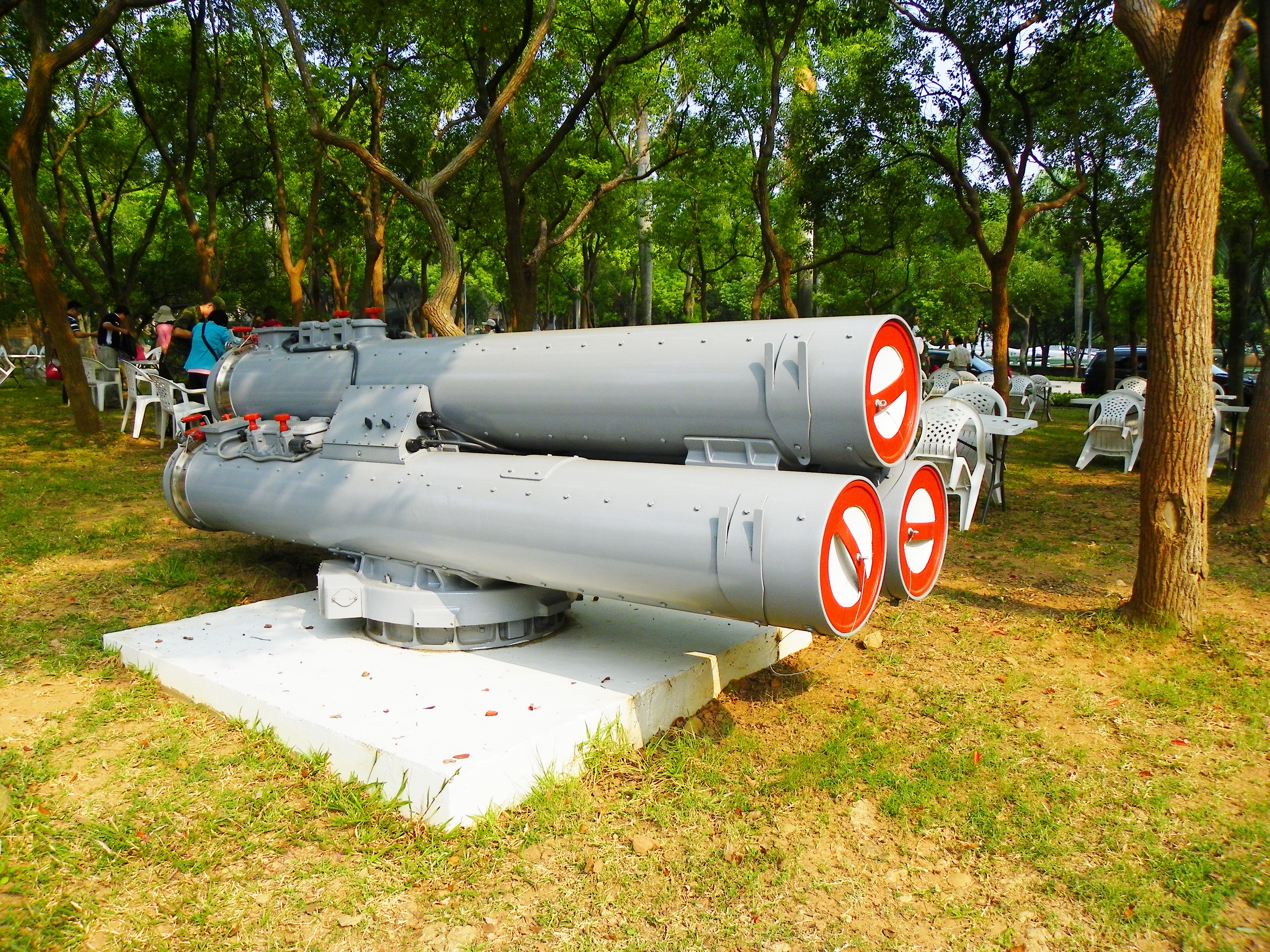
固定於成功嶺展示的海軍Mk 32三聯裝魚雷發射管
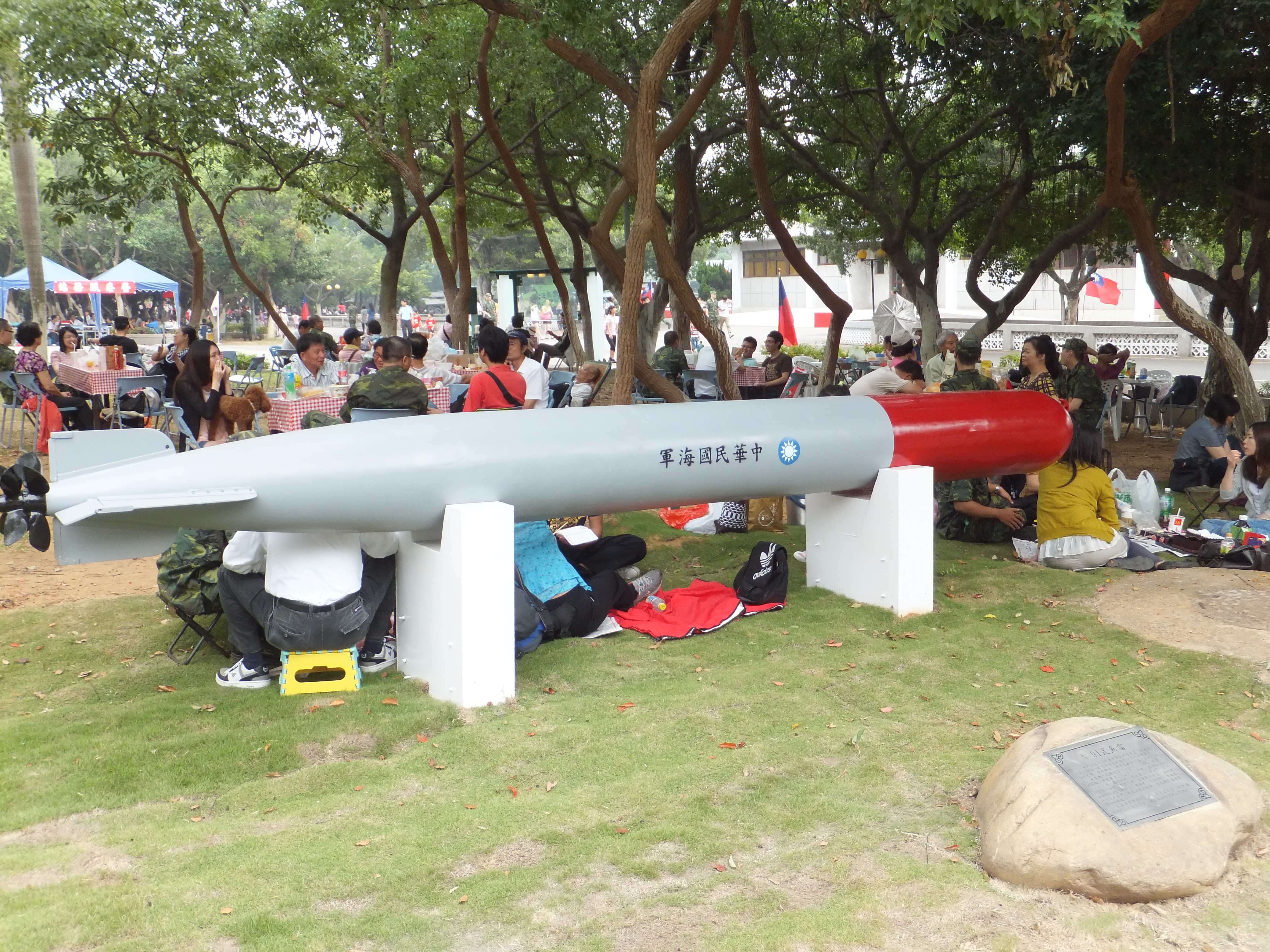
固定於成功嶺展示的海軍九一式魚雷
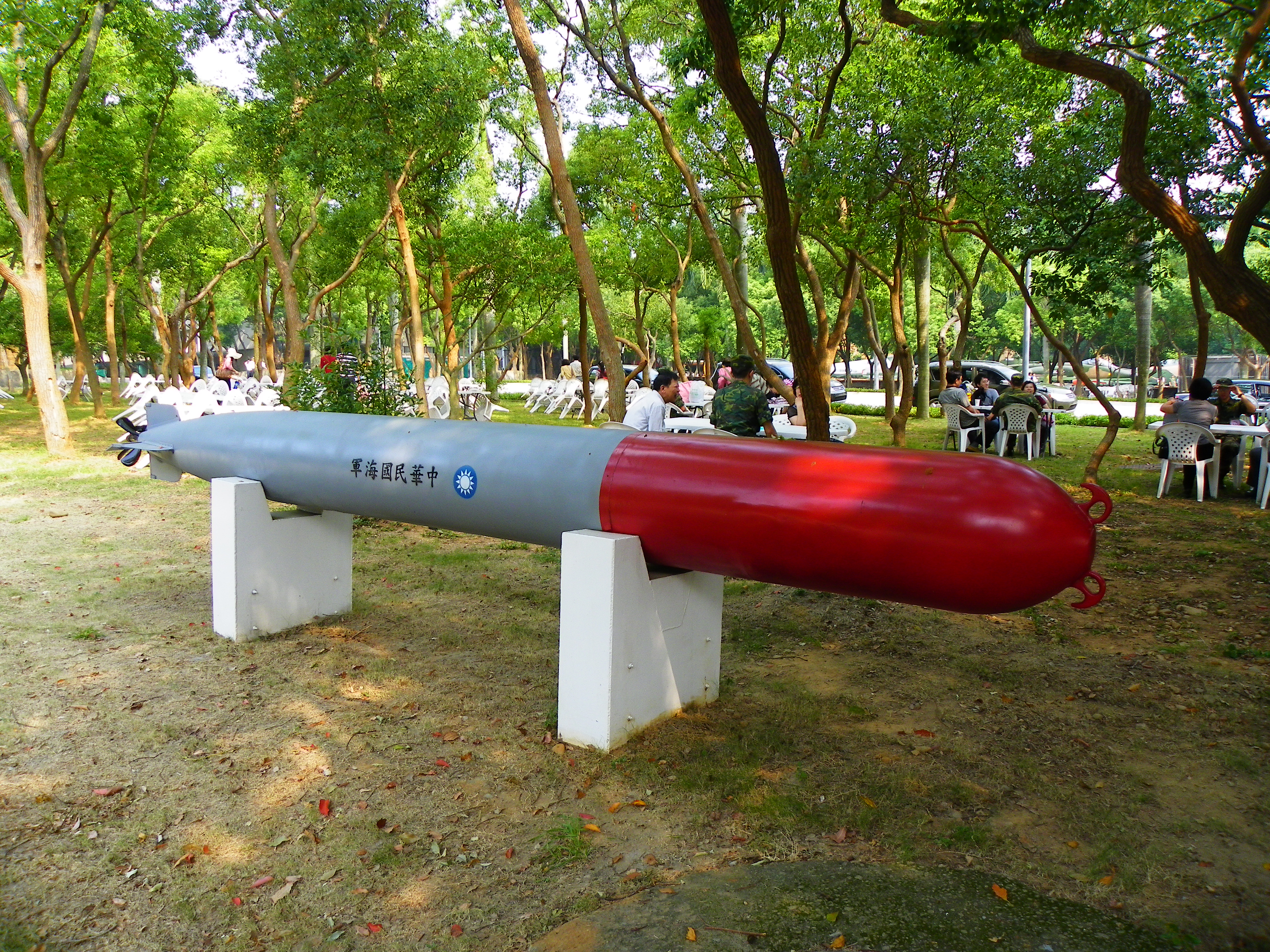
固定於成功嶺展示的海軍九一式魚雷
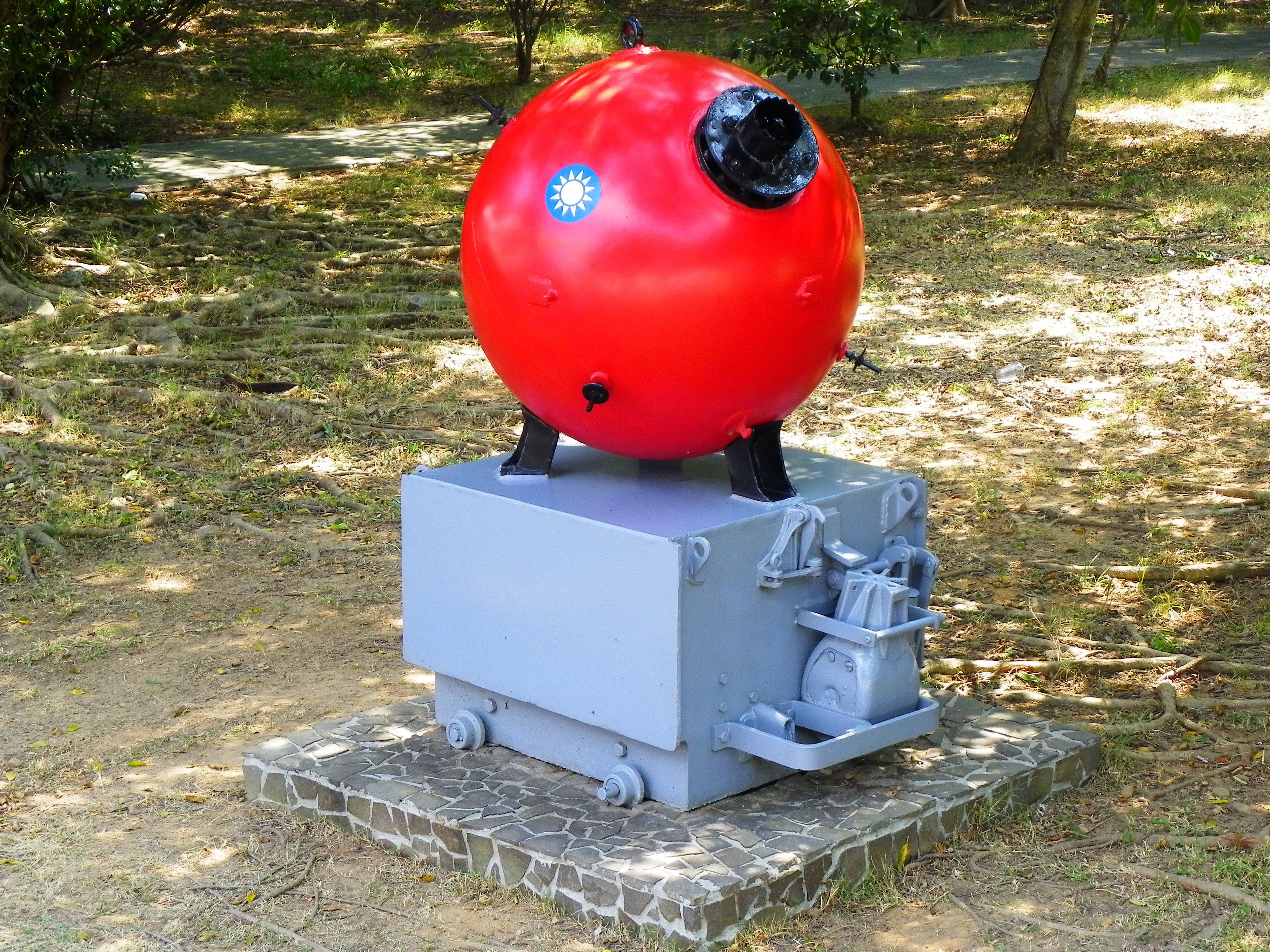
固定於成功嶺展示的海軍Mk 6繫留雷
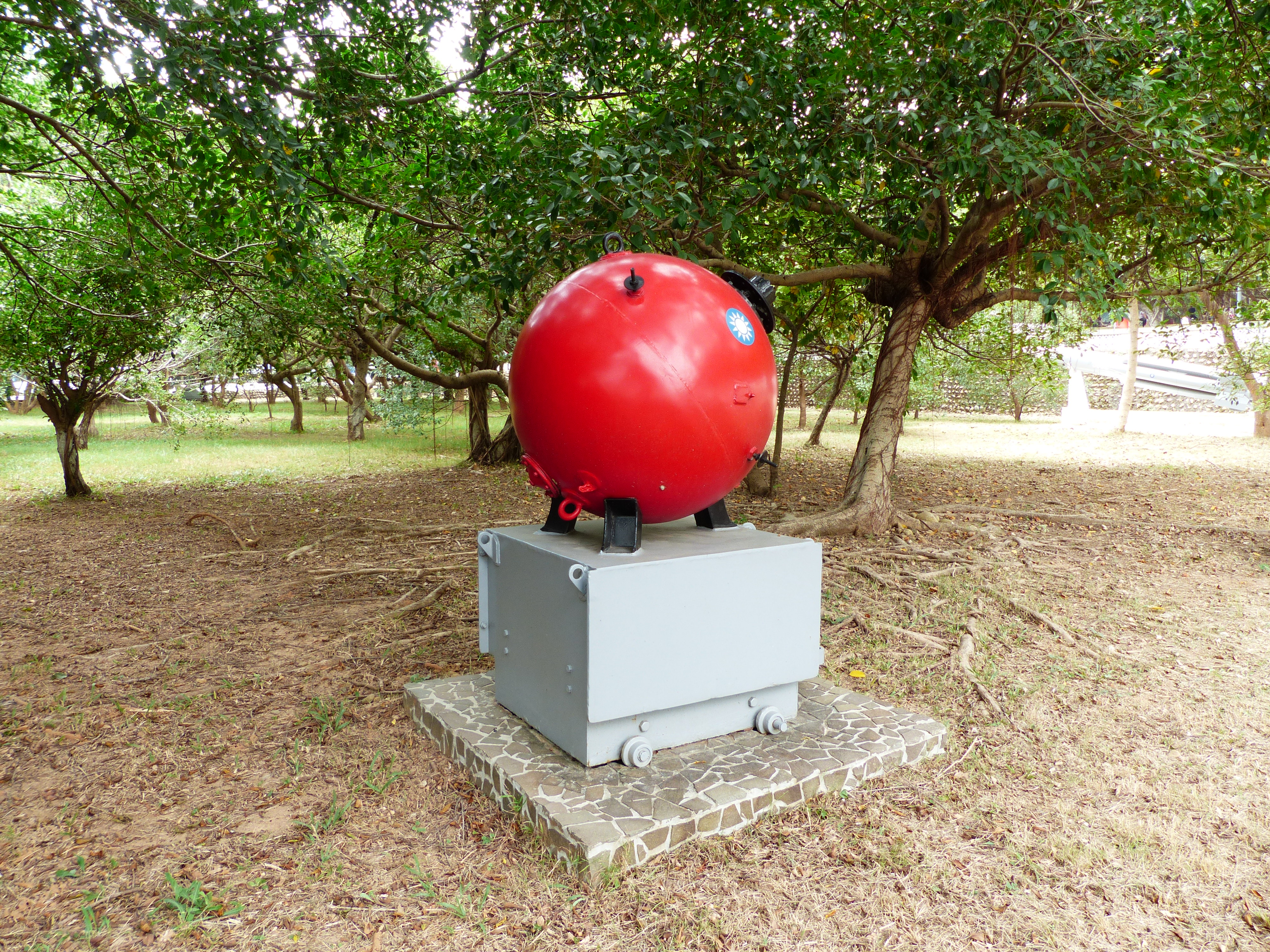
固定於成功嶺展示的海軍Mk 6繫留雷
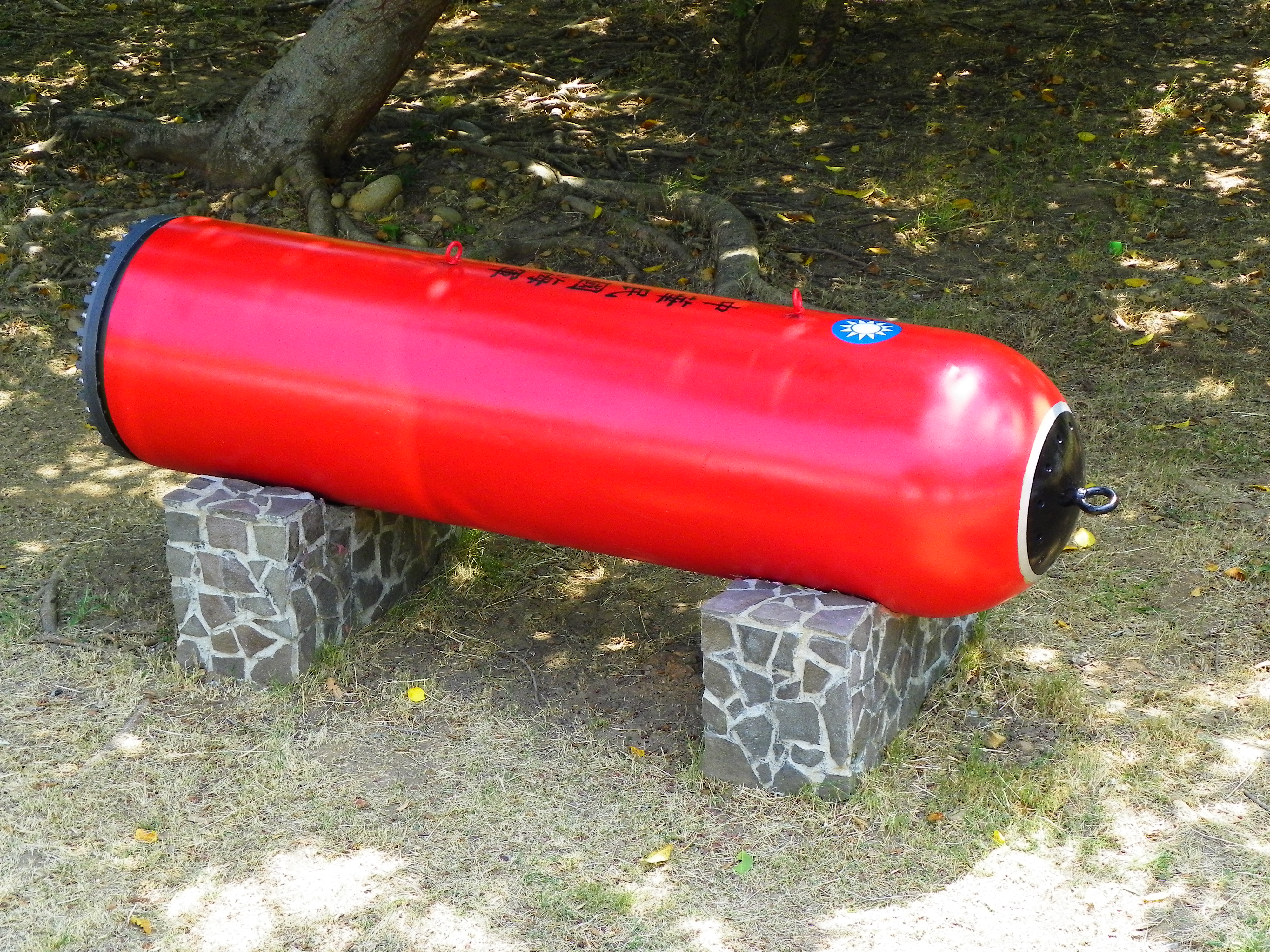
固定於成功嶺展示的海軍萬象二號沉底雷
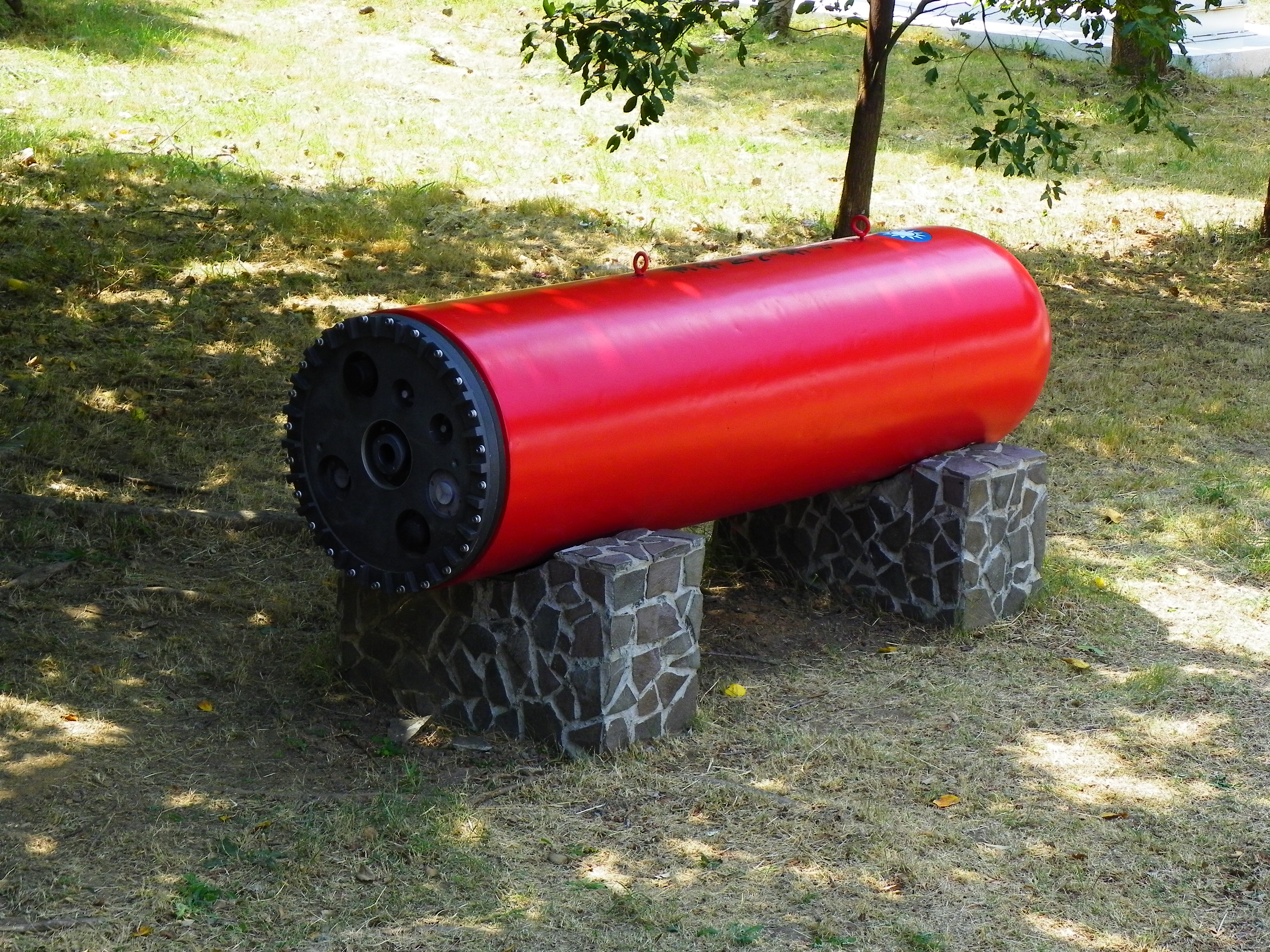
固定於成功嶺展示的海軍萬象二號沉底雷
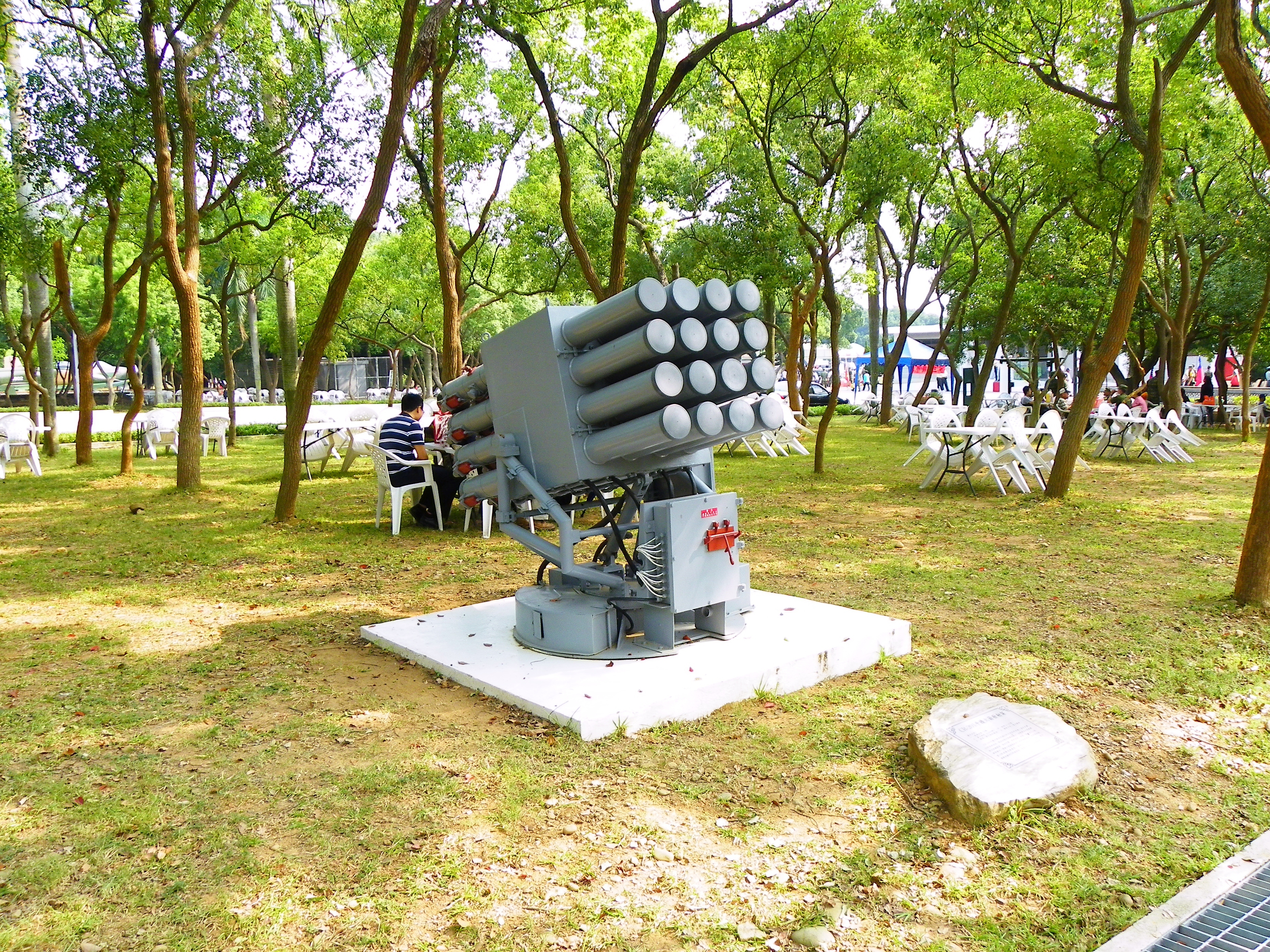
固定於成功嶺展示的海軍CR-201干擾火箭
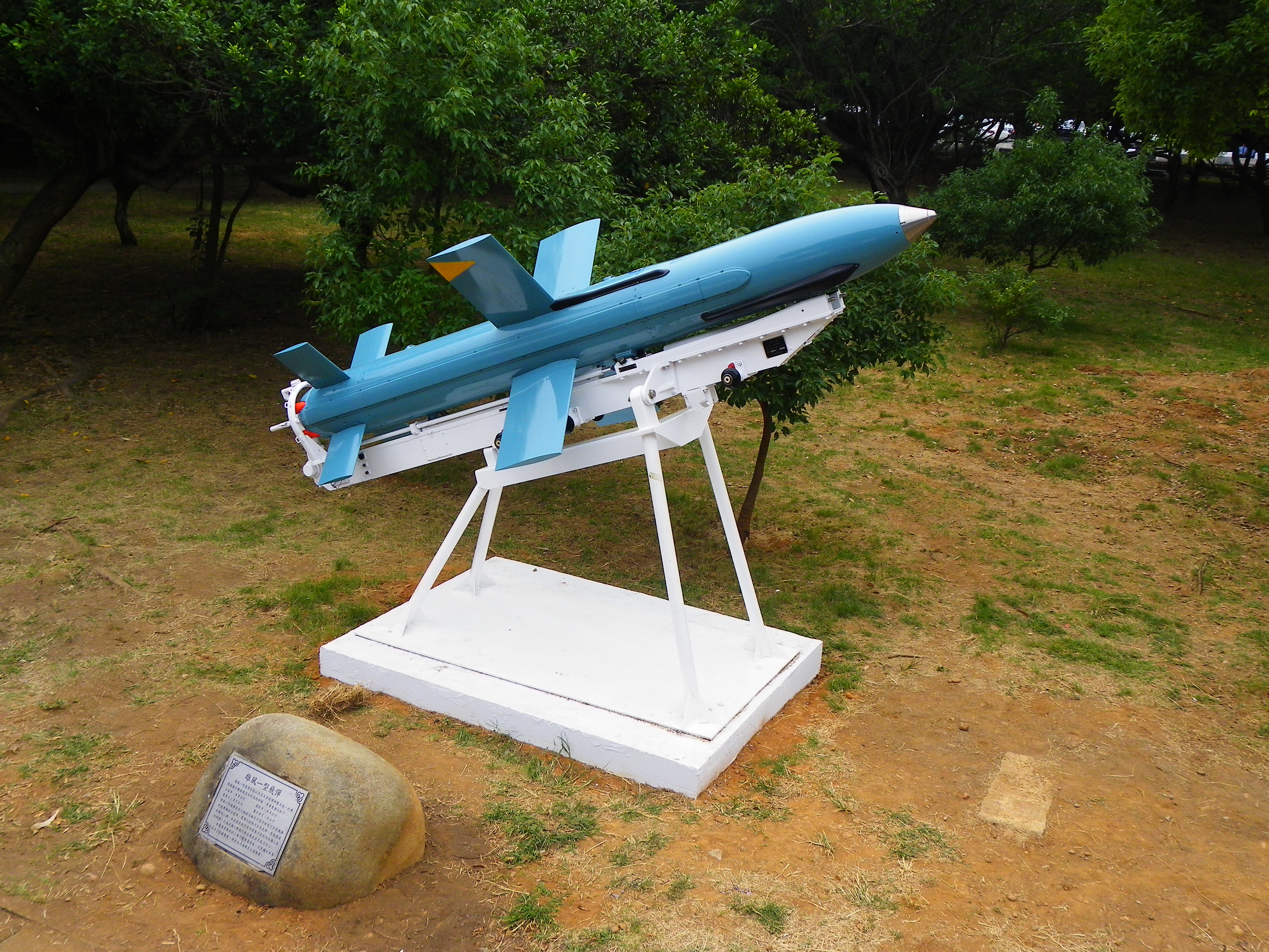
固定於成功嶺展示的海軍雄風一型反艦飛彈
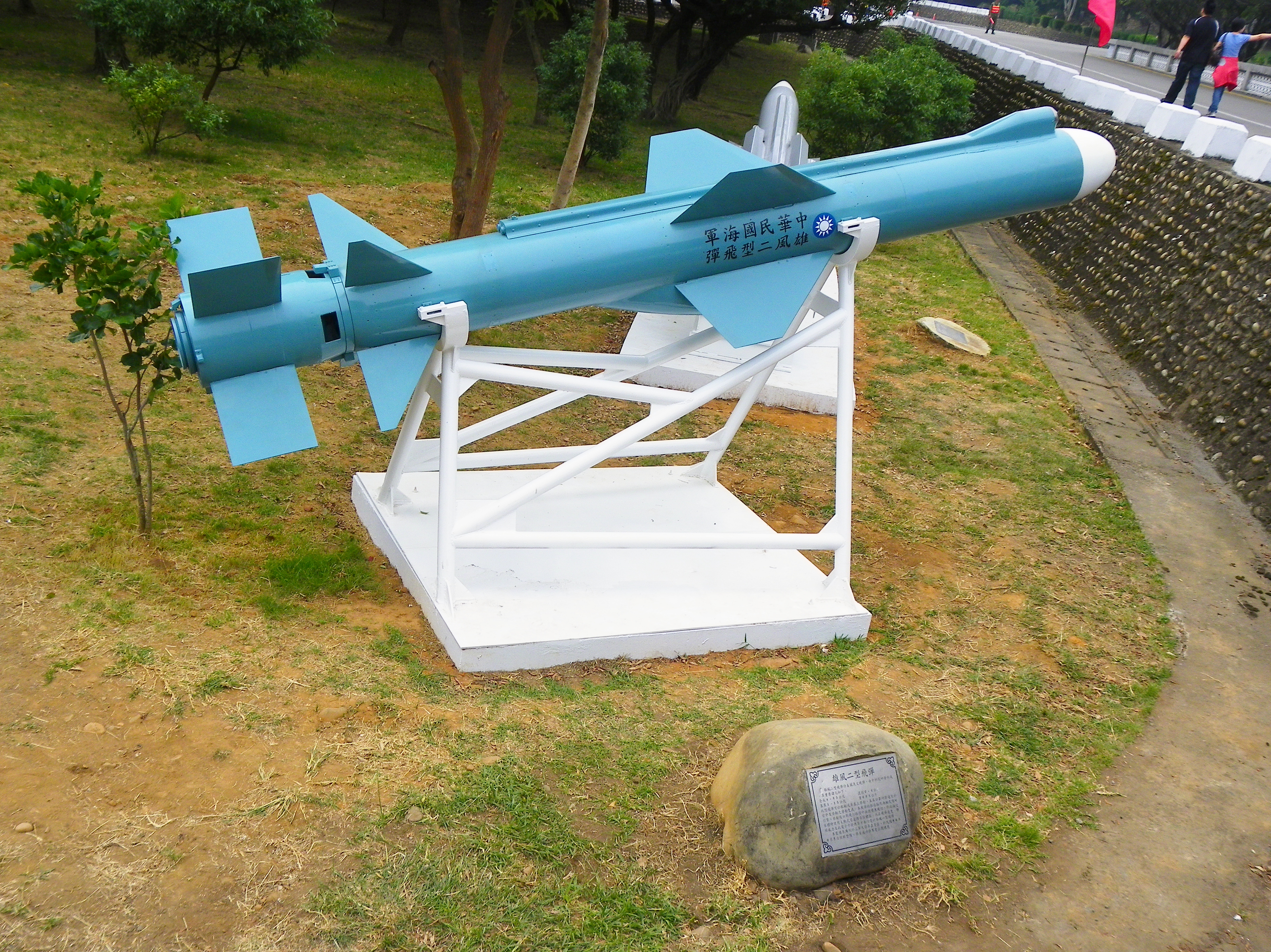
固定於成功嶺展示的海軍雄風二型反艦飛彈
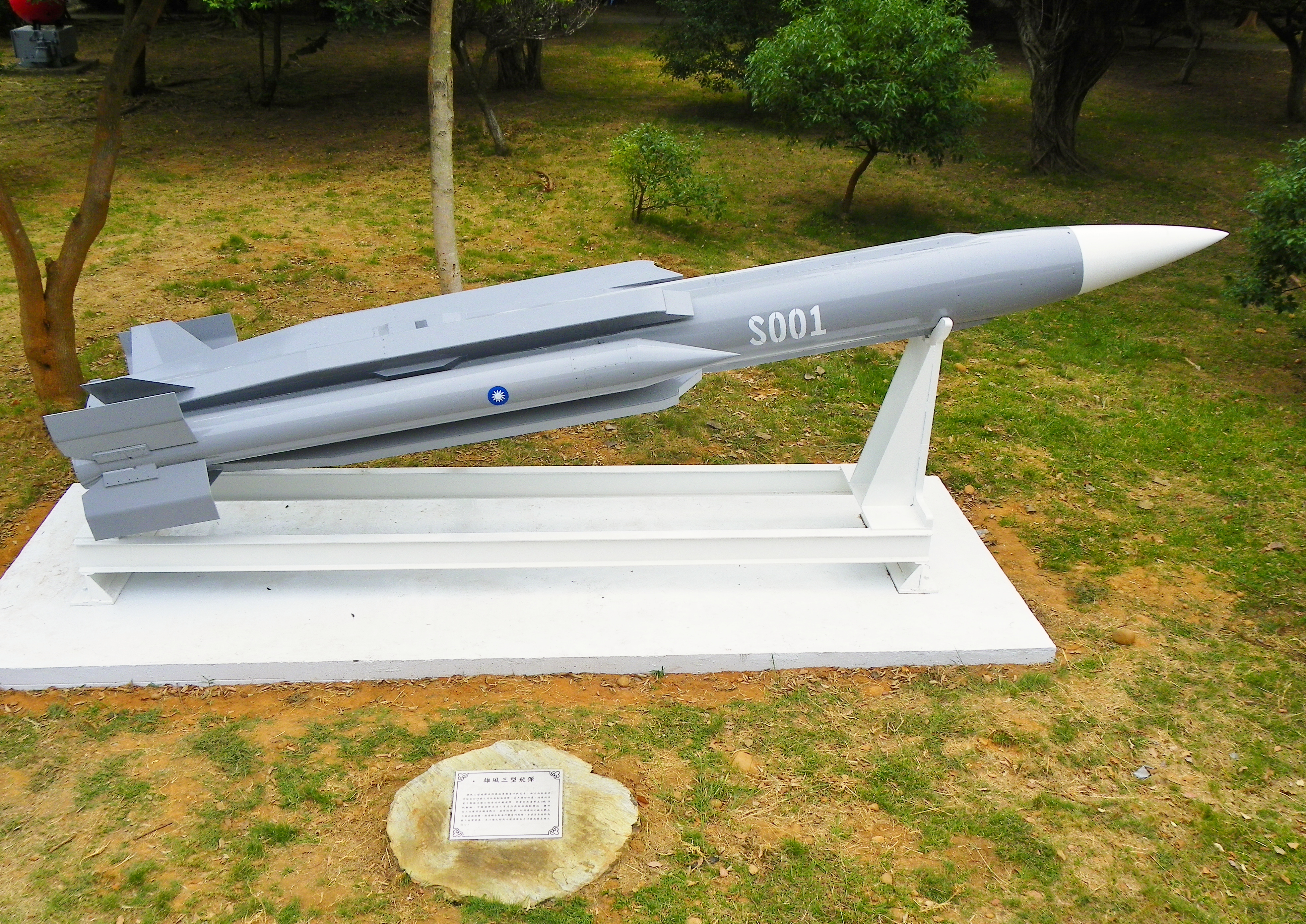
固定於成功嶺展示的海軍雄風三型反艦飛彈
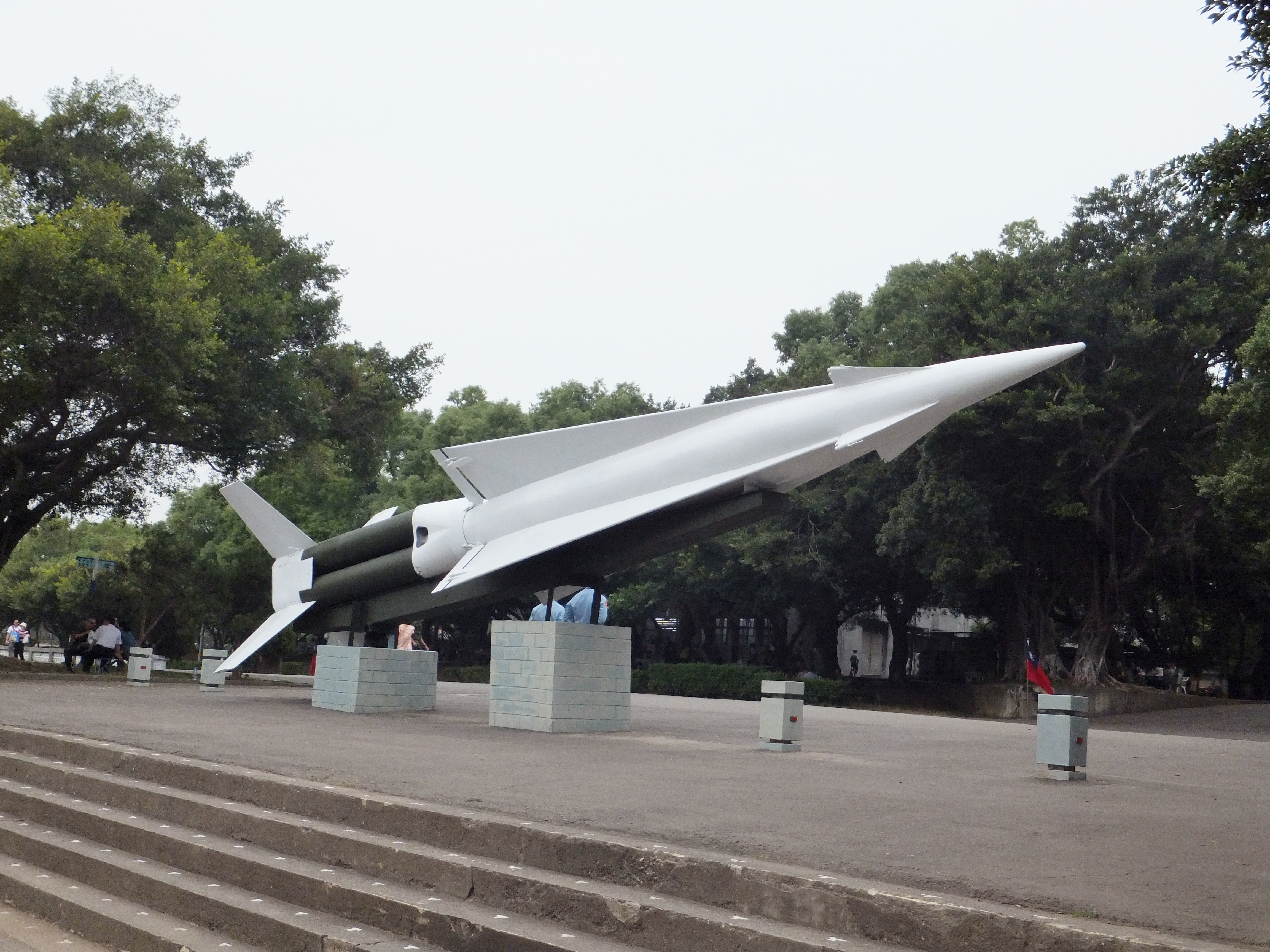
固定於成功嶺中正堂前展示的陸軍勝利女神飛彈
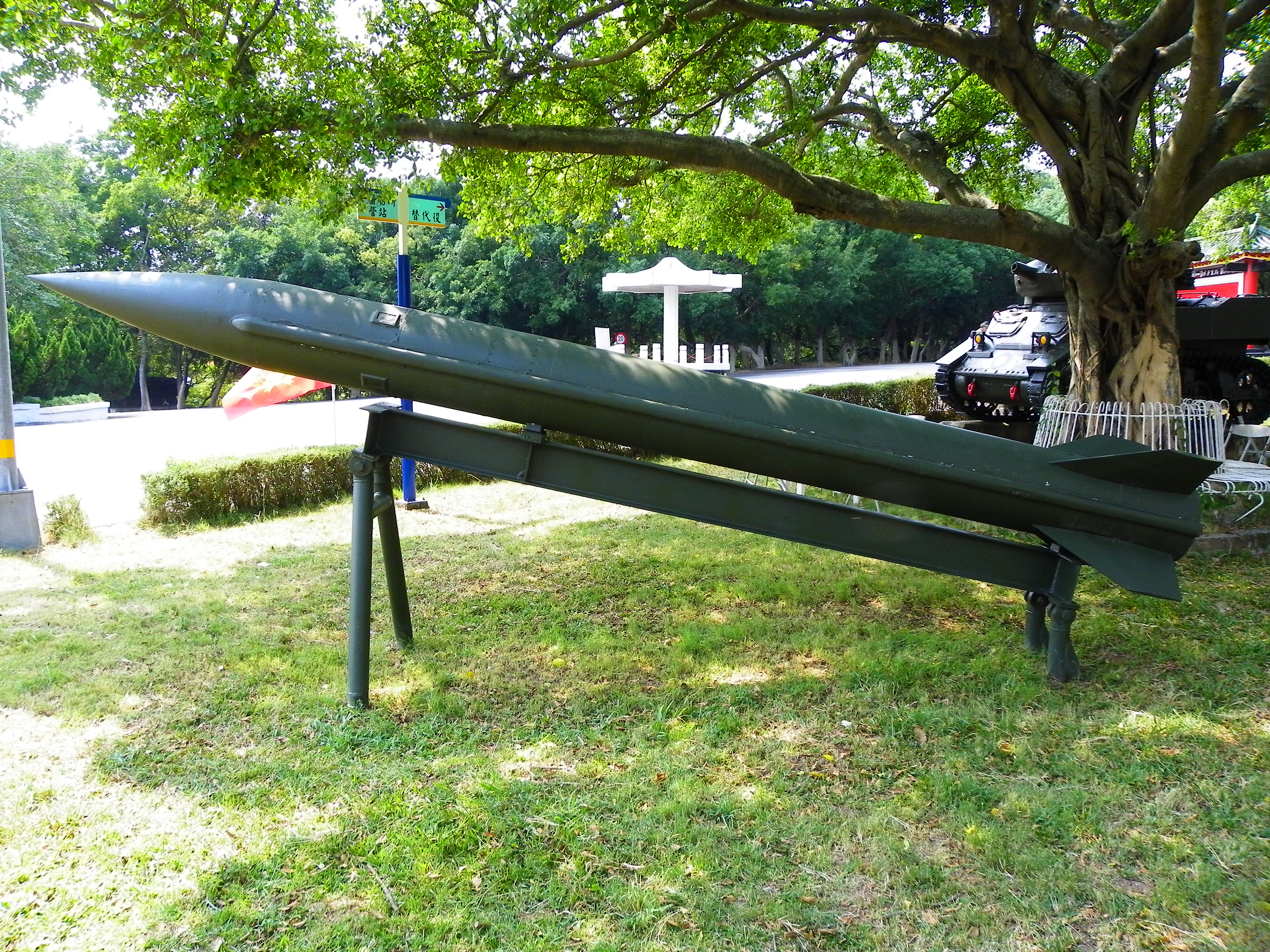
固定於成功嶺展示的空軍天弓一型飛彈，旁為陸軍M8自走炮
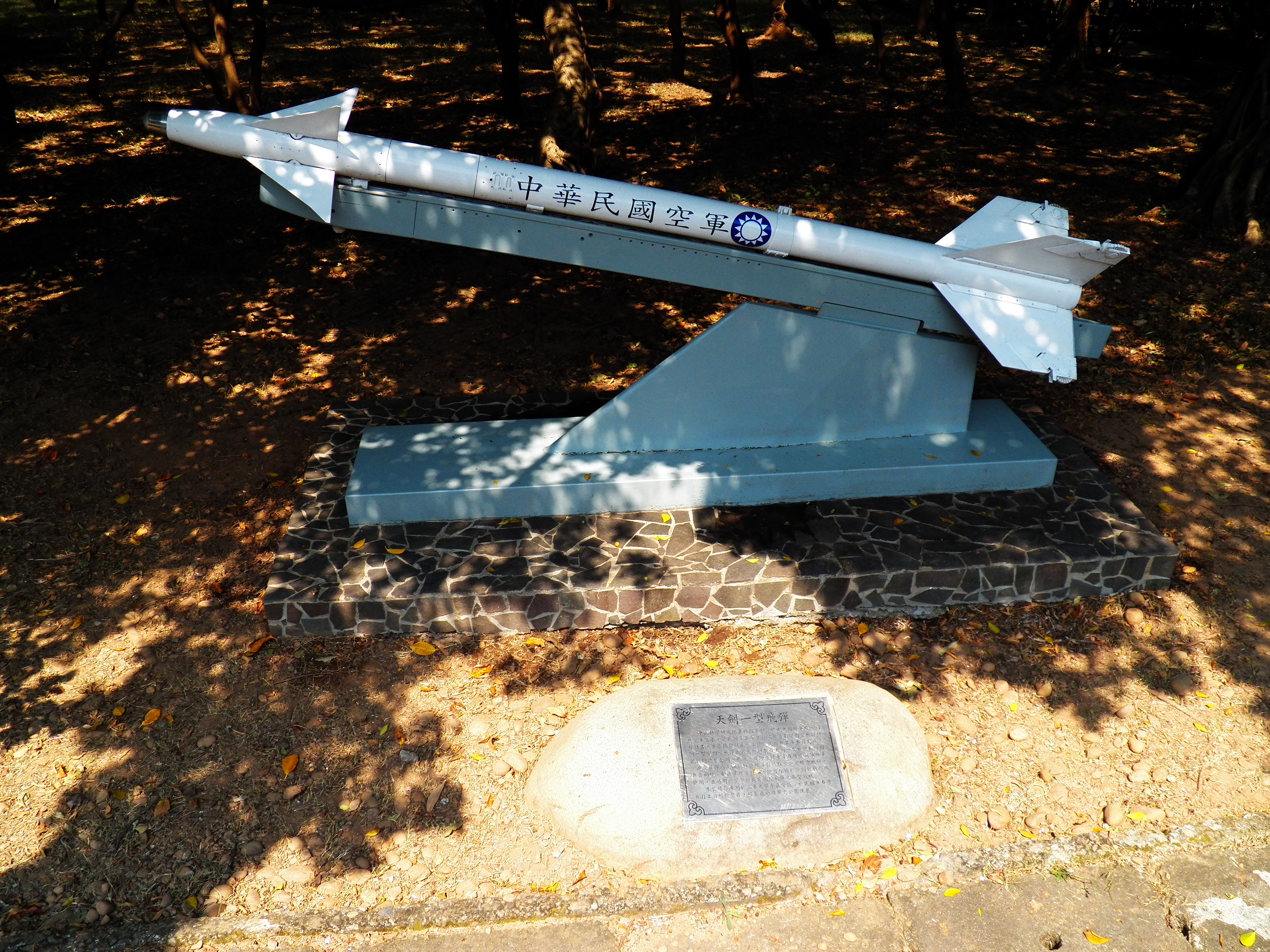
固定於成功嶺中正堂前展示的空軍天劍一型飛彈
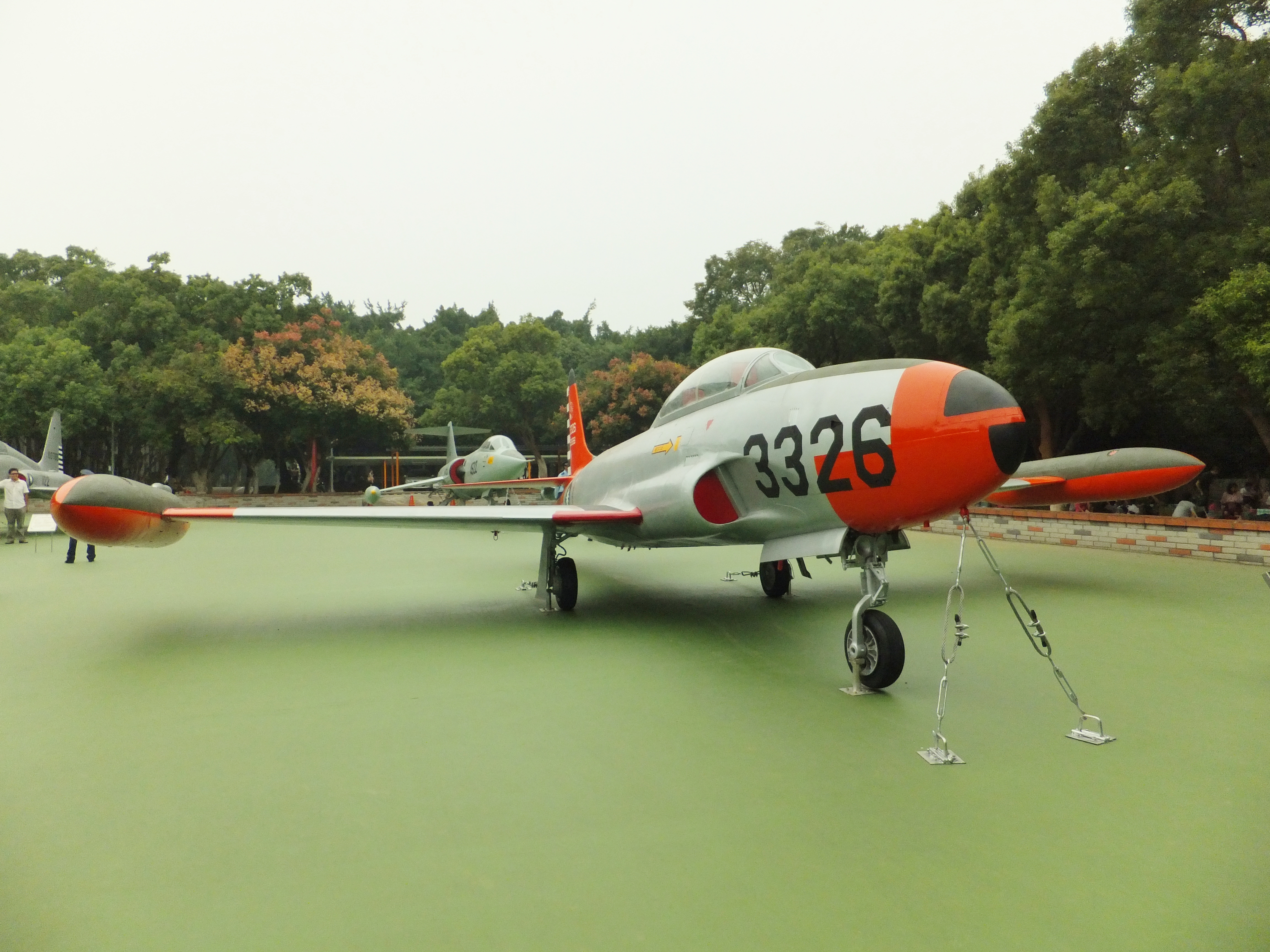
固定於成功嶺展示的空軍T-33教練機
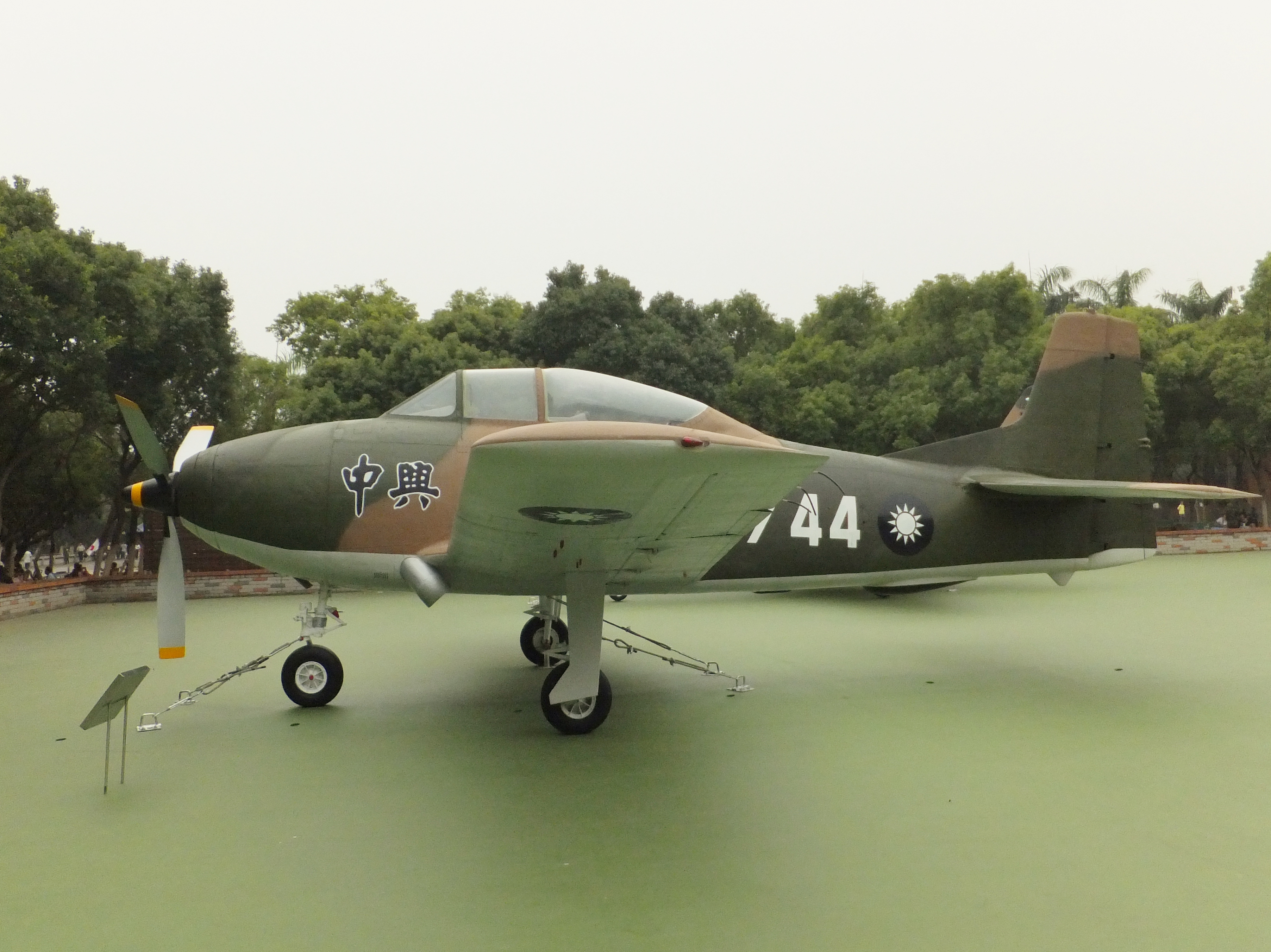
固定於成功嶺展示的空軍中興號教練機
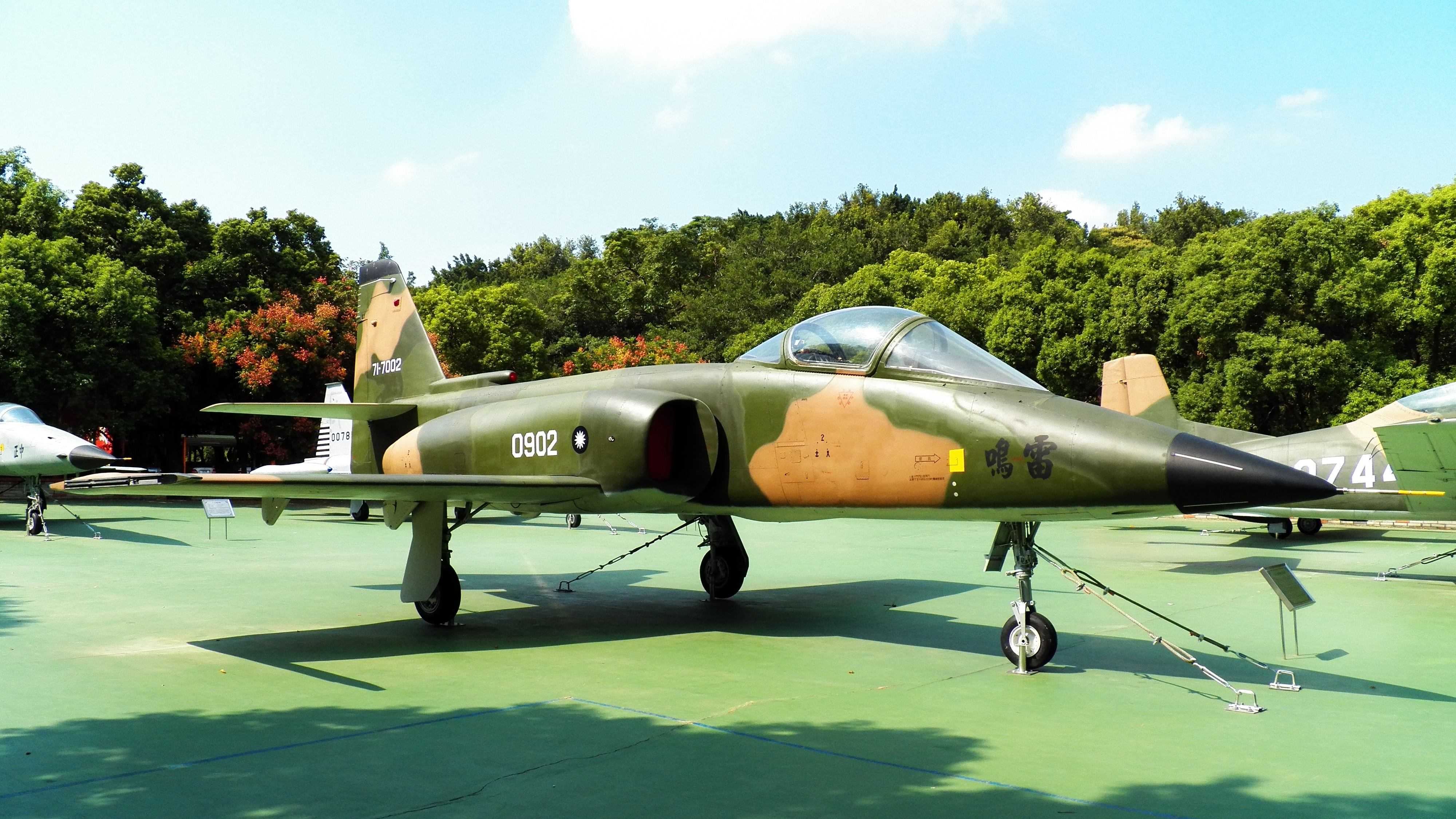
固定於成功嶺展示的空軍XA-3雷鳴號攻擊機
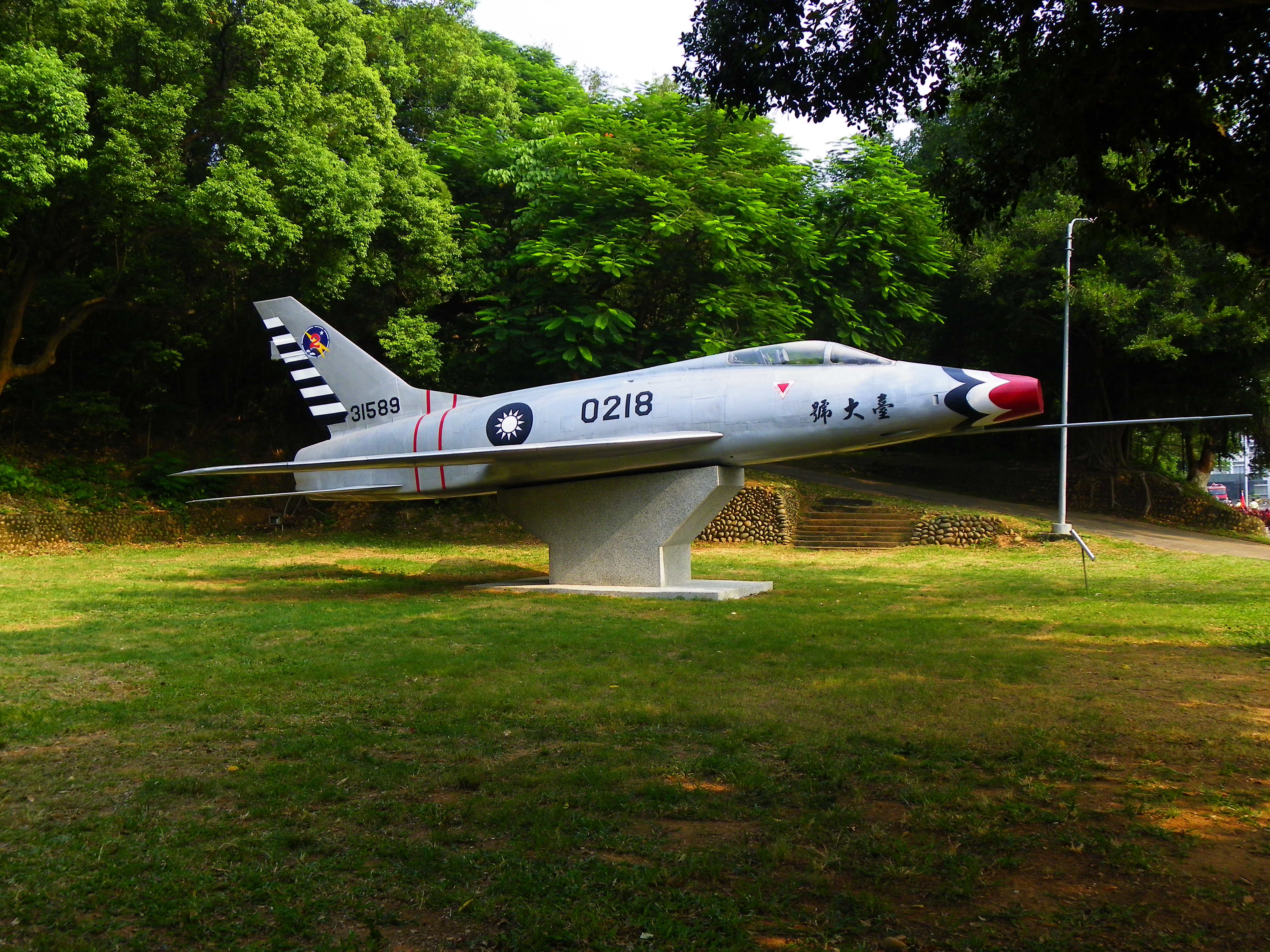
臺灣大學轉交軍方後固定於成功嶺展示的空軍F-100A超級軍刀戰鬥機（詳見臺大F-100超級軍刀機保存事件）
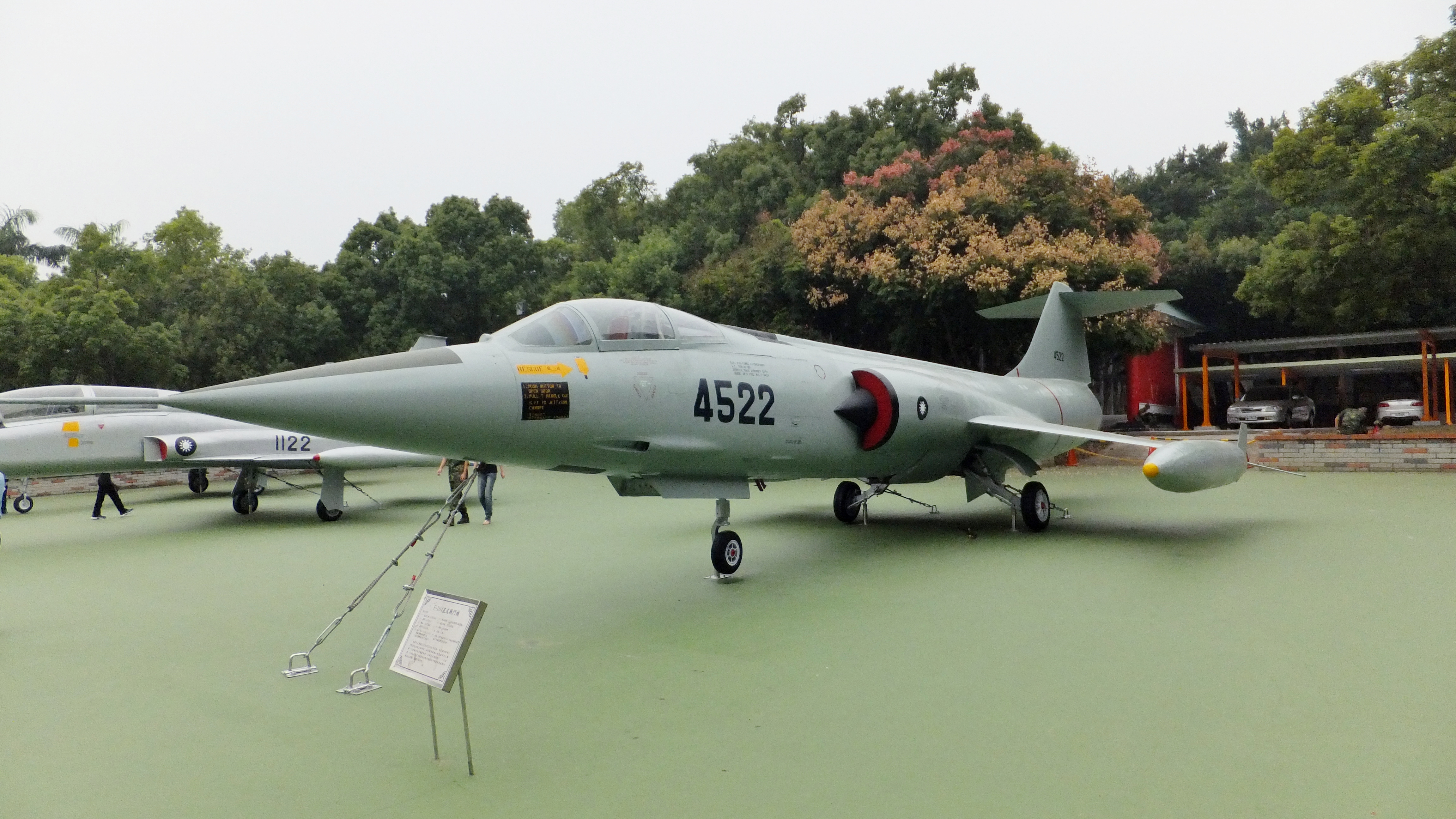
固定於成功嶺展示的空軍F-104J星式戰鬥機
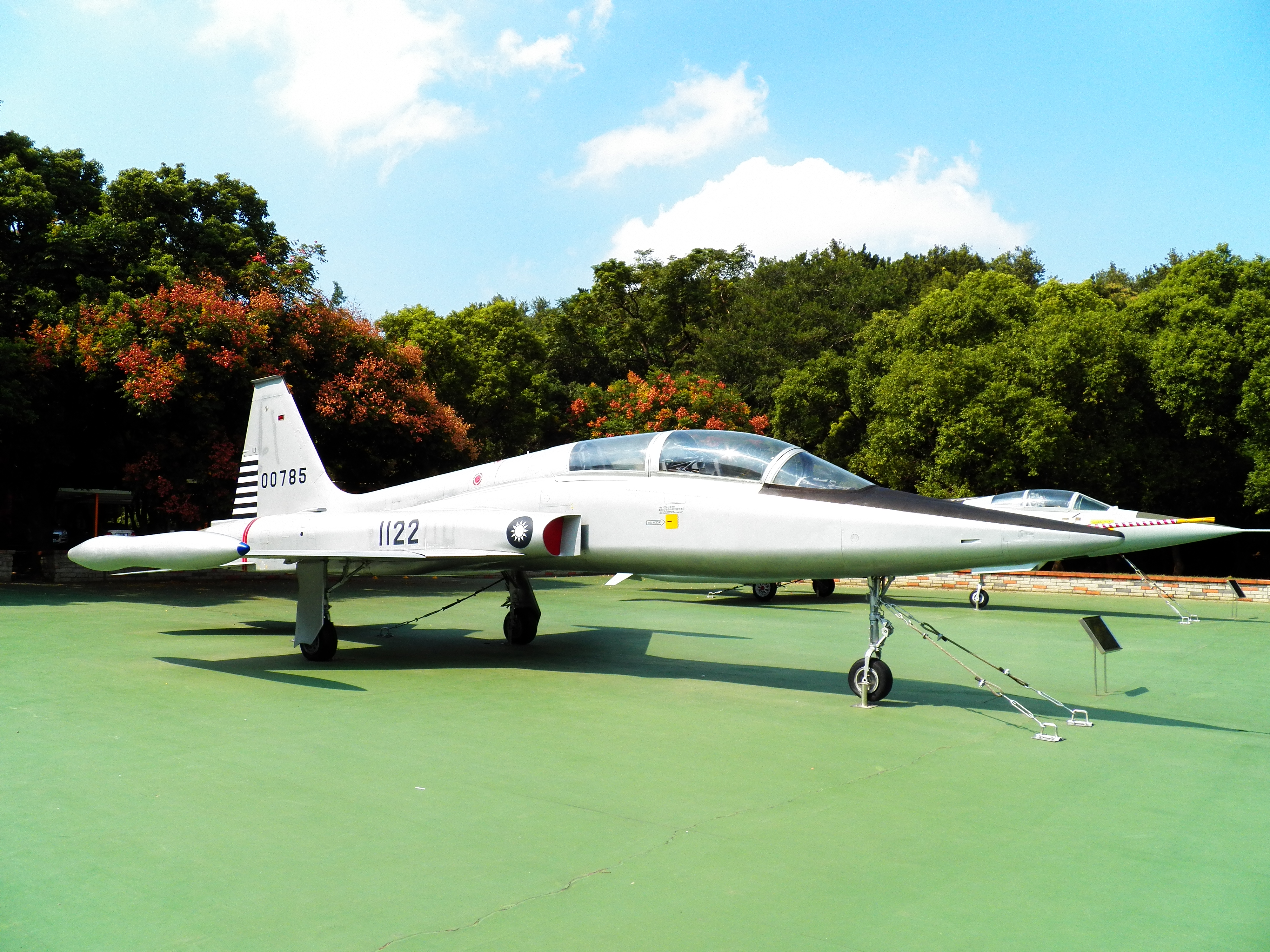
固定於成功嶺展示的空軍F-5B自由鬥士戰鬥機，可以看出其型還非常近似T-38教練機
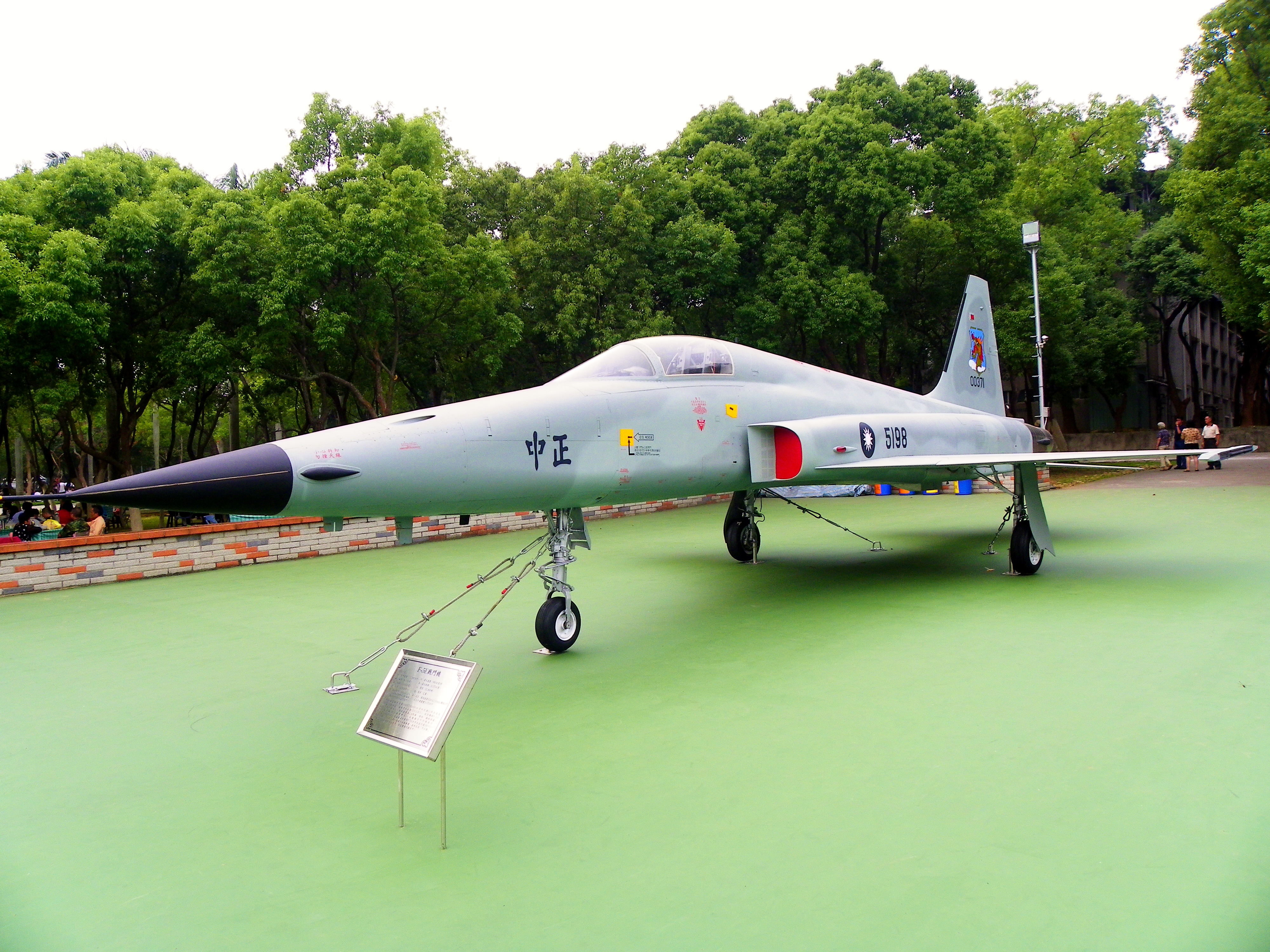
固定於成功嶺展示的空軍F-5E虎式戰鬥機

## 相關作品

### 音樂
成功嶺之歌
|  | 國旗在飛揚，聲威浩壯，我們在成功嶺上， 鐵的紀律使我們鍛鍊成鋼，愛的教育給我們心靈滋養。 驚奇、震撼、緊張，替生命開礦（開創）， 團結、合作、創造，讓智慧發光。 風雲變色，世界動盪， 我們在成功嶺上，擔當國家興亡，衝破驚濤駭浪， 靠我們自己的堅強力量， 永遠奮鬥前進，永遠奮鬥前進，迎接反共人心的歸向， 踏上成功之路，踏上成功之路，高唱勝利交響的樂章！ |

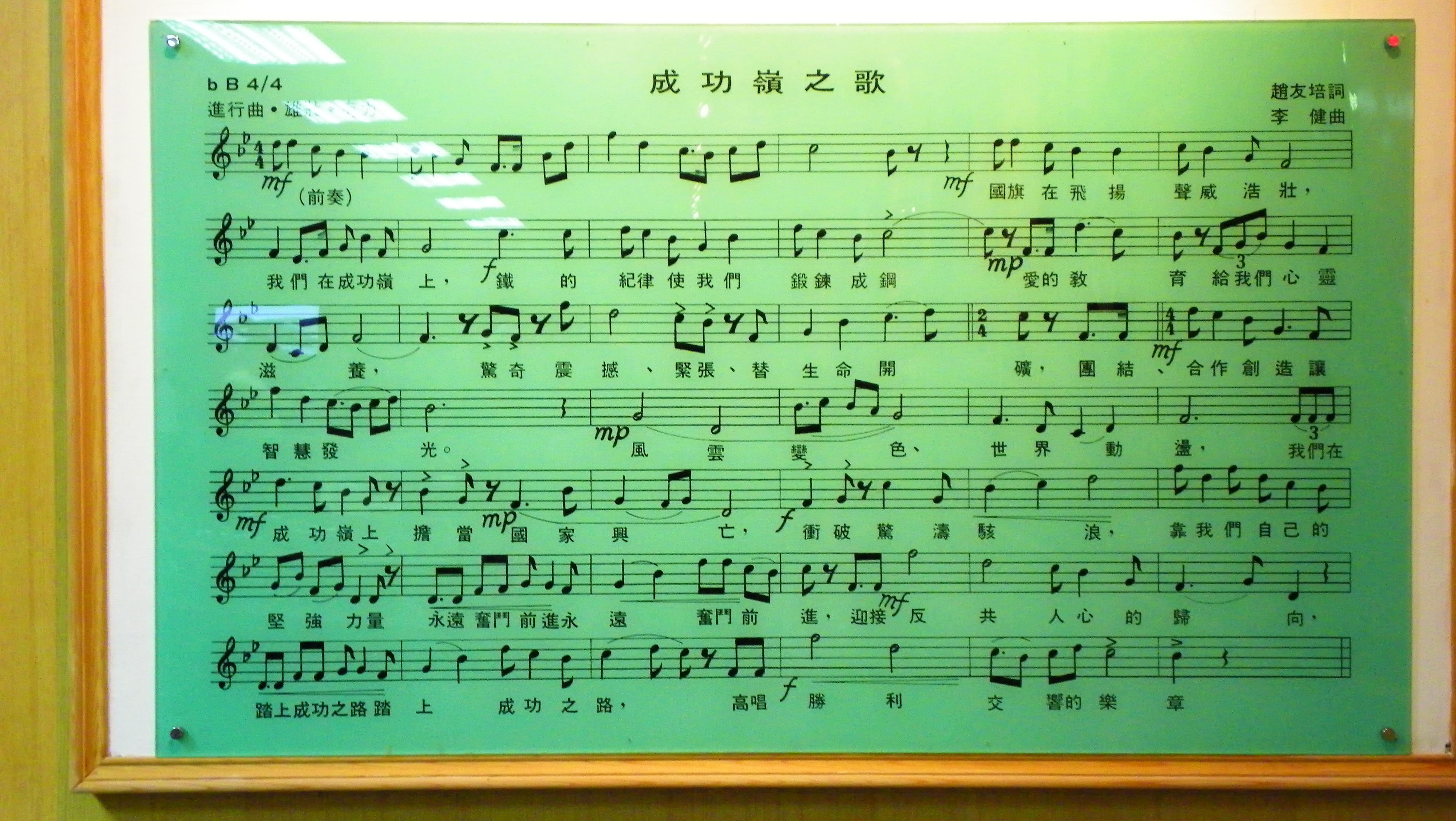
成功嶺隊史館壁面展示的成功嶺之歌樂譜。

成功嶺上
|  | 英雄來自四面八方 從四面八方奔向成功嶺上 英雄懷有崇高理想 為崇高理想集合在成功嶺上 堅定信念 認清方向 國家興亡 我們擔當 熱情洋溢 神采飛揚 個個都是中華的好兒郎 |

### 電影
- 《成功嶺上》（1979年）
- 《報告班長》（1987年）
- 《成功嶺2 全面出擊》（1990年）
- 《報告班長-新兵報到》（1991年）
- 《超級班長》（1996年）
- 《報告班長5 女兵報到》（1997年）

### 電視劇
- 中視《成功嶺上》（1984年）
- 民視《新兵日記》（2010年）

## 相關活動

### 營區開放
國防部每年會舉辦「國防知性之旅－營區開放」活動，有時也會選擇成功嶺營區舉辦國防知性之旅開放給民眾參觀。

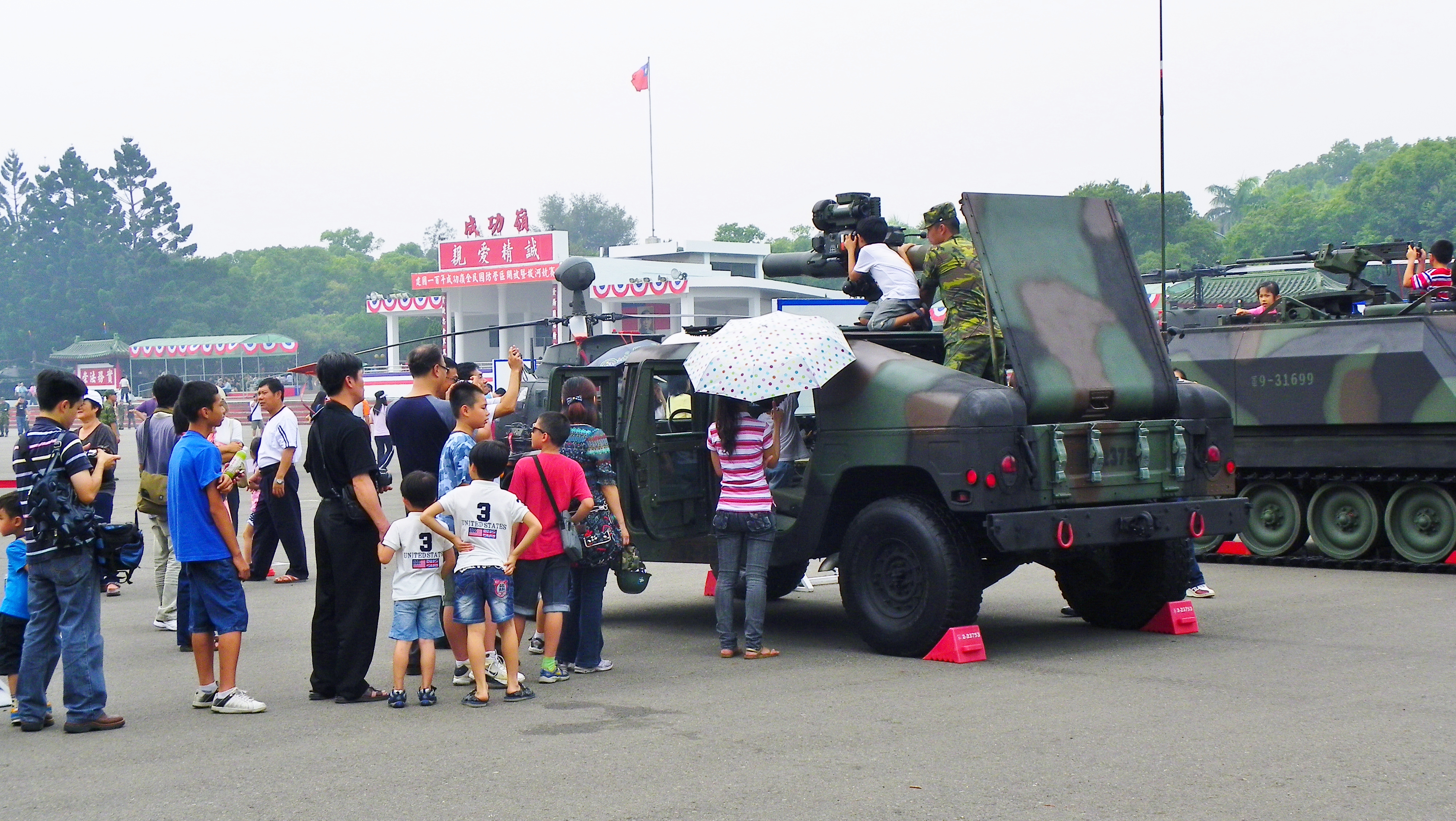
國防知性之旅-成功嶺營區開放活動展示之裝備BGM-71拖式飛彈的悍馬車、CM-21裝甲車與OH-58D奇奧瓦戰士偵察直升機。

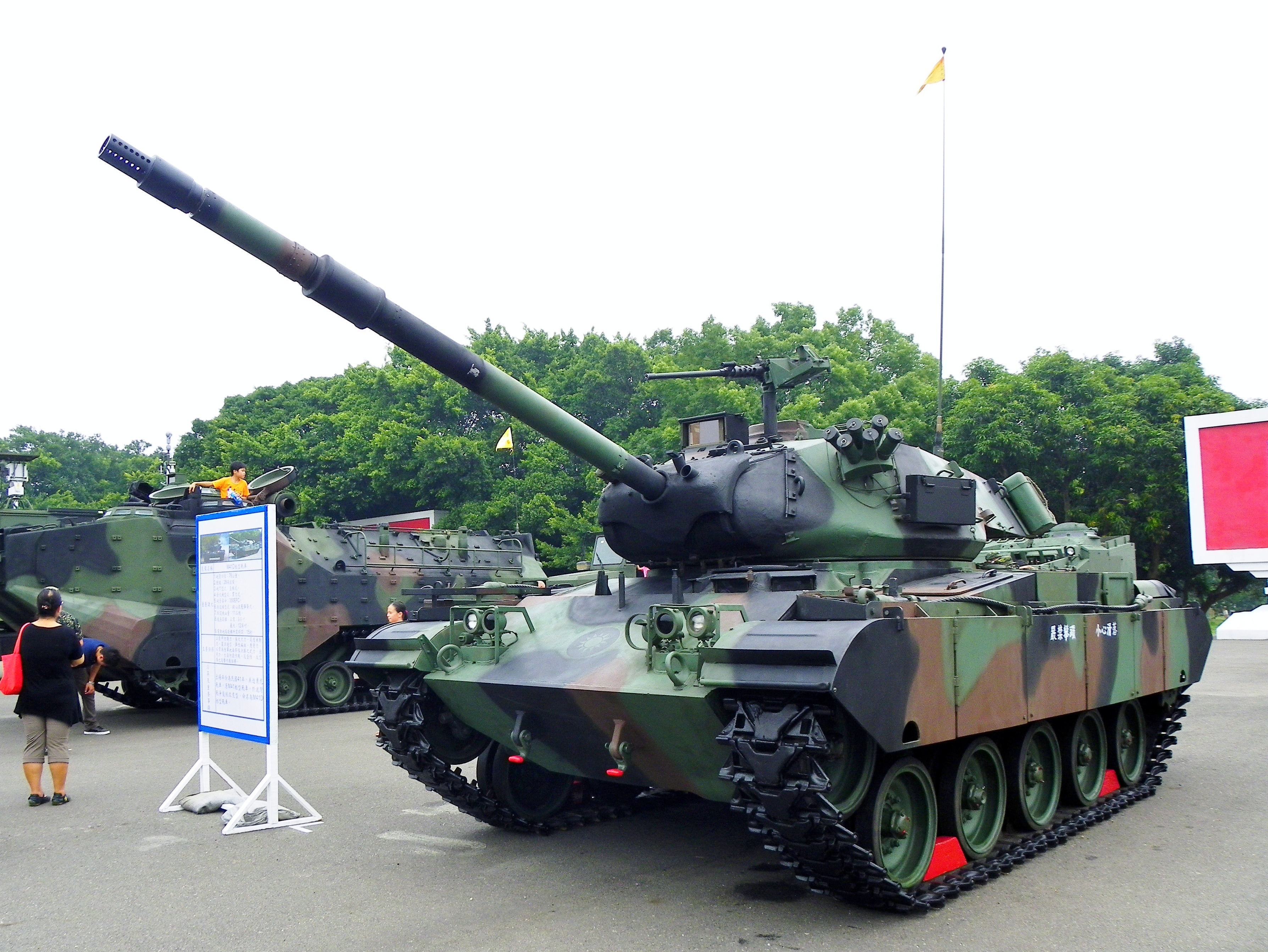
國防知性之旅-成功嶺營區開放活動展示之M41D輕戰車與兩棲突擊載具。

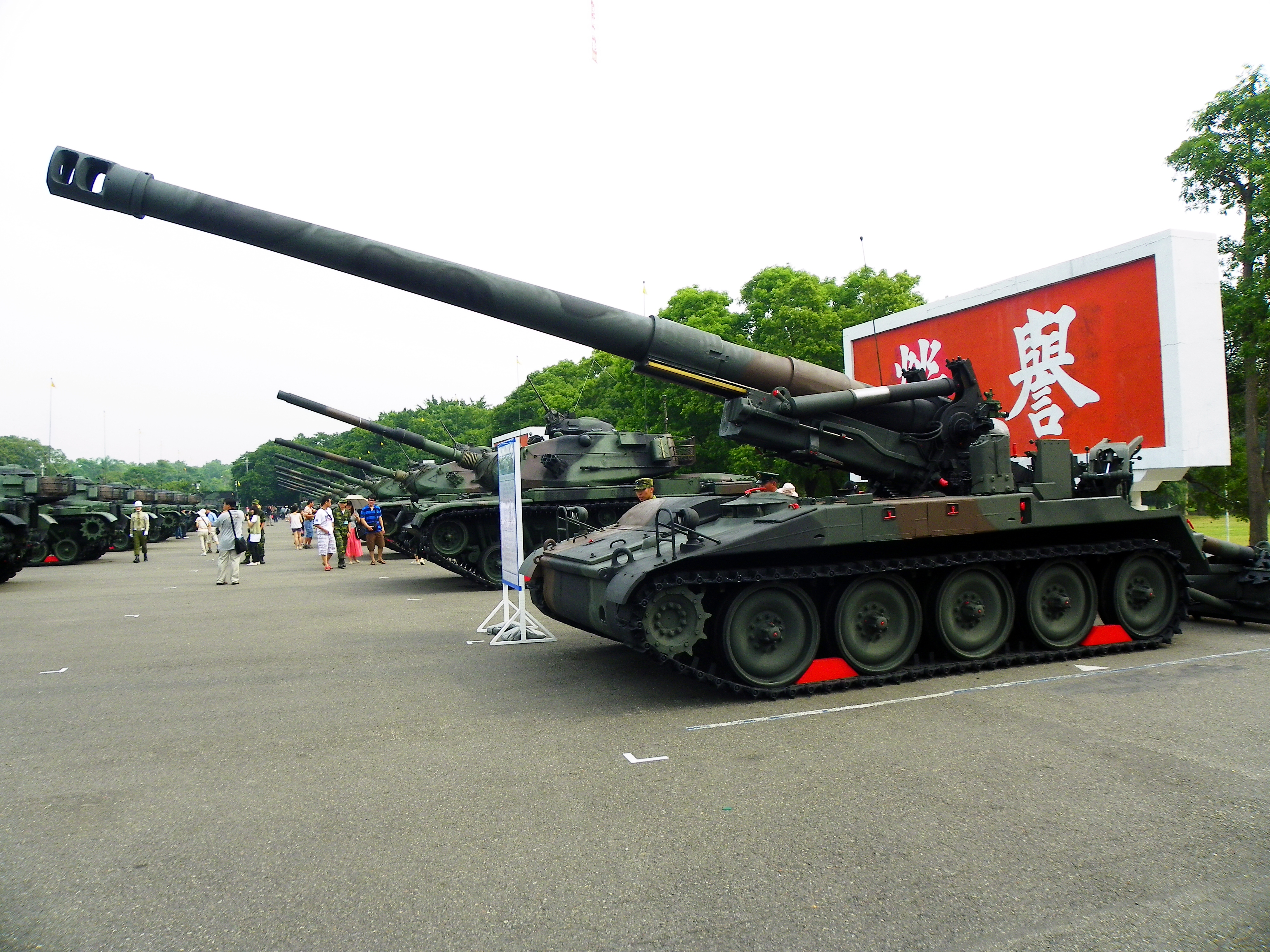
國防知性之旅-成功嶺營區開放活動展示之M110自走炮與M60巴頓戰車。

國防部為推廣「全民國防教育」，每年會舉辦多種暑期戰鬥營，招生對象為大專生與高中生，其中「成功嶺戰鬥營」在此營區舉辦。

### 童軍露營
中華民國童軍於2018年6月30日至7月6日，於成功嶺營區舉行第11次全國大露營。

### 勞軍
1992年9月17日，《民生報》、中國電視公司與味王共同主辦成功嶺勞軍晚會「強強滾勞軍之夜」，主持人張菲、檢場、張辰。

## 交通

### 公路
- 王田交流道：下交流道後經由烏日匝道接上平面道路。
- 高鐵台中交流道。
- 中山路
- 學田路

### 大眾運輸
- 臺鐵：臺中線新烏日站、成功站
- 高鐵：台中站
- 台中捷運綠線： 高鐵台中站

彰化延伸線：「成功嶺」（已納入前瞻計劃）
- 臺中市公車：

| 編號 | 業者     | 路線                     |
| ---- | -------- | ------------------------ |
| 93   | 臺中客運 | 高鐵臺中站－大甲區銅安厝 |
| 101  | 臺中客運 | 彰化－水湳               |
| 105  | 中鹿客運 | 四張犁—龍井              |
| 617  | 中鹿客運 | 嶺東科技大學－梧棲農會   |

## 周邊環境
- 東海大學
- 台貿五村（彩繪眷村）
- 清新溫泉度假飯店
- 望高寮景觀園區
- 臺中市私立明道高級中學
- 臺中市私立嶺東高級中學
- 烏日聚奎居
- 望高寮夜景公園
- 嶺東科技大學
- 成功嶺高爾夫球場
- 臺中市烏日區旭光國民小學
- 林新醫療社團法人烏日林新醫院
- 高鐵台中站
- 成功車站

## 外部連結
- 中華民國國防部 （页面存档备份，存于）
- 中華民國陸軍 （页面存档备份，存于）